# Sanlúcar de Barrameda

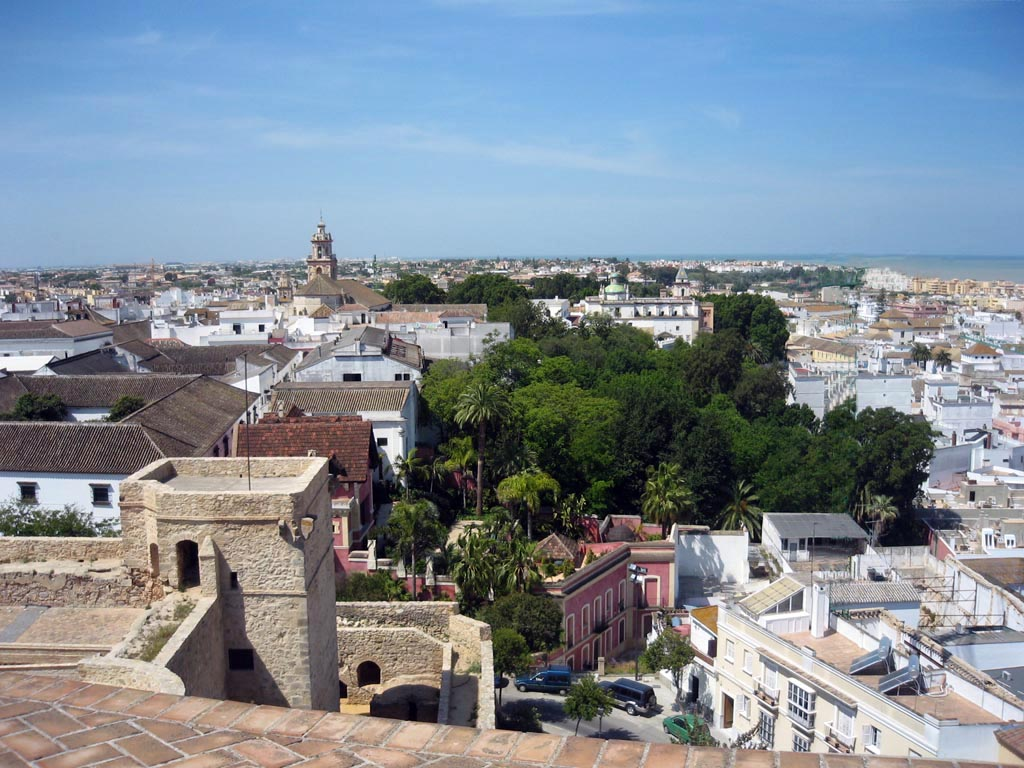
Vista del barrio alto

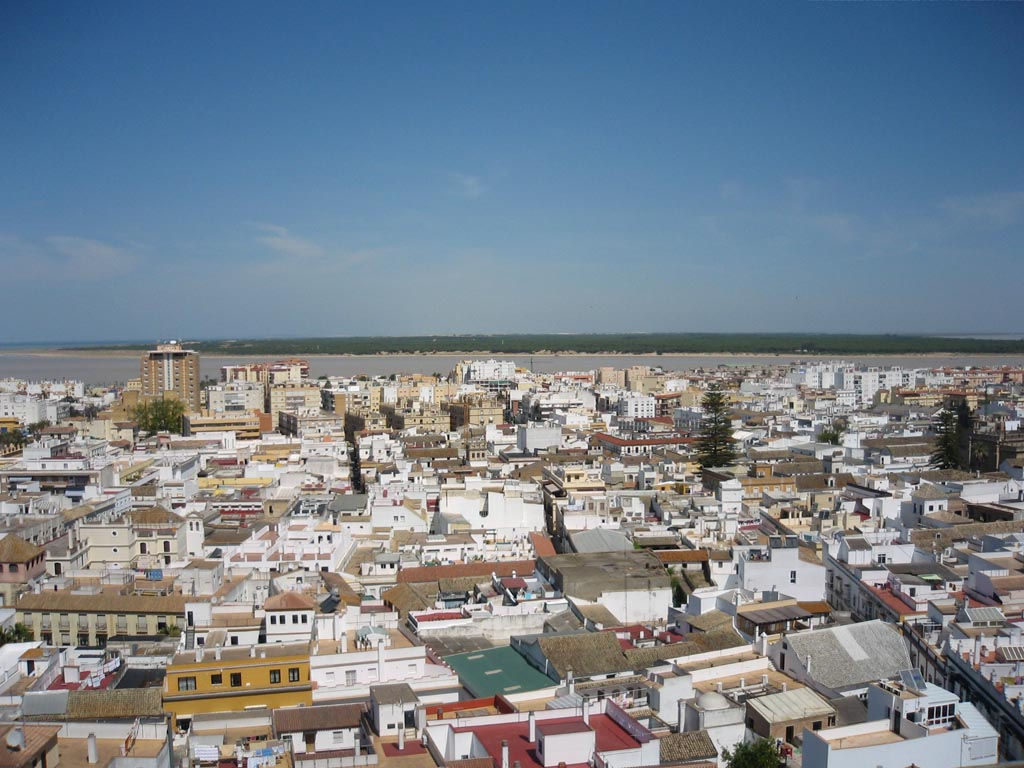
Vista del barrio bajo

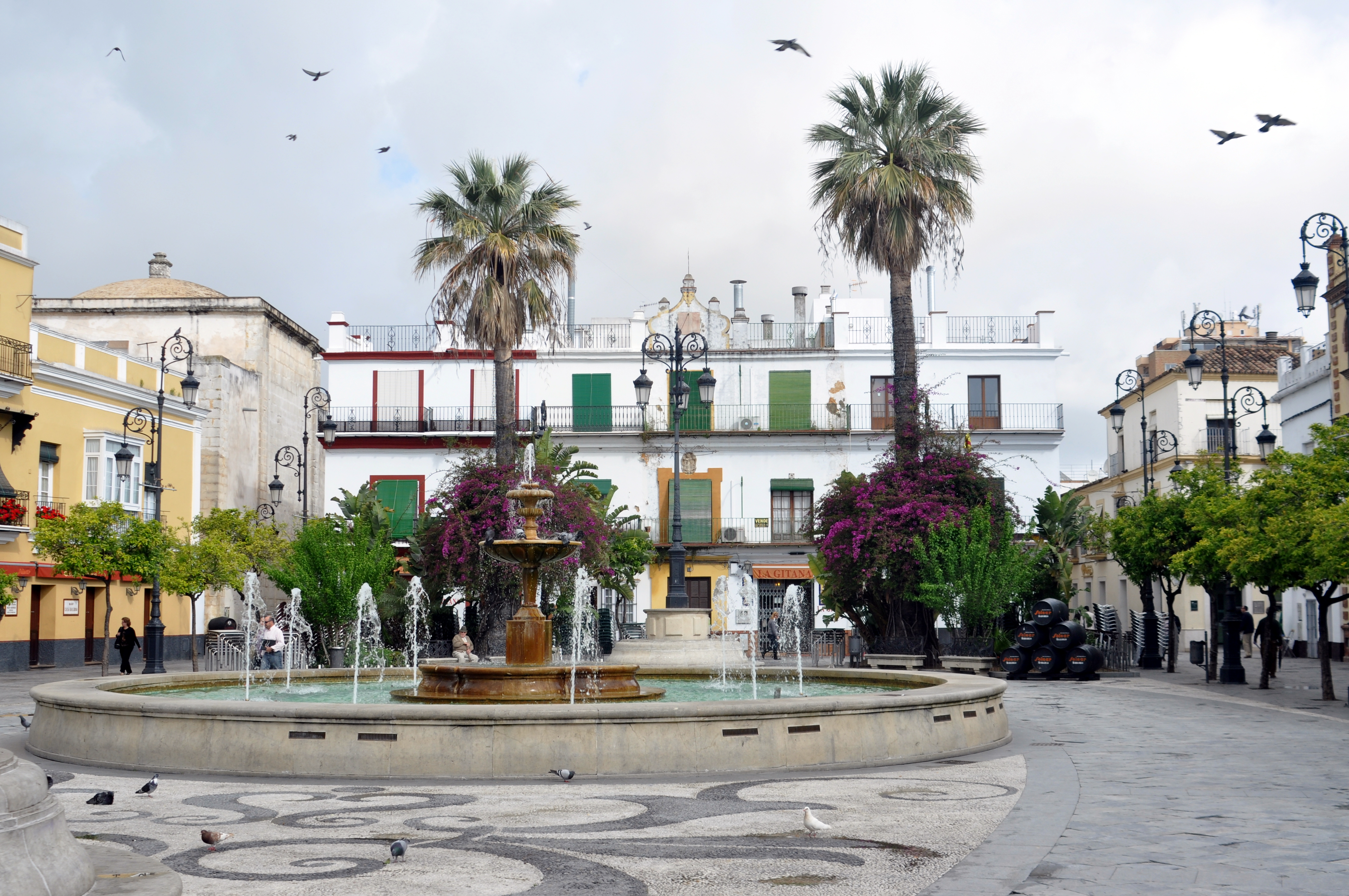
Plaza del Cabildo. Centro histórico

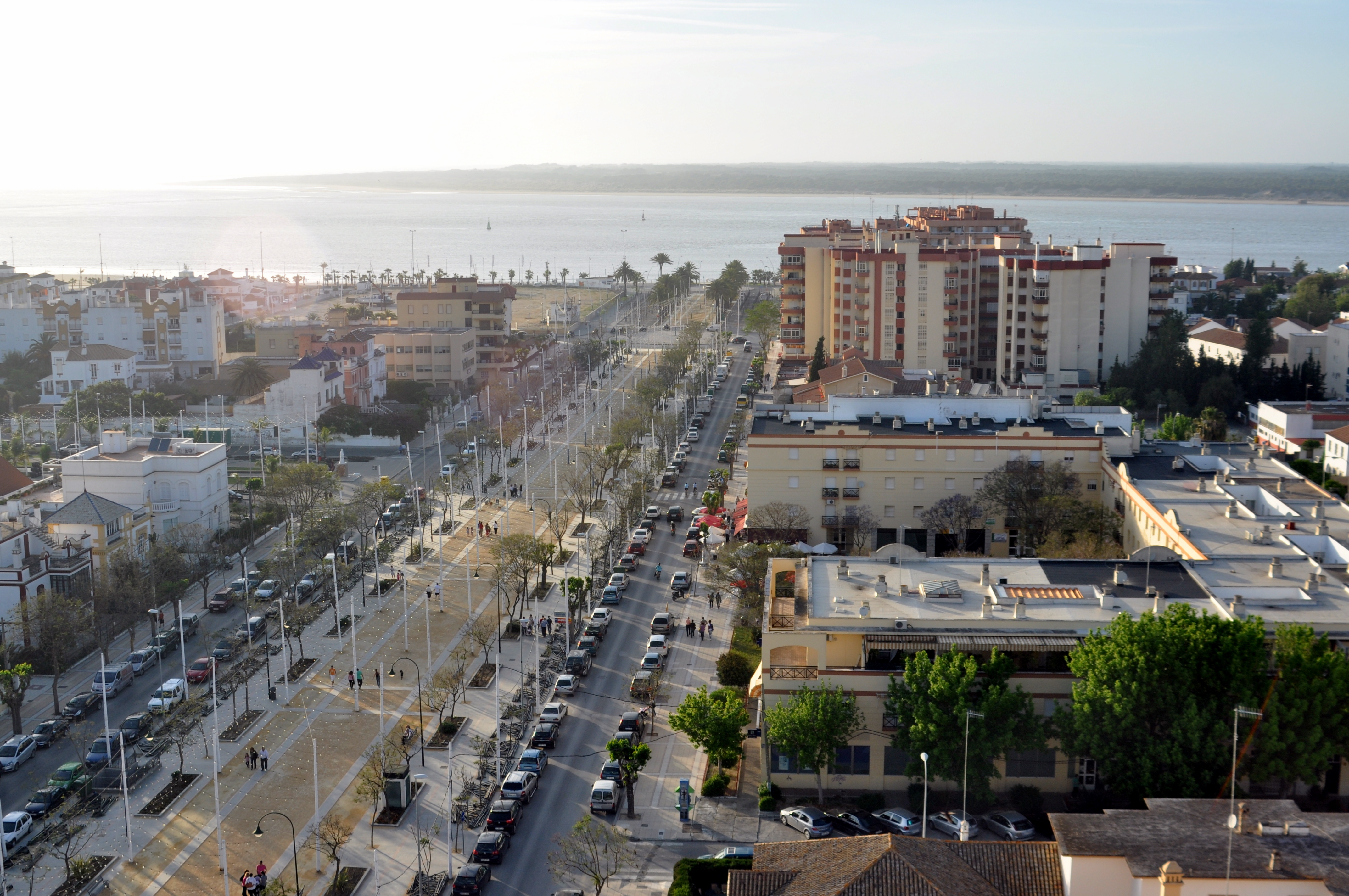
Vista de la desembocadura del río Guadalquivir en el océano Atlántico. Al fondo, parque de Doñana

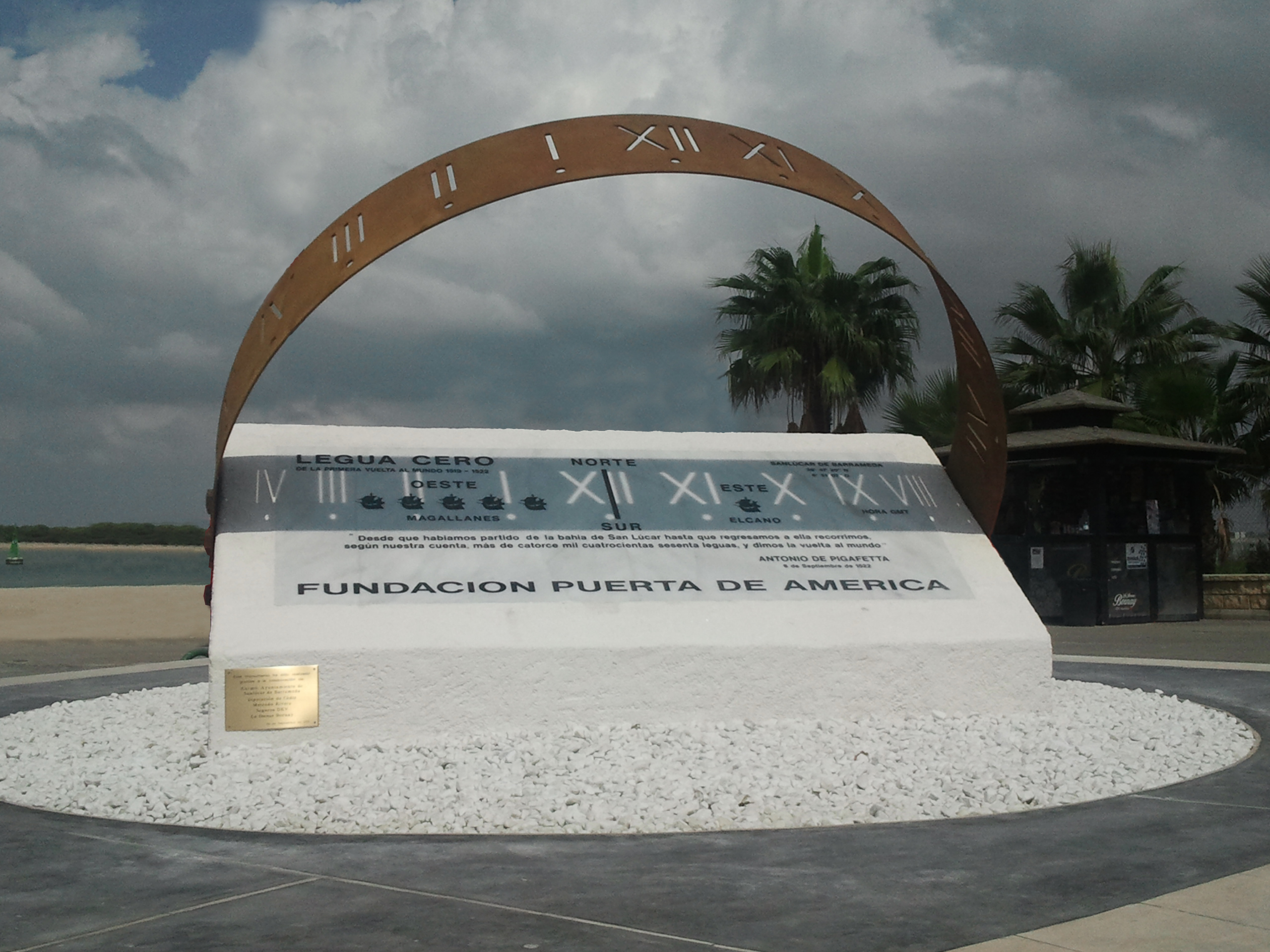
Monumento Legua Cero en conmemoración de la primera circunnavegación mundial. Inaugurado en 2011 dentro del programa de actos Sanlúcar de Barrameda 2019-2022

Sanlúcar de Barrameda es una ciudad y municipio español situado en la provincia de Cádiz, en la comunidad autónoma de Andalucía. Asentada en la margen izquierda del estuario del río Guadalquivir, frente al parque nacional y natural de Doñana, dista 23 km de Jerez de la Frontera, 50 km de la capital de provincia, Cádiz, y 96 km de la capital autonómica, Sevilla. Su población es de 69 876 habitantes (INE 2024).
El término de Sanlúcar ha estado habitado desde la prehistoria y la Antigüedad, perteneciendo a Tartessos, a Turdetania, a la Bética y a varios territorios andalusíes. En la Edad Media, tras la Reconquista, la villa de Sanlúcar pasó a formar parte del reino de Sevilla y fue otorgada en señorío en 1297 a Guzmán el Bueno, fundando un poderoso linaje nobiliario que sería conocido más tarde como casa de Medina Sidonia.
Entre los siglos XV y XVIII, la situación estratégica de Sanlúcar hizo que adquiriera relevancia en la exploración (por ejemplo de Sanlúcar salió y regresó el primer viaje alrededor del mundo, Expedición de Magallanes-Elcano) colonización, comercio y evangelización de América, siendo episodios importantes en este periodo la caída en desgracia de la casa de Medina Sidonia en 1641, la decadencia general de España bajo Carlos II, el traslado de la Casa de Contratación a Cádiz en 1711 y el terremoto de Lisboa de 1755.
En el 1833 pasó a formar parte de la recién creada provincia de Cádiz. En el siglo XIX la actividad económica de la ciudad se reconvirtió a la viticultura y al turismo estival, sobre un fondo de precariedad y grandes desigualdades sociales. Con gran implantación anarquista durante la Segunda República Española, quedó desde el principio de la Guerra Civil en manos de los sublevados, sin sufrir daños de importancia. En 1973 fue declarada conjunto histórico-artístico. Desde la restauración de la democracia Sanlúcar ha estado gobernada por partidos de todo el espectro político.
Actualmente (2010) Sanlúcar es conocida por su gastronomía, principalmente el vino manzanilla y los langostinos; por su música, en particular el flamenco, y por el turismo estival, sobre todo por las carreras de caballos en la playa, declaradas de Interés Turístico Internacional. Menos conocido, pero de gran importancia para los historiadores, es el Archivo de la Casa de Medina Sidonia, ubicado en el palacio del mismo nombre. Nuestra Señora de la Caridad Coronada es patrona de la ciudad y alcaldesa perpetua desde 1917.

## Toponimia
En la Baja Andalucía existen o existieron otros lugares llamados Sanlúcar, que se diferencian entre sí añadiendo al topónimo base un apellido diferenciador. En este caso, el sobrenombre que se añade es de Barrameda, la palabra Barrameda procede de una palabra árabe (Bab-rha-mda), que significa Puerta o Tierra movediza, la cual hace referencia a una barra transversal que había en el río que dificultaba la navegación. Por eso esta ciudad se llama  Sanlúcar de Barrameda.
En cuanto a la etimología de ambos topónimos, nohay consenso entre los estudiosos del tema, existiendo varias hipótesis. El nombre de Sanlúcar podría proceder del árabe shaluqa (شلوقة), nombre árabe del viento de Levante llamado siroco o jaloque que es la hipótesis que pueda ser menos probable,  teniendo en cuenta que el viento de Levante donde sopla con menos intensidad y tiene menos relevancia de toda la provincia de Cádiz, es precisamente en Sanlúcar. Otra hipótesis es que procede del latín sub lucare, es decir 'tras el bosque' (del sustantivo latino lucus, 'bosque', y la terminación colectiva -are. La transformación de sub en so y luego en san sería el efecto de la etimología popular, que tras perder conciencia del origen del término lo asimiló a un inexistente santo (san, apócope de santo).
Sin embargo, la hipótesis más factible (por los restos arqueológicos de la zona y la similitud con las palabras en latín) propone que Sanlúcar derivaría de las palabras latinas sanctus locus o sea "Santo Lugar" y que haría referencia a El Tesorillo de la Algaida (santuario dedicado a la diosa Astarté o Venus) y del que hoy se conservan unos restos arqueológicos. Por su parte, Barrameda procedería del árabe bar-am-ma'ida ('el pozo de la meseta').
Además Sanlúcar de Barrameda recibe el sobrenombre histórico de «Puerto Lucero».

### Ciudades homónimas
- Sanlúcar de Guadiana, España
- Sanlúcar la Mayor, España
- Sanlúcar de Albaida (Actual Albaida del Aljarafe), España

## Símbolos

### Escudo
El escudo de Sanlúcar muestra, sobre campo de plata, un toro de carnación alado tumbado sobre unos evangelios de oro, situado sobre ondas de azur y plata, respaldado por una torre almenada de plata, coronada por una estrella. El conjunto está orlado con la leyenda Luciferi Fanum y, al timbre, una corona real cerrada. El mote o lema se refiere al Templo del Lucero que menciona Estrabón y que muy probablemente se levantaba en el yacimiento arqueológico conocido como El Tesorillo de la Algaida. La estrella y la torre se encuentran vinculados al Templo. La estrella representa al planeta Venus o Lucero, mientras que la torre puede representar el propio templo. El toro alado tumbado sobre los evangelios representa en el tetramorfos a San Lucas el Evangelista, patrón de la ciudad.
Las insignias de San Lucas constituyen las armas de la ciudad desde el siglo XVI. Se añadieron dos siglos más tarde.

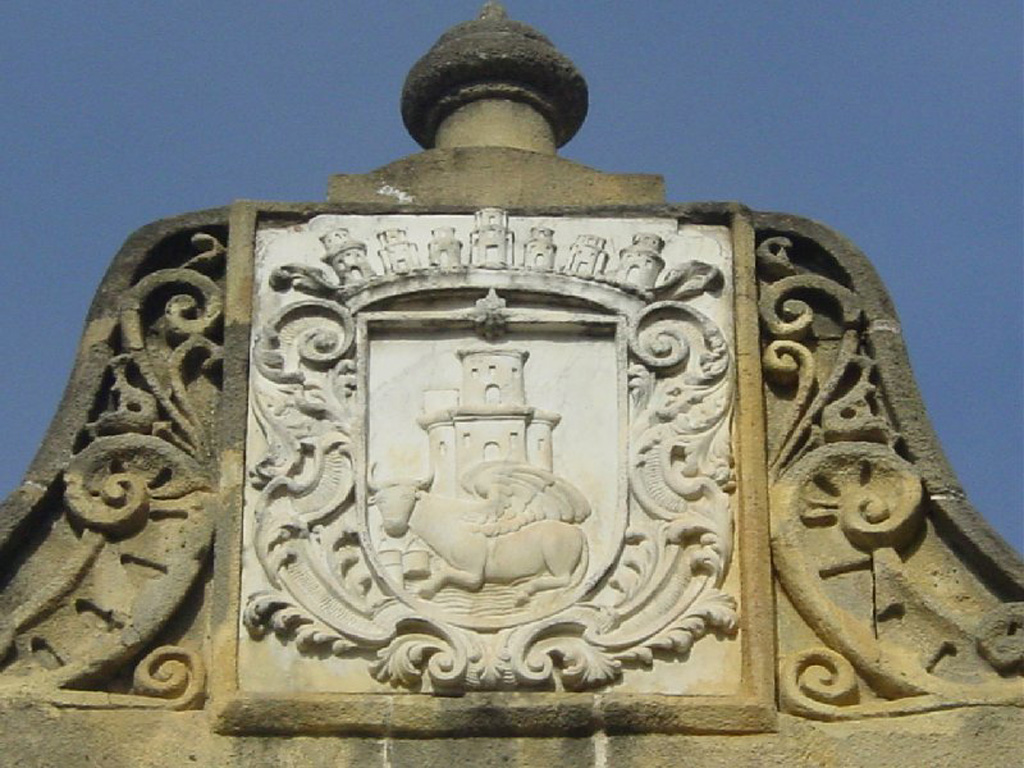
Escudo de la ciudad en el mercado municipal de abastos. Siglo XVIII. Obsérvese la corona murada.
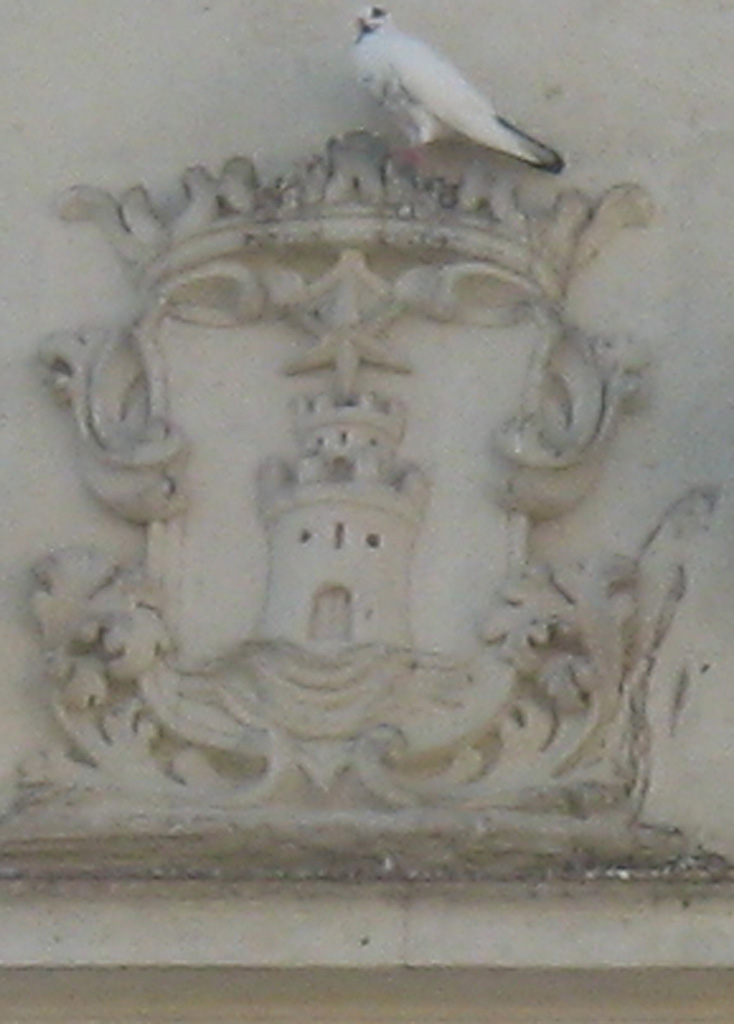
Escudo de Sanlúcar sobre la fachada del Ayuntamiento Viejo en la plaza del Cabildo.
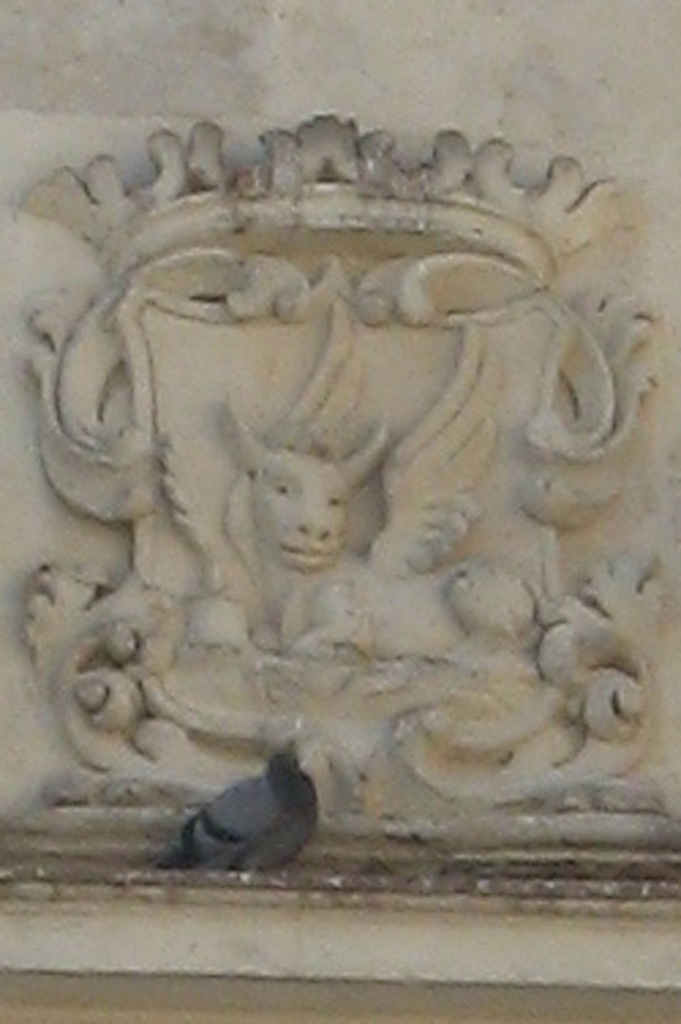
Escudo pareja del anterior, ambos de principios del siglo XVIII.
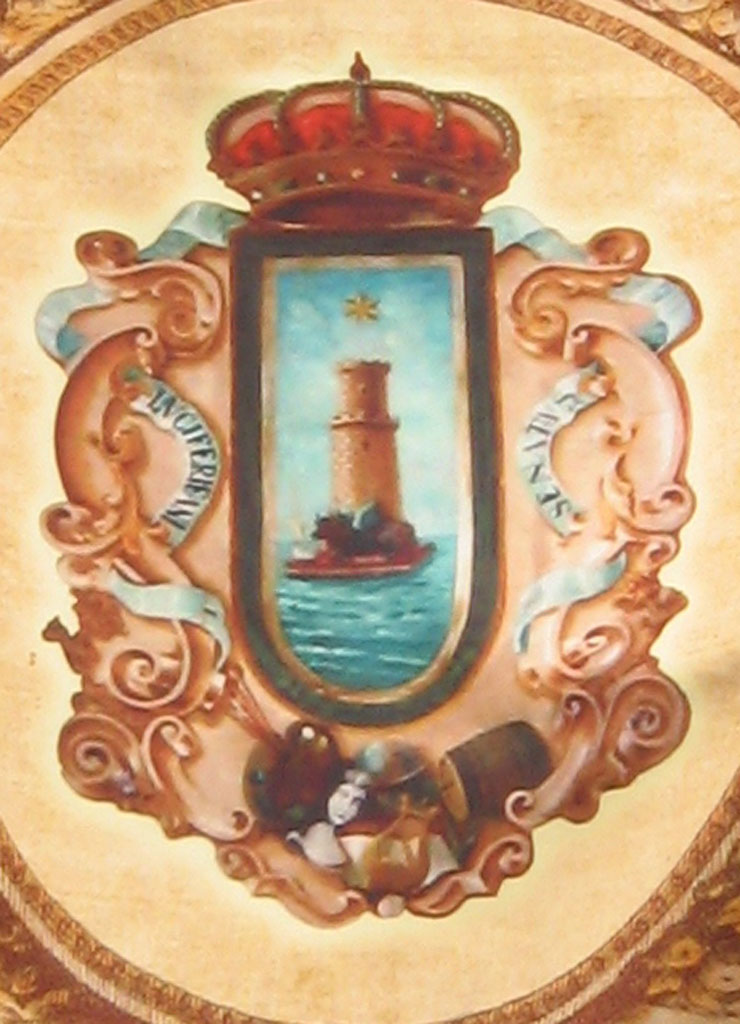
Escudo, siglo XVIII.

El escudo de la Diputación Provincial de Cádiz, formado por doce cuarteles, en cada uno de los cuales aparece el escudo de los municipios cabeza de partido judicial de la provincia, incluye de esta forma el escudo de Sanlúcar.

### Bandera
La bandera de Sanlúcar fue creada en 1999 por el periodista y escritor local José Carlos García Rodríguez quien usó como motivo central el escudo del municipio. Fue inscrita en el catálogo andaluz de símbolos de entidades locales en 2004 con la siguiente descripción:

Bandera rectangular de proporciones 2'5 unidades de larga por 1'5 unidades de ancha dividida perpendicularmente al asta en dos franjas: La superior de color rojo carmesí y en ella centrado y sobrepuesto el escudo de armas oficial de Sanlúcar de Barrameda, timbrado, ocupando 2/5 del ancho del vexilo. La inferior color azul cargada con dos franjas en onda de color amarillo, encontrándose la superior disminuida.
BOJA nº246 de 22 de diciembre de 2004

## Geografía
Sanlúcar de Barrameda se localiza en la costa atlántica de la comunidad autónoma de Andalucía, en la provincia de Cádiz. Concretamente en el margen izquierdo de la desembocadura del río Guadalquivir, que la separa de las provincias de Huelva y Sevilla. Su término municipal ocupa una extensión de 170,27 km². Sus playas tienen una longitud de 6 km. Limita con los municipios de Almonte, Aznalcázar, Trebujena, Jerez de la Frontera, Rota, El Puerto de Santa María y Chipiona. Queda representado en la hoja MTN50 (escala 1:50.000) n.º 1047 del Mapa Topográfico Nacional. Siendo sus coordenadas: 36°46′44″N 6°21′14″O / 36.77889, -6.35389
| Noroeste: río Guadalquivir y océano Atlántico | Norte: río Guadalquivir, Parque de Doñana (Almonte y Aznalcázar) | Nordeste: Trebujena           |
| Oeste: océano Atlántico                       |                                                                  | Este: Jerez de la Frontera    |
| Suroeste: Chipiona                            | Sur: El Puerto de Santa María y Rota                             | Sureste: Jerez de la Frontera |

Forma parte de la zona turística denominada Costa de la Luz, y dista 44 km de la capital de provincia, Cádiz, por la ruta más corta y 52 km por la ruta más rápida Cádiz. Dentro de su término está el pinar de la Algaida y las marismas de Bonanza, lugares que forman parte del parque natural de Doñana, en las Marismas del Guadalquivir.

### Relieve
Sanlúcar se sitúa en la depresión del Guadalquivir. Parte de su término forma parte de las marismas, originadas por la colmatación del antiguo Lacus Ligustinus. La zona costera del barrio bajo está formada por un gran arenal, que antaño estaba formado por dunas y cerros, como continuación natural de las Arenas Gordas.

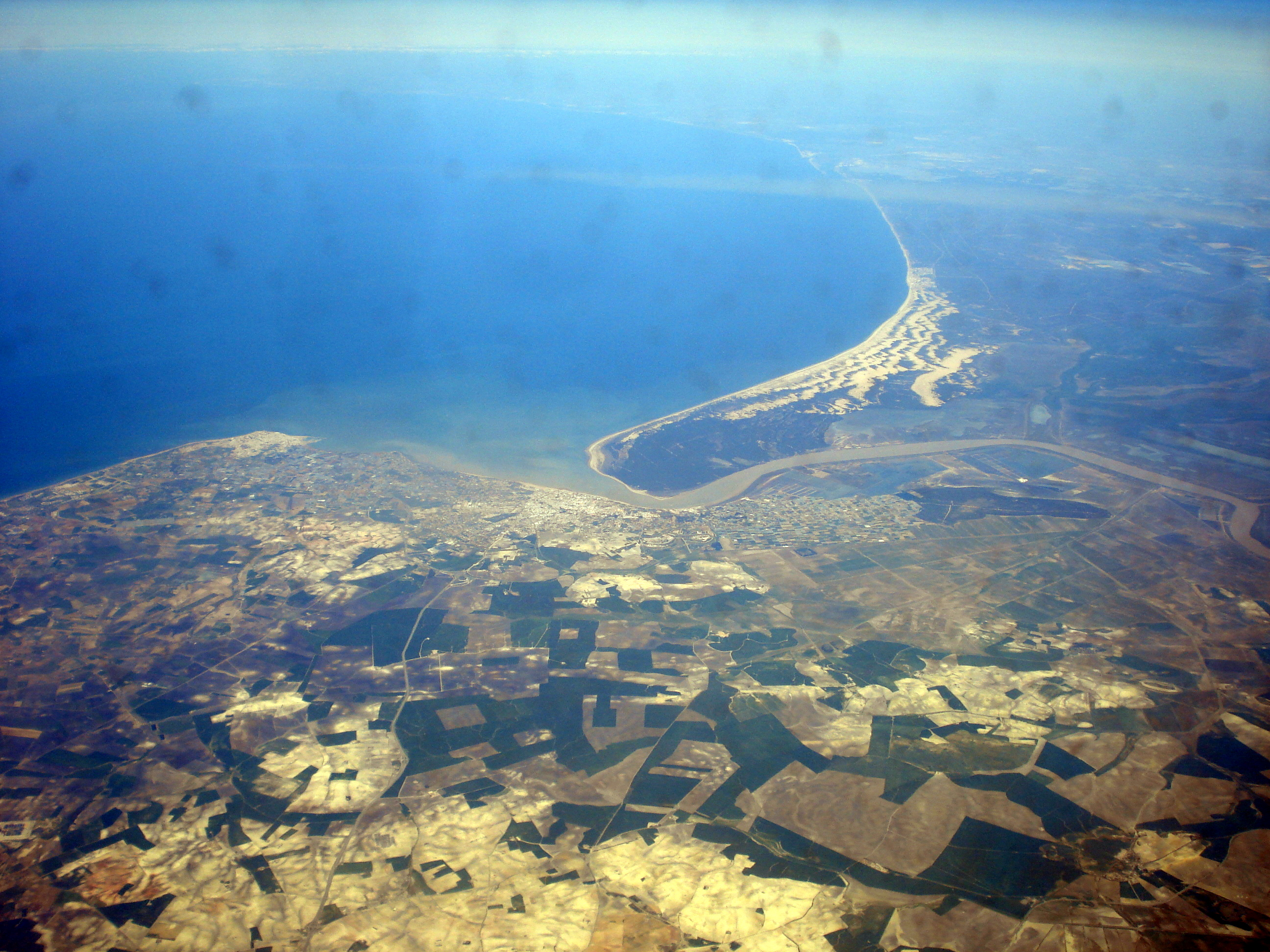
Vista aérea de la desembocadura del Guadalquivir

En esta zona, en la que destaca la gran duna fosilizada de Monte Algaida, la arena tiene una gran contenido en ilmenita. El núcleo urbano principal se encuentra dividido longitudinalmente por la Barranca, que tiene unos 20 m de altitud y que se extiende desde La Jara a Bonanza, formando un escalón cuyo material principal es el barro. La campiña está formada por pagos de albariza y por bujeos.

### Hidrografía
El padre Faustino Míguez, escolapio y profesor de física y química del colegio que esta congregación tenía en Sanlúcar, estudió en 1872 las aguas del municipio en su obra «Análisis de las aguas públicas de Sanlúcar de Barrameda». El Inventario de los Humedales de Andalucía incluye las marismas de Bonanza
y la laguna del Tarelo.

### Playas

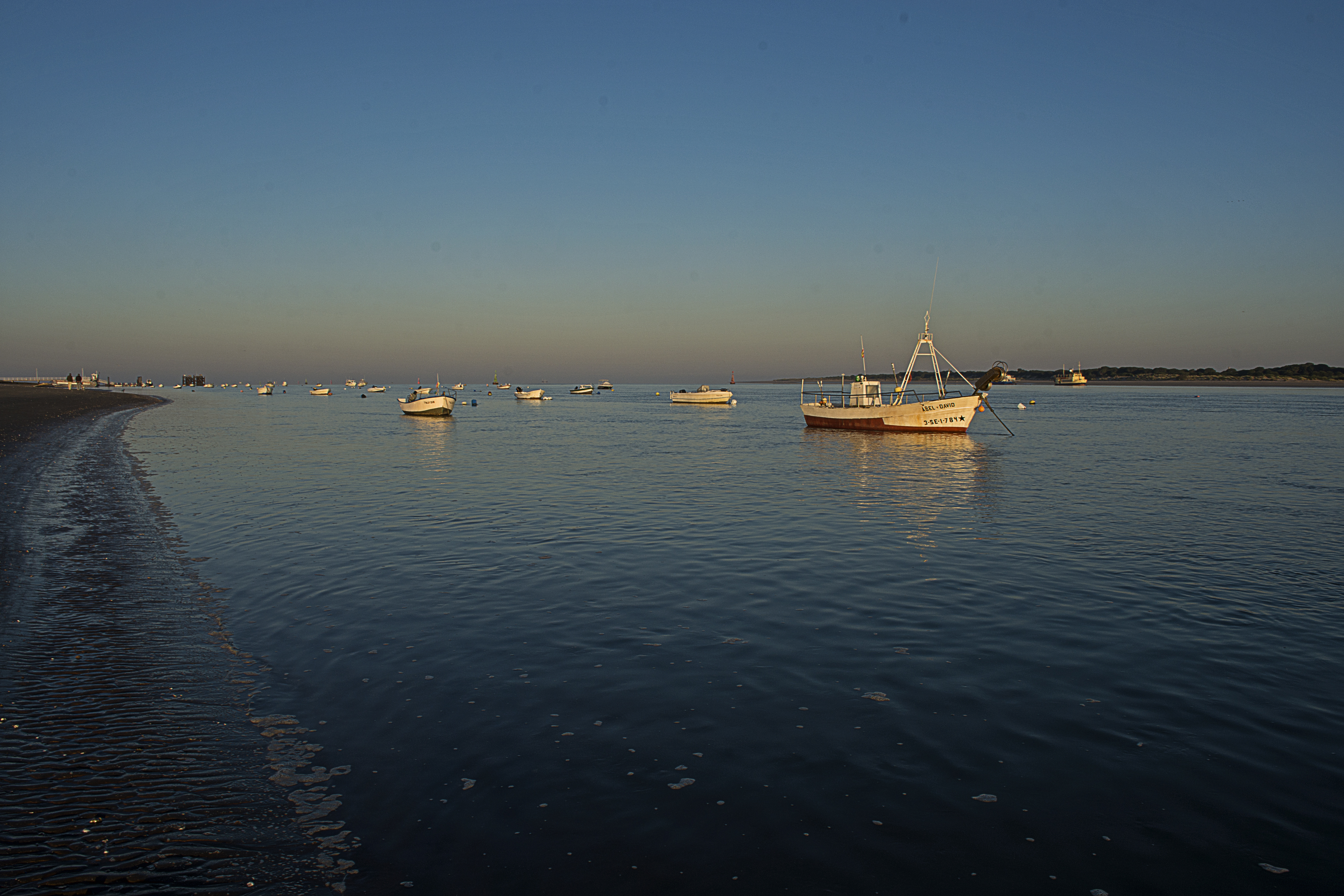
Playa de Bonanza, frente a Doñana

Sanlúcar dispone de unos 6 km de playas, encuadradas en la denominada Costa de la Luz. Las principales son las siguientes:
- Playa de Bonanza: se encuentra en la desembocadura del río Guadalquivir, junto a las salinas y marismas del espacio natural de Doñana. Tiene una longitud de 1200 metros y una anchura media de 40. Carece de paseo marítimo, es de aguas tranquilas y fácil acceso a pie y en coche.

- Playa de Bajo de Guía: tiene una longitud de 800 m y una anchura media de 50. Es de arena fina, resulta adecuada para el deporte de la vela u otros deportes relacionados con el viento. Es urbana, con paseo marítimo, posee equipo de salvamento, es de fácil acceso y tiene acceso para minusválidos. En ella se ubica el pantalán del buque Real Fernando, que realiza travesías Guadalquivir arriba y atraca en Doñana. Junto a este pantalán se ubica el Real Club Náutico, que dispone de varadero y de acceso a embarcaciones.
- Playa de la Calzada o de las Piletas: es urbana y tiene paseo marítimo. Su longitud es de 2300 m, con una anchura media de 60. Dispone de servicios de vigilancia. En ella se realizan cada verano las carreras de caballos, por lo que también se la conoce como el Hipódromo de Sanlúcar. En el límite con la playa de Bajo de Guía, junto al complejo polideportivo y al Club de Actividades Náuticas Eslora, hay un acceso autorizado de embarcaciones. Asimismo en la playa de las Piletas fondean numerosas pequeñas embarcaciones dedicadas a la pesca y al recreo y tiene su sede el Club de Pesca La Balsa.
- Playa de la Jara: tiene una longitud de 1550 m y una anchura media de 40. Es semiurbana, sin paseo marítimo. Tiene servicios de vigilancia. Se encuentra protegida por los acantilados de barro del Espíritu Santo y por dunas y rompeolas artificiales. Además en ella se conserva el corral de Merlín, uno de los tres corrales de pesca que llegó a tener el municipio.

Playas tan famosas las de Sanlúcar que ya aparecen citadas en el capítulo III de Don Quijote de esta guisa: «...él ansimismo en los años de su mocedad se habia dado á aquel honroso ejercicio andando por diversas partes del mundo buscando sus aventuras, sin que hubiese dejado los percheles de Málaga, islas de Riarán, compás de Sevilla, azoguejo de Segovia, la olivera de Valencia, rondilla de Granada, playa de Sanlucar...».

### Clima
Sanlúcar tiene un clima de tipo mediterráneo subtropical. Presenta un escaso índice de precipitaciones y las temperaturas más suaves de la provincia. La insolación alcanza un promedio anual de 3000 a 3200 horas, siendo uno de los municipios más soleados de Europa. El verano es seco y algo más húmedo en la franja litoral por la influencia atlántica.

### Flora
Varios pinares de repoblación compuestos principalmente por pinos piñoneros (Pinus pinea) y retama blanca (Retama monosperma) han desaparecido debido a la urbanización o están amenazados. Las dunas en la playa de Las Piletas, aunque muy degradadas, conservan vegetación autóctona como el barrón (Ammophila arenaria L.), la azucena de mar (Pancratium maritimum L.), el carretón de playa (Medicago marina L.), el cardo de mar (Eryngium maritimum), (Cyperus capitatus Vand.), el alhelí de mar (Malcolmia littorea L.) y el cuernecillo de mar (Lotus creticus L.).

### Fauna

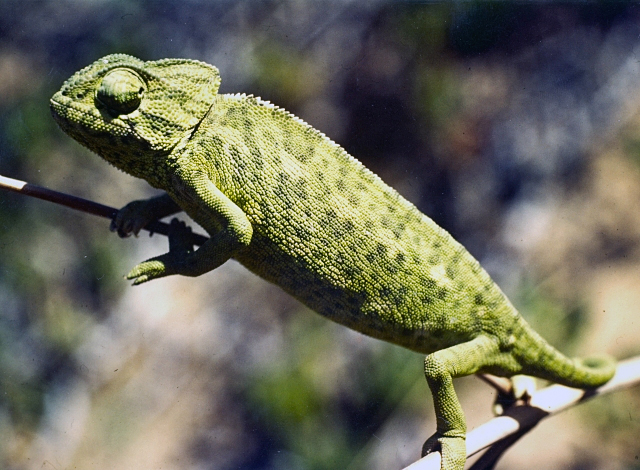
Camaleón común

Hasta hace muy poco el camaleón común (chamaeleo chamaeleon) era una especie muy abundante en las huertas y navazos sanluqueños. La desaparición del hábitat de esta especie debido a la urbanización masiva de la costa española la hace una especie vulnerable. Es importante la colonia de milanos del Pinar de la Algaida.

### Parques y jardines

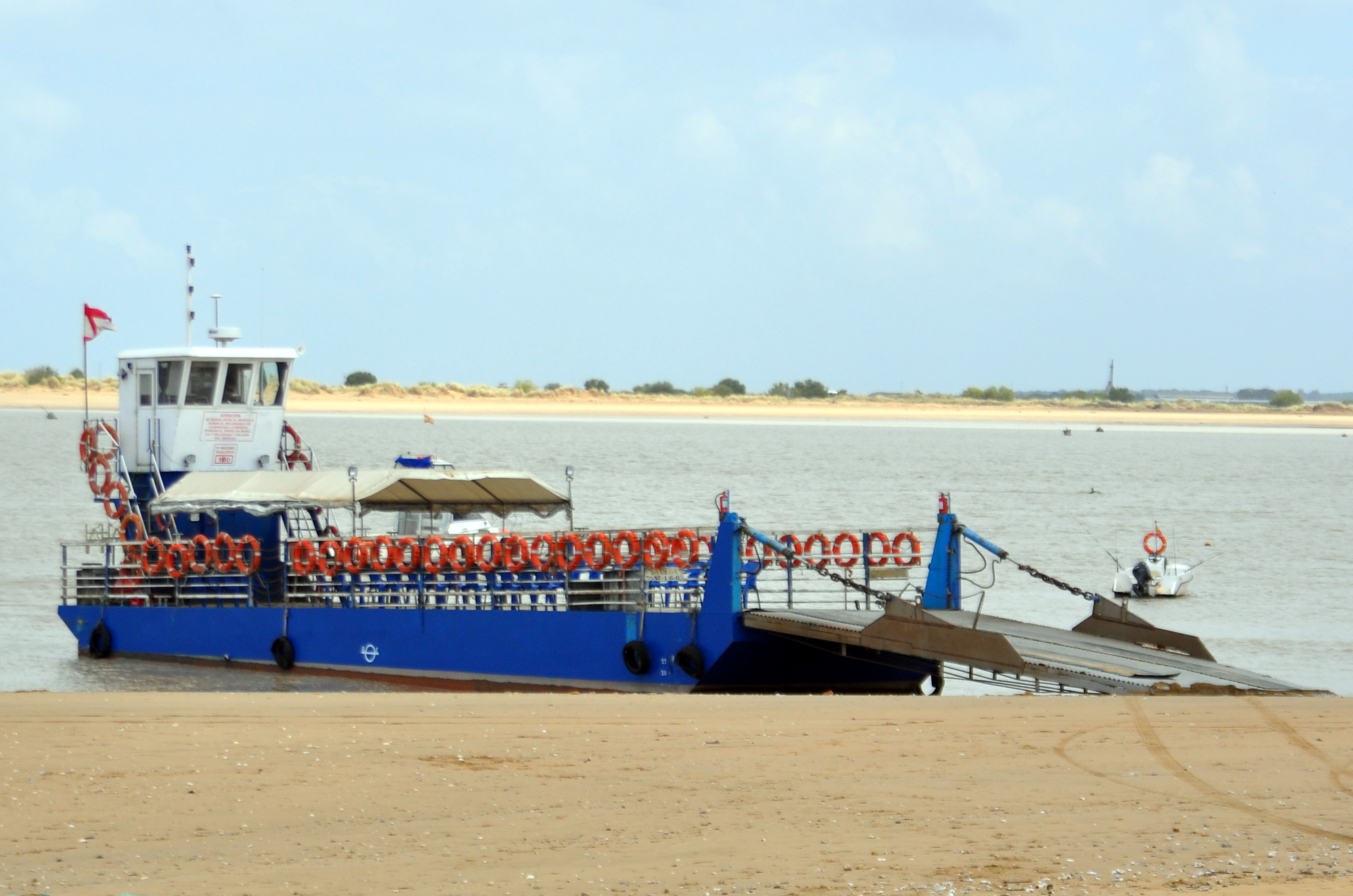
Barcaza para pasar los romeros el río Guadalquivir camino de la ermita a través de Doñana

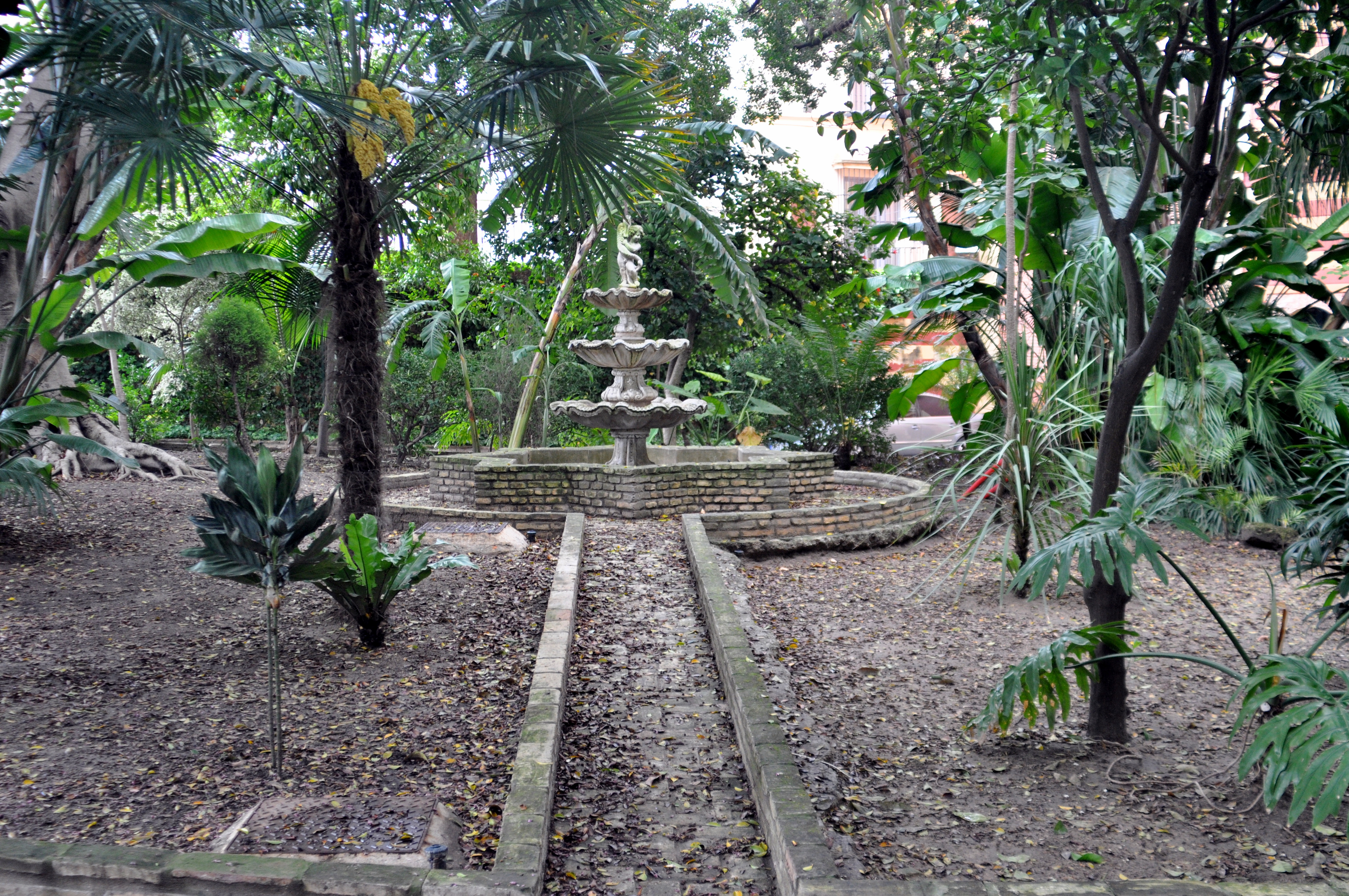
Jardines del Ayuntamiento

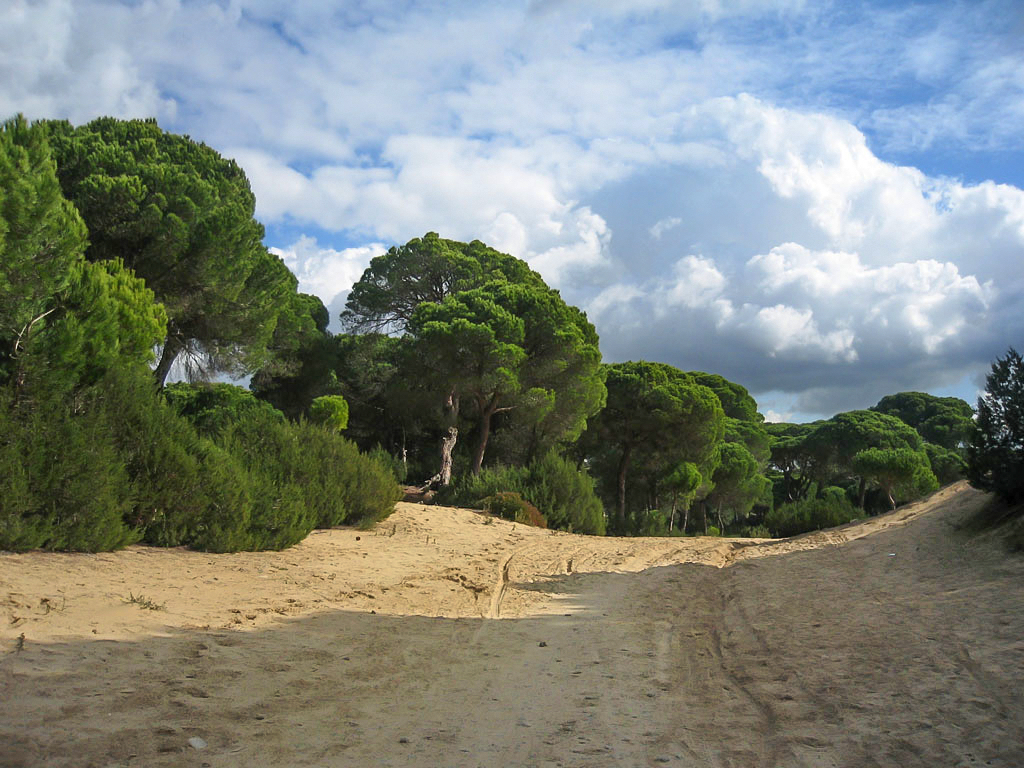
Pinar de La Algaida

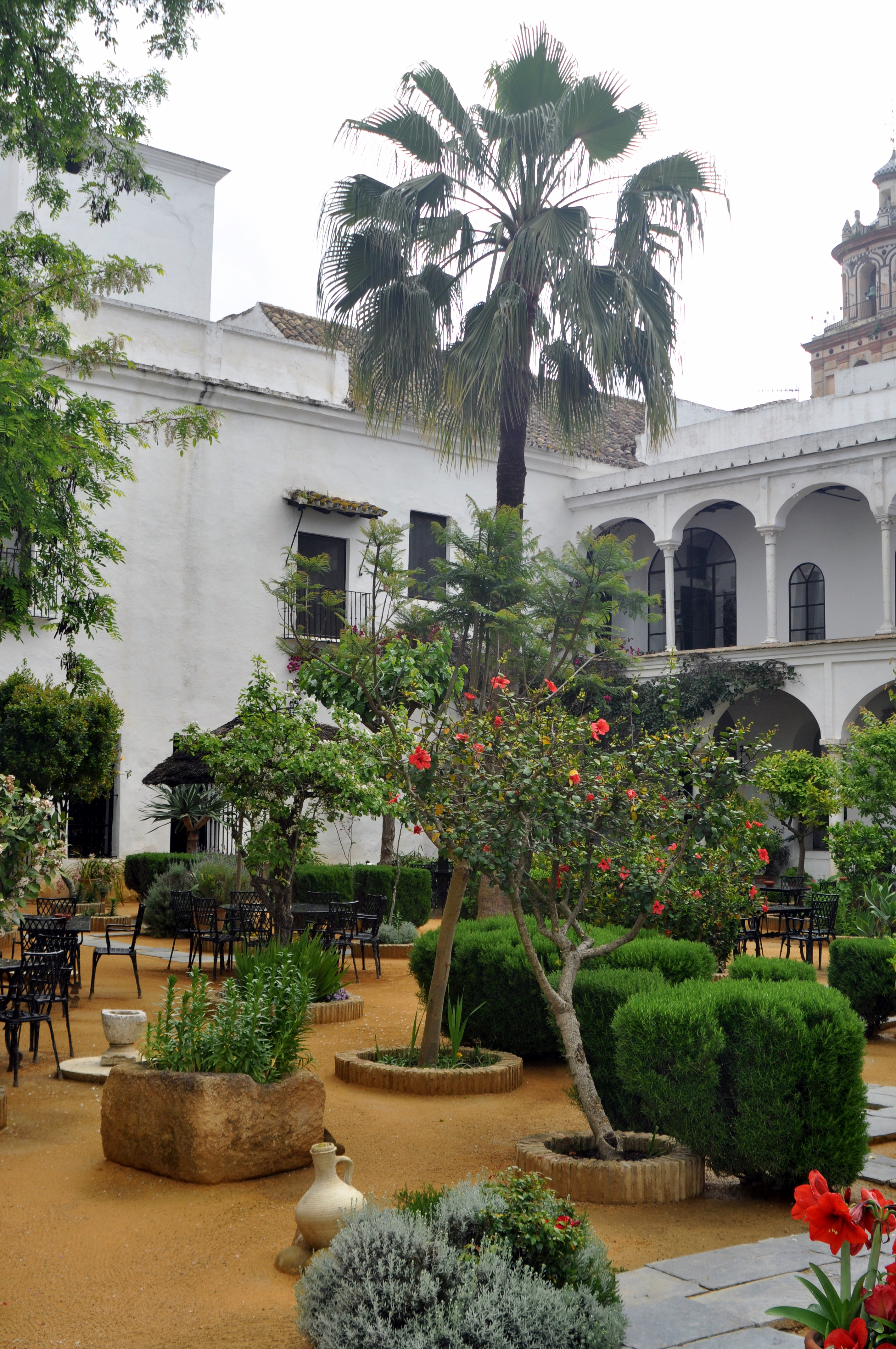
Jardines del Palacio Ducal de Medina Sidonia

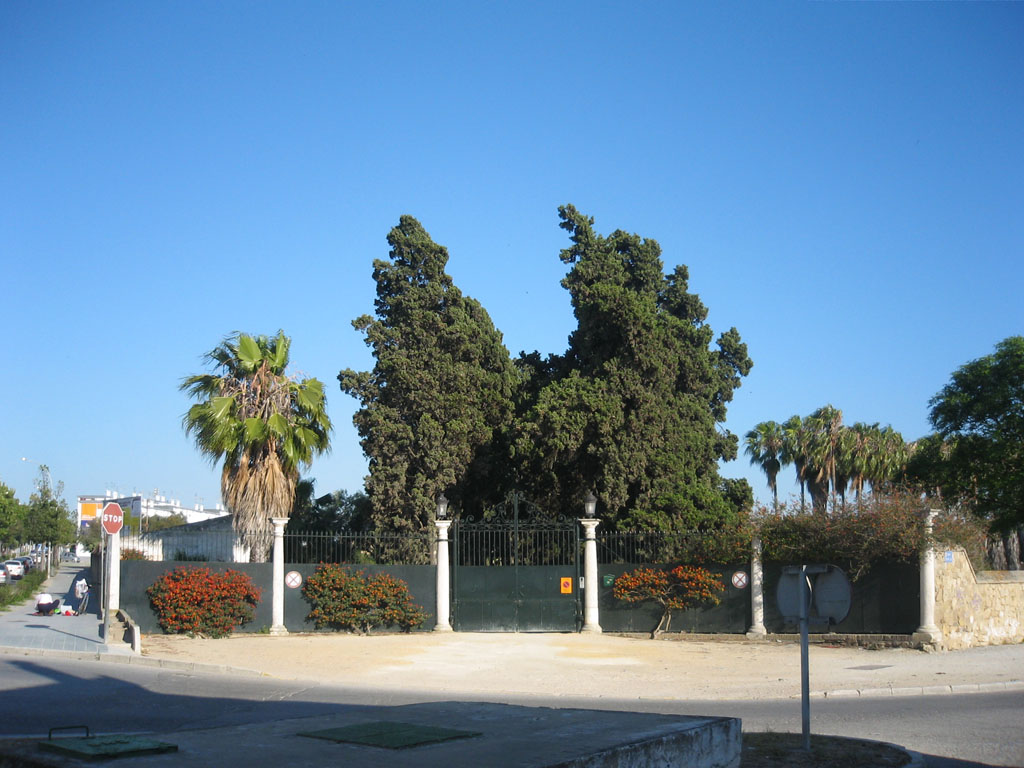
Antiguo jardín botánico de la Paz (hoy finca particular)

- Doñana es un espacio natural protegido que cuenta con 53 709 ha, está considerado la mayor reserva ecológica de Europa[15] y fue declarado Patrimonio de la Humanidad por la Unesco en 1994.[16] Su superficie se extiende principalmente por la provincia de Huelva (municipios de Almonte e Hinojos) y, en menor parte, por las de Sevilla (Pilas, Villamanrique de la Condesa, Aznalcázar, Isla Mayor y La Puebla del Río) y Cádiz (Sanlúcar de Barrameda). Lo separa de Sanlúcar el río Guadalquivir. Al parque se accede desde un embarcadero ubicado en el paraje Bajo de Guía mediante un barco transbordador que comunica las dos orillas del río. Su gran extensión de marismas acoge durante el invierno a una gran cantidad de especies de aves acuáticas. Existen diferentes instituciones científicas en su interior que velan por un desarrollo adecuado de las comarcas limítrofes y la conservación de algunas especies muy delicadas que habitan en él. Su nombre proviene del de Doña Ana de Silva y Mendoza, esposa del VII Duque de Medina Sidonia. Sus coordenadas de acceso desde el embarcadero de Bajo de Guía son 36°47′20″N 6°21′09″O / 36.78889, -6.35250.

- Pinar de La Algaida: Situado al sureste del parque nacional Doñana, en la margen izquierda del río Guadalquivir, es una de las zonas verdes más importante del municipio y constituye una zona habitual de recreo para los sanluqueños. En la zona se encuentran diferentes especies vegetales destacando principalmente el pino piñonero, acompañado por un matorral espeso constituido por jaras, lentiscos, brezos y sabinas. Una gran variedad de aves habita el entorno, como cigüeñas negras, grullas, flamencos, calamones, fochas, así como una larga lista de aves insectívoras. Existe una zona de marisma en la que existen explotaciones de salinas. El Pinar de la Algaida existe por repoblación desde principios del siglo XIX, contiene una gran colonia de milanos.

En el pinar se localizan varias áreas arqueológicas ya excavadas como El Tesorillo, un recinto sagrado prerromano dedicado al Lucero, así como El pozo de los Caveros de origen romano y la Factoría romana de La Algaida. Sus coordenadas de situación son: 36°50′47″N 6°18′54″O / 36.84639, -6.31500.
- Jardines del Palacio Ducal de Medina Sidonia. Se extienden alrededor del palacio y sobre la barranca. Fueron diseñados a principios del siglo XVI y ampliados posteriormente. Para el riego del jardín y abastecimiento de la casa se construyeron varios aljibes en época medieval. En el siglo XVII se instalaron fuentes y juegos de agua, por un cañero italiano. El antiguo picadero se ha transformado en un jardín de invierno con arriates y senderos de albero en la más clásica tradición popular andaluza. En la actualidad (2010) existe una amplia variedad de árboles y plantas de las que las más representativas son el acanto, araucaria, árbol del amor, boj, brachichitón, falso pimentero, higuera, morera, ombú, olmo, pino canario. Desde este lugar se puede observar todo el trasiego marítimo de la desembocadura del Guadalquivir.[18]

- Jardines del palacio de los Duques de Montpensier. Se compone de amplias zonas ajardinadas que complementan el palacio de verano construido en el siglo XIX por los duques de Montpensier. Fueron diseñados por Lecolant, jardinero francés que ya había trabajado para los Duques en el jardín del palacio de San Telmo en Sevilla. Se caracteriza por buscar efectos estéticos propios de la naturaleza en estado asilvestrado, combinándose diferentes especies de árboles y plantas. Gran parte del jardín trasero desciende en desnivel desde el barrio Alto al Bajo. Se realizaron canalizaciones subterráneas desde la finca El Botánico, más rica en acuíferos, con el objeto de surtir de agua para el riego. Por la variedad de especies que contiene se le puede considerar como un auténtico jardín botánico. Las especies más representativas son: el laurel de Indias, choricia, ombú, drago, árbol del amor, laurel, boj, ciprés, azahar de China, ficus del caucho, glicinia, falso pimentero, hiedra y encina, entre otros.[18]

- Jardines Las Piletas. Constituyen una zona histórica de la ciudad donde se encontraron varios manantiales de aguas medicinales. Se sitúa junto a la playa, al pie de la barranca. El lugar gozó de gran predicamento entre los veraneantes y el público local desde el siglo XVIII, ya que el lugar gozaba de un microclima agradable por la cantidad de plantas que lo componían. En 1903 los manantiales de Las Piletas fueron declarados de utilidad pública y en 1913 el Ayuntamiento se hizo cargo de la gestión y explotación de las aguas de Las Piletas. En 2003 después de la restauración, se reabrieron al uso público. Actualmente (2010) el lugar tiene una riqueza botánica importante gracias a las numerosas especies vegetales que alberga, entre las que destacan los plátanos orientales, culantrillos, higueras silvestres, calas, papiros, arrayán, árbol del cielo, hiedra, eucaliptos, álamos blancos, cintas, cipreses, árboles del amor, pitosporos, así como diferentes especies de arbustos aromáticos y muchas especies arbustivas de carácter medicinal.[18][19] Este jardín se encuentra inscrito en el Catálogo General de Patrimonio Histórico Andaluz, con carácter genérico, junto a otros veinticinco jardines de Interés Cultural de la provincia de Cádiz.[20] Desde 2006 se halla en estado de abandono (2023).[21]

## Historia

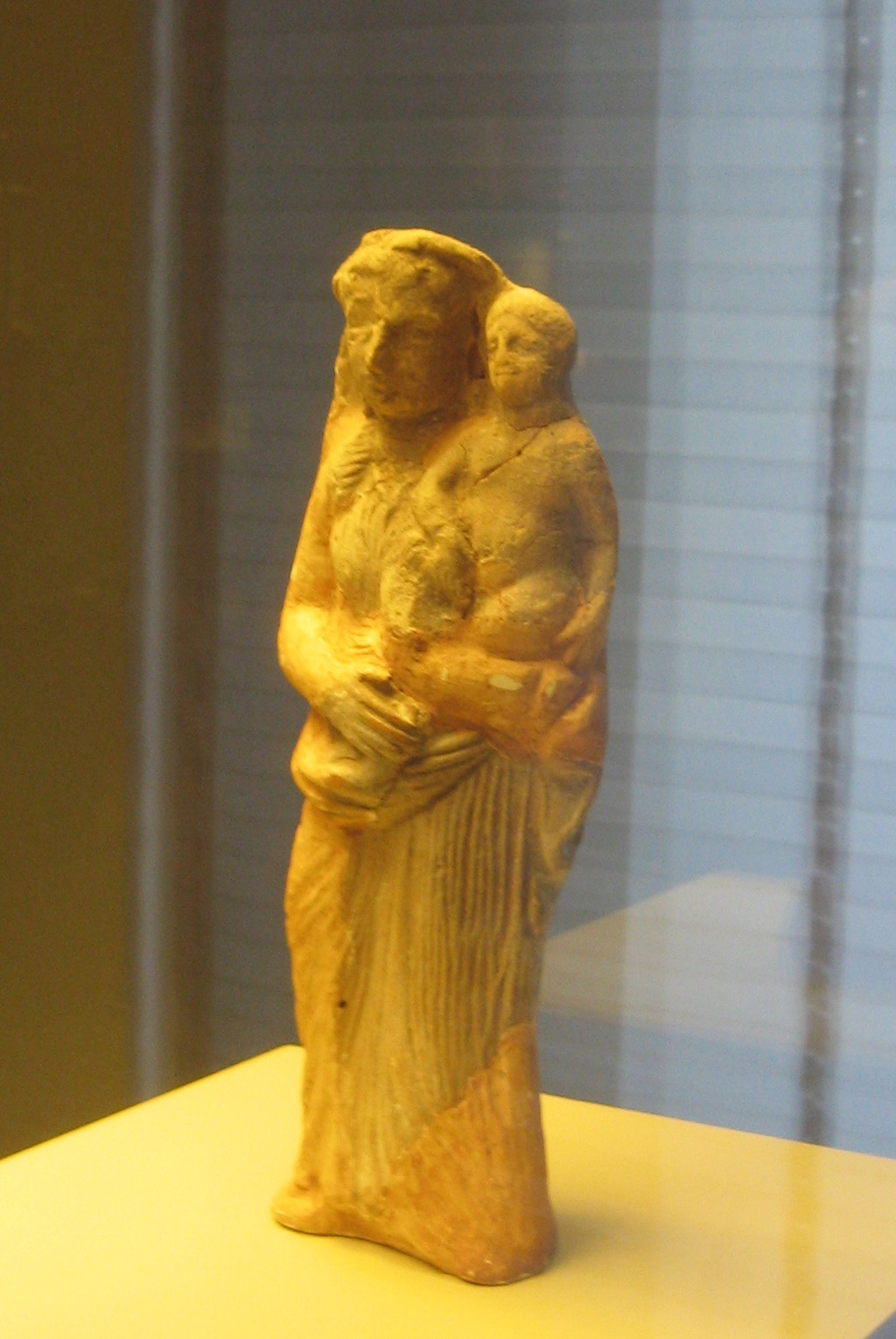
Deidad femenina de El Tesorillo, Museo de Cádiz

La historia de Sanlúcar de Barrameda se extiende a través de un gran periodo de tiempo, al haber estado habitado el término de la ciudad desde la Antigüedad, suponiéndose que perteneció al ámbito de la civilización de Tartessos.

### Prehistoria y Edad Antigua
La ciudad de Sanlúcar de Barrameda está ubicada en lo que se supone fue el núcleo de la antigua civilización de Tartessos, cuando probablemente recibió el nombre de Aipora, que más tarde derivó en la Ébora romana. Aunque no ha habido en el término municipal ningún hallazgo arqueológico correspondiente a Tartessos, sí se han hallado restos anteriores y posteriores a este periodo, como el dolmen de Hidalgo en El Agostado, el ídolo cilíndrico del Cortijo de la Fuente, el tesoro de Ébora (hallado fortuitamente en el cortijo de Ébora), el Bronce de Bonanza, Dentro del Pinar de la Algaida nos encontramos con 3 áreas arqueológicas ya estudiadas, El Tesorillo (santuario prerromano dedicado a Astarté) el pozo de los Caveros (pozo romano cercano a un embarcadero de la época), y la Factoría romana de La Algaida, que se dedicaba a la elaboración de salazones, en concreto del famoso garum gaditano.
Las geografías antiguas de Avieno, Estrabón y Pomponio Mela mencionan dos enclaves de importancia que estaban dentro del actual término municipal de Sanlúcar: la ciudad de Ebura o Ébora y el Luciferi Fanum, 'templo del Lucero'. Dicho templo podría identificarse con el santuario de El Tesorillo, en tanto que Ébora parece que estuvo en el actual cortijo homónimo.

### Edad Media
Siglos VIII al XII

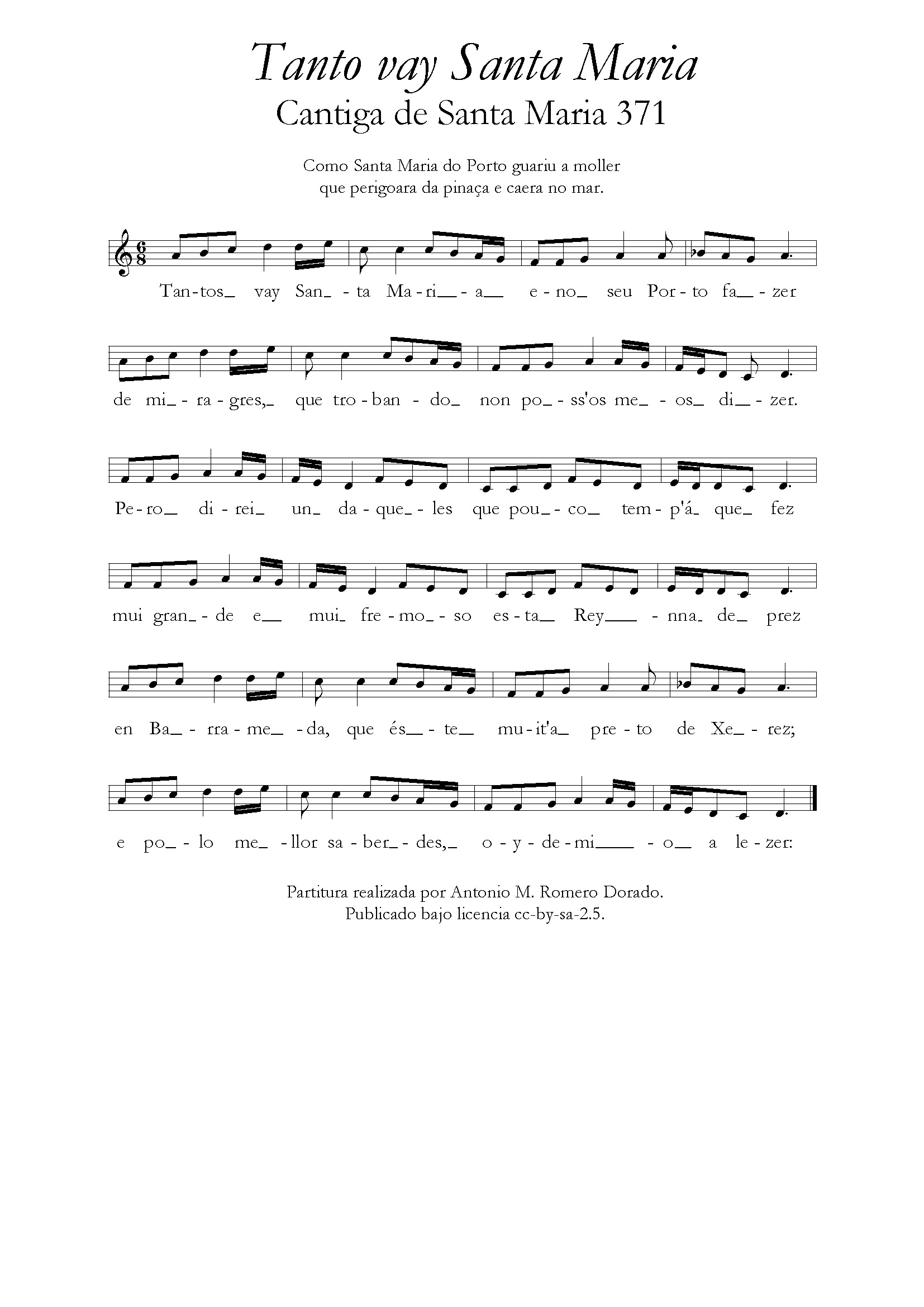
Cantiga de Santa María 371
(imagen en pdf; texto)

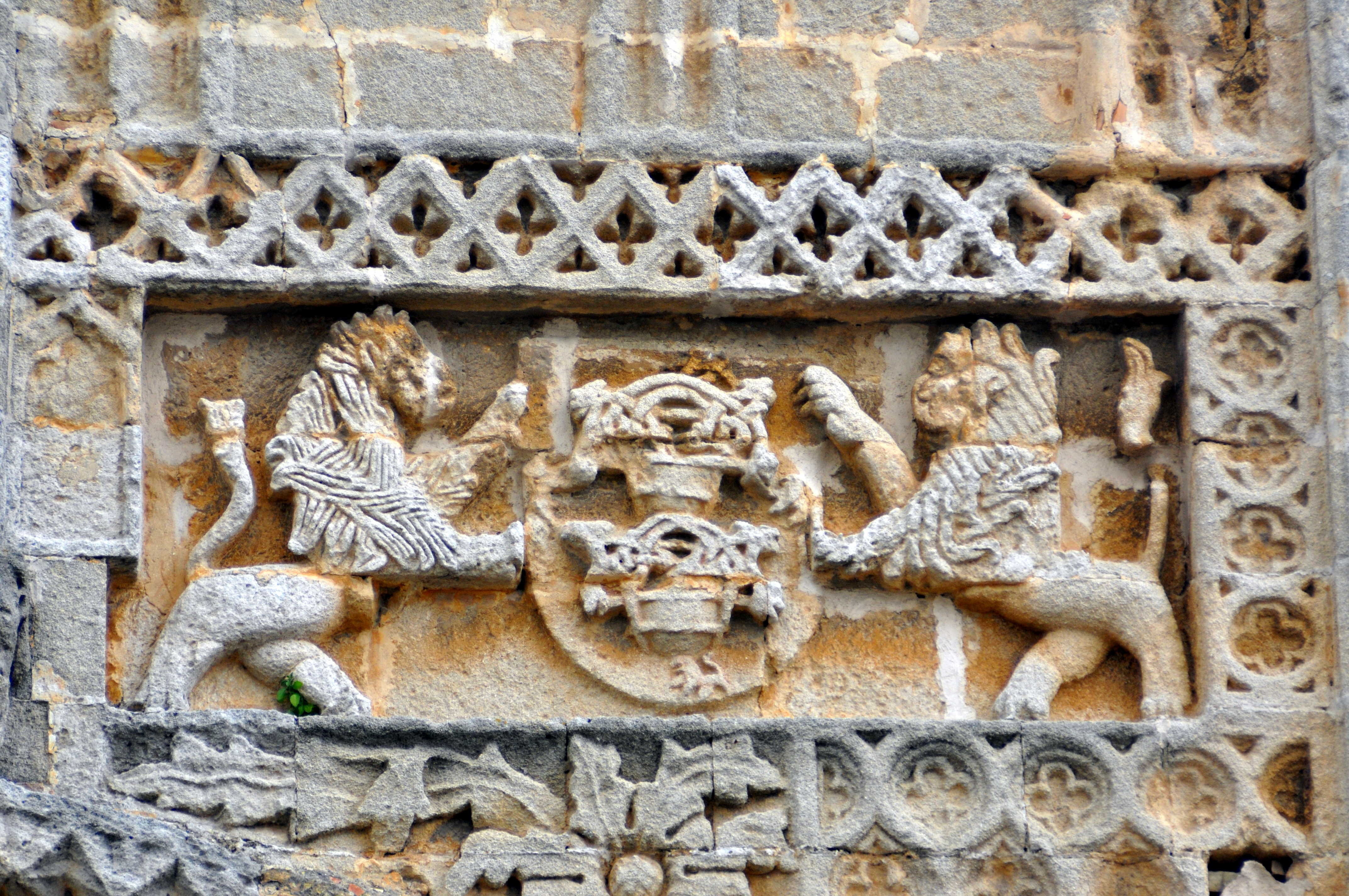
Escudo de los Guzmanes

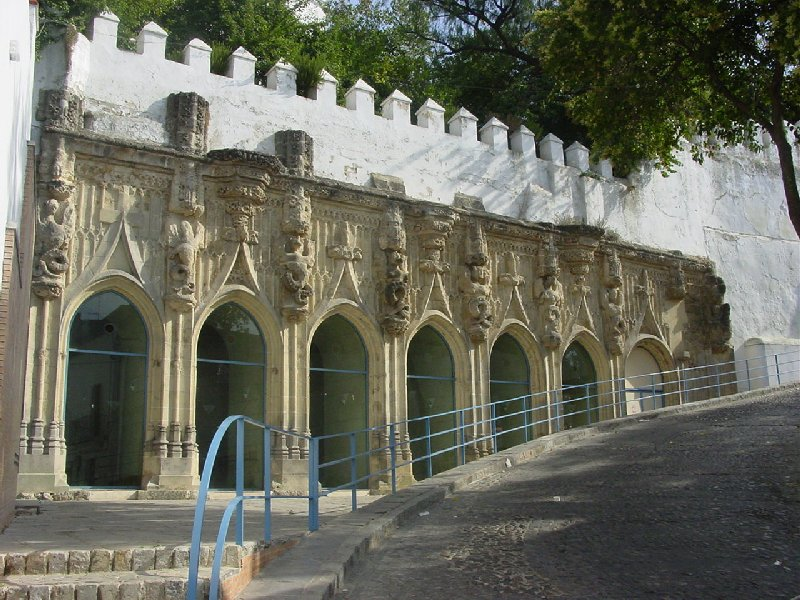
Las Covachas

Durante el emirato y posteriormente durante el califato, el término de la actual Sanlúcar pertenecía a la cora de Sidonia. Durante el siglo IX se produjeron varias incursiones vikingas por el río Guadalquivir, que posiblemente afectaron a los asentamientos existentes en el actual término. Existió una rábida o ribat para la defensa del estuario del Guadalquivir, del que aún hoy se conserva un lienzo de muralla tapial, y  que en parte sirvió para la construcción del  actual palacio de los Duques de Medina Sidonia. Esta rábida o castillo musulmán, conocido también como Castillo de las Siete Torres o Torre de Solucar, fue la fortaleza que los cristianos habían encontrado al reconquistar este lugar en 1264.
Siglos XIII y XIV
Frente a las costas de Sanlúcar, se produciría en 1247 el primer combate naval de la Historia de la marina castellana. La primera flota castellana, creada por Fernando III y dirigida por el almirante Ramón Bonifaz, se encontró en agosto de ese año con la flotilla almohade que protegía la desembocadura del Guadalquivir. La flota castellana destruyó la almohade y dejó vía libre a los barcos de Fernando III para ayudar en la conquista de Sevilla.
Al ser tomada Sevilla por Fernando III en 1248, toda la zona de Jerez, incluyendo Sanlúcar, se sometió también a Castilla mediante unas capitulaciones negociadas que respetaron la vida y religión de sus habitantes, a partir de entonces llamados mudéjares. Sin embargo, las condiciones de vida de los mudéjares se fueron degradando, por lo que en 1264 se sublevaron con ayuda de los benimerines norteafricanos. Las guarniciones de los castillos de la región gaditana fueron pasadas a cuchillo. La respuesta castellana no se hizo esperar y en los meses siguientes el rey Alfonso X reconquistó definitivamente las fortalezas y expulsó a toda la población musulmana. El nombre de Sanlúcar es mencionado en las Cantigas de Santa María, escritas por este rey, concretamente en la n.º 371.
El 4 de abril de 1295, el rey Sancho IV prometió verbalmente el señorío de Sanlúcar a Alonso Pérez de Guzmán, "Guzmán el Bueno" por su heroica intervención en la defensa de Tarifa, aunque el rey murió sin hacer efectiva la donación. Fue Fernando IV quien confirmó la donación de «la villa de Sanlúcar con todos sus pobladores, términos y pertenencias, y los pechos y derechos que allí tenía y deber había», como reza el privilegio de donación firmado en Toro el 13 de octubre de 1297. Además de la villa de Sanlúcar, el señorío incluía las torres de Trebujena, Chipiona y Rota. La donación de este señorío constituyó el origen de la Casa de Sanlúcar, más tarde conocida como Casa de Niebla y posteriormente como Casa de Medina Sidonia, tras la concesión del condado de Niebla y del ducado de Medina Sidonia respectivamente. Esta casa nobiliaria castellana se convirtió en el linaje de alta nobleza más rico y poderoso de Andalucía.
Guzmán el Bueno repobló la villa, atrayendo a los repobladores con ventajas fiscales. Construyó un castillo, conocido con el tiempo como el «Alcázar Viejo», y las murallas, en el exterior de las cuales crecieron varios arrabales. Actualmente se conservan algunos restos de dichas murallas en el Albaicín. A la muerte de Guzmán el Bueno, Sanlúcar se había convertido en un señorío rico, sobre todo por las posibilidades que proporcionaba el puerto de Barrameda, más tarde llamado Puerto de Bonanza.
En 1356, Sanlúcar sería el lugar donde se iniciaría la Guerra de los Dos Pedros, conflicto que enfrentaría a Castilla y Aragón desde 1356 a 1369. En aquel año, dos naves genovesas que se encontraban fondeadas en Sanlúcar, fueron atacadas por la flota aragonesa del rey Pedro IV de Aragón. El Rey Pedro I de Castilla, que se encontraba en la ciudad y lo presenció todo, montó en cólera y declaró la guerra a Aragón.
Según la tradición, aunque no hay constancia documental, en torno a 1360 se levantó la iglesia Mayor parroquial de Nuestra Señora de la O. De esos años, de mediados del siglo XIV, es la crónica anónima escrita en árabe llamada Dikr bilad al-Andalus, que menciona el castillo de Šaluqa (شلوقة), situado en una ligera elevación del terreno en la margen izquierda de la desembocadura del Guadalquivir. Dada la fecha del texto, la interpretación más plausible es que el topónimo árabe Šaluqa sea una arabización del castellano Sanlúcar y no al contrario.

### Edad Moderna
Siglos XV y XVI

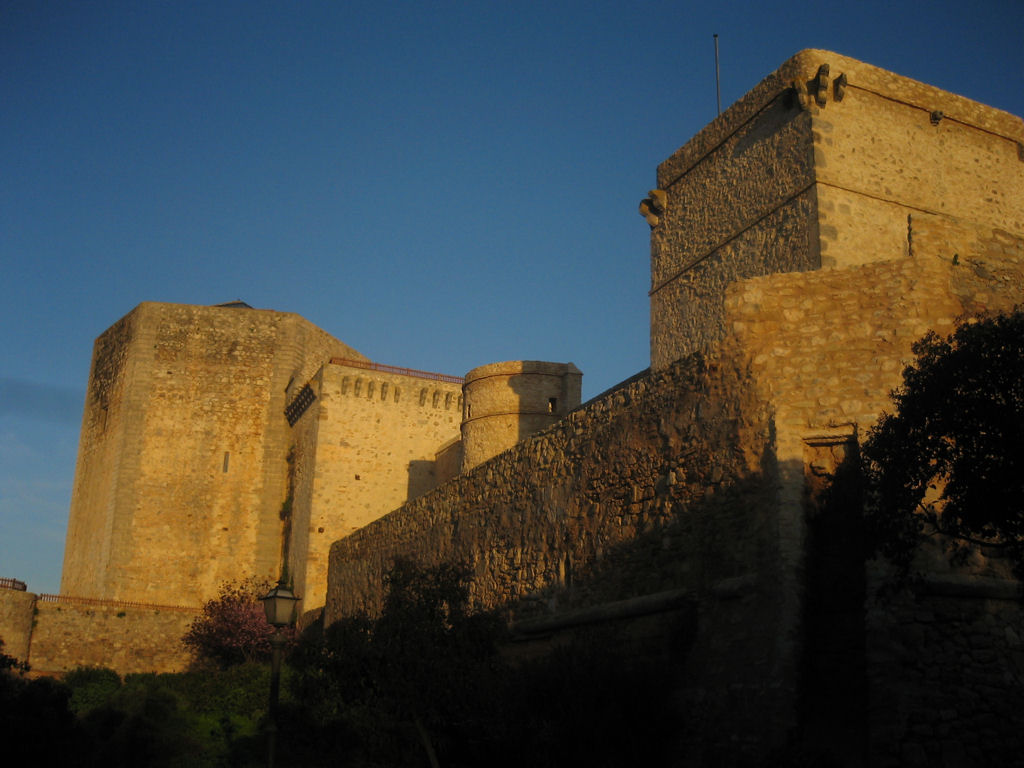
Castillo de Santiago

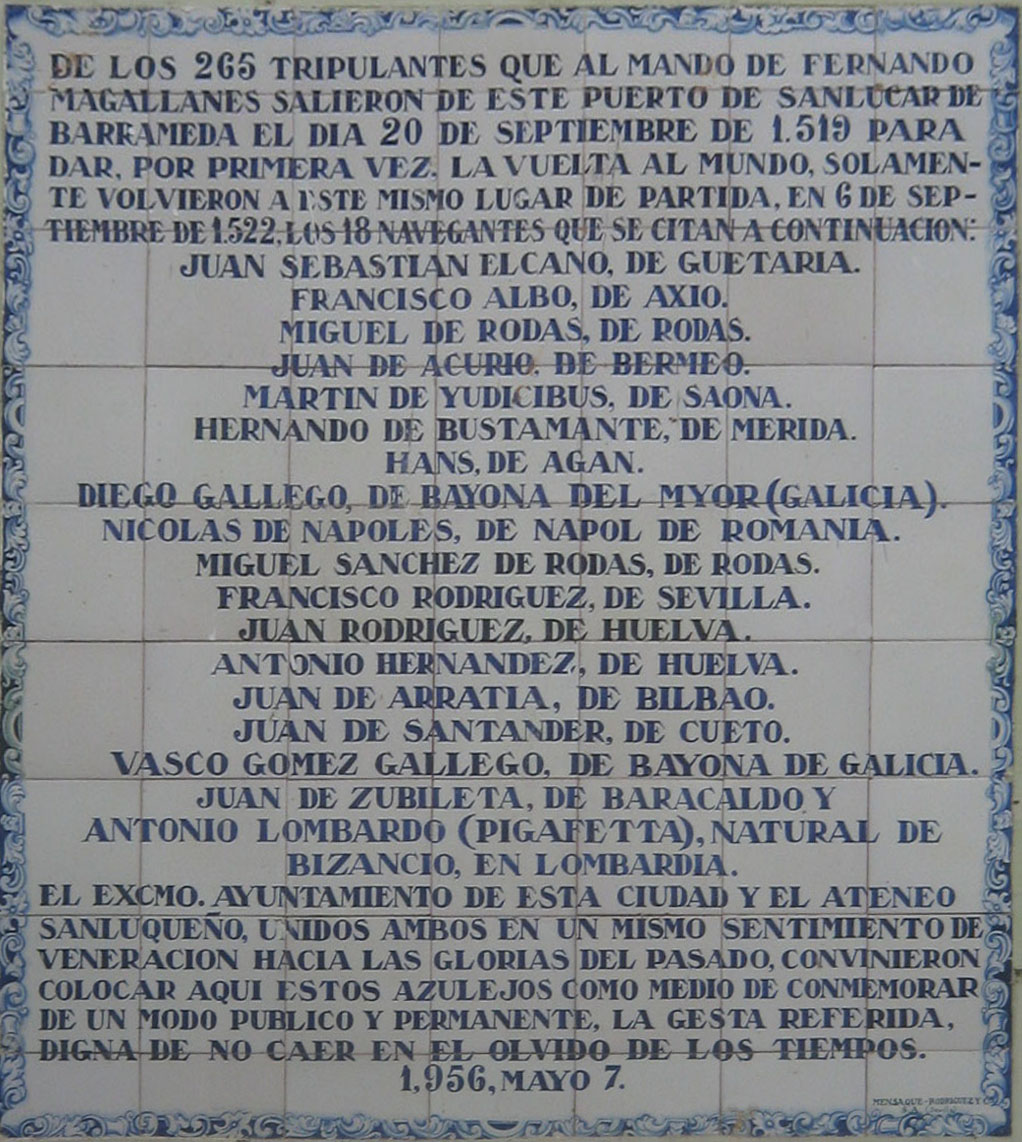
Placa conmemorativa de la expedición de Magallanes y Elcano

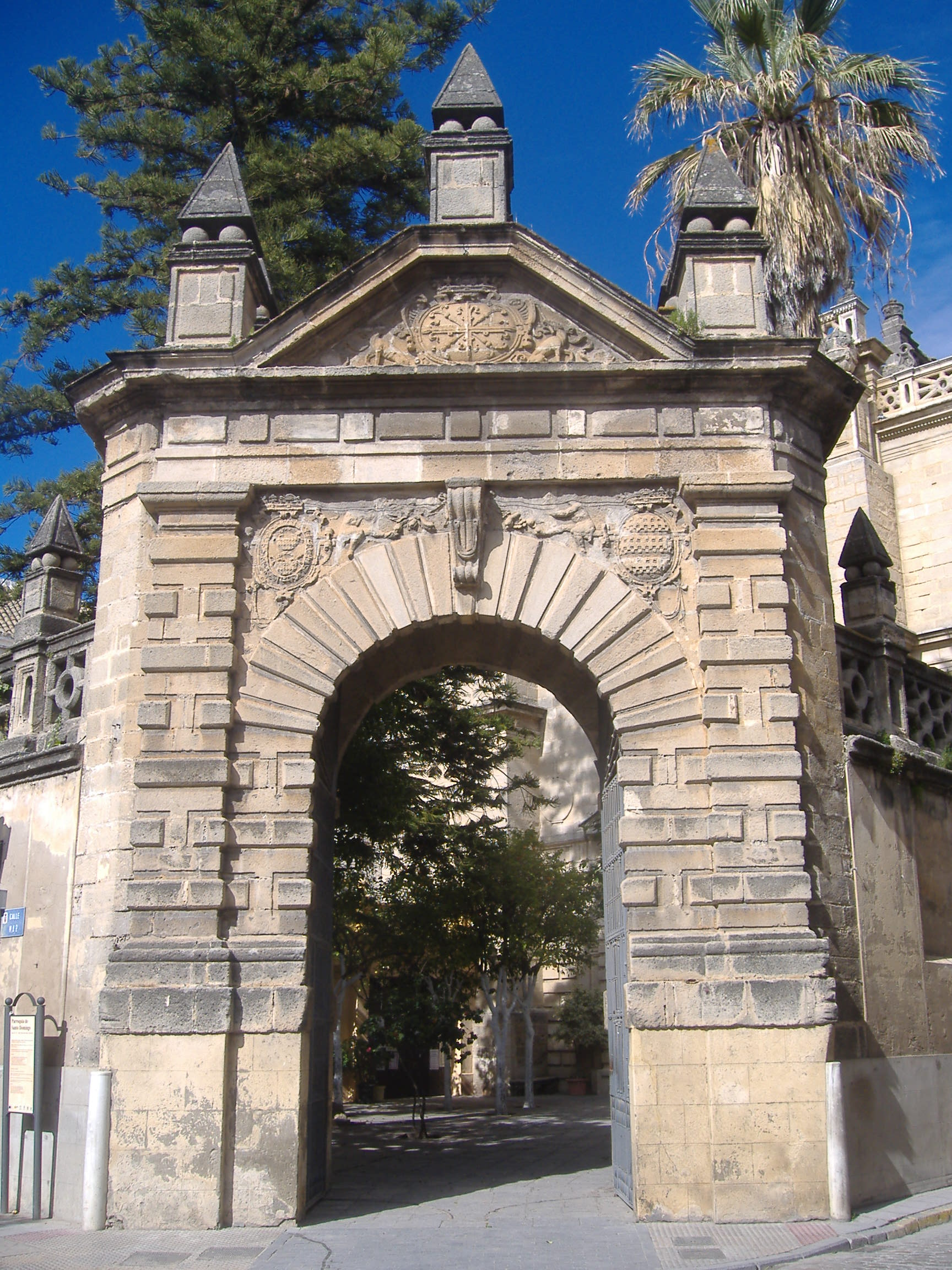
Iglesia del Convento de Santo Domingo (hoy parroquia)

En la segunda mitad del siglo XV, Sanlúcar se había convertido en un activo enclave comercial. El puerto de Barrameda, como la mayoría de los puertos de la Baja Andalucía, mantenía importantes relaciones comerciales con los puertos del norte de Europa, Génova, etc., siendo el vino el principal producto exportado y los textiles la principal importación. Junto con el resto de los puertos atlánticos andaluces, Sanlúcar fue un puerto activo en la exploración, comercio y explotación de las costas atlánticas de África, en dura competencia con los portugueses. Asimismo, existían dos ferias francas anuales llamadas las «vendejas».
Tras la concesión del señorío de Sanlúcar en 1298, los Pérez de Guzmán fueron acumulando títulos nobiliarios de creciente importancia: conde de Niebla (1369) y, sobre todo, duque de Medina Sidonia (1445). En 1371, obtuvieron la constitución de mayorazgo. También ostentaban la Capitanía General de la Mar Océana y Costas de Andalucía desde finales del siglo XVI. Grandes de España desde 1520, acabaron fijando su residencia estable en Sanlúcar, en el palacio de los Duques de Medina Sidonia (hoy es la sede del Archivo de la Casa de Medina Sidonia y de la Fundación Casa de Medina Sidonia).
El segundo duque de Medina Sidonia, Enrique Pérez de Guzmán, partidario de Isabel de Castilla en la guerra de sucesión castellana, hizo construir el Castillo de Santiago, en el que se alojaron Isabel y Fernando cuando visitaron la ciudad en 1477. Desde 1478, el duque residió permanentemente en Sanlúcar. Ese mismo año el duque otorgó el llamado «Privilegio de los Bretones», documento que daba facilidades a estos comerciantes para establecerse en la villa y practicar sus actividades mercantiles, especialmente durante la celebración de las vendejas. También ese año, los reyes congregaron en Sanlúcar dos grandes flotas: una para conquistar Gran Canaria y otra para comerciar en la Mina de Oro en Guinea, región sobre la cual el rey de Portugal había establecido su monopolio. La armada enviada a Guinea fue sin embargo derrotada y capturada en su totalidad por los portugueses. En 1497, Sanlúcar fue la base desde la que partió la flota organizada por el duque de Medina Sidonia y comandada por el contador ducal Pedro de Estopiñán que comandó la toma de Melilla, la primera plaza norteafricana conquistada por Castilla.
A principios del siglo XVI, Sanlúcar era la localidad más poblada de los «estados» de los Medina Sidonia. También era la localidad que proporcionaba más rentas a los duques (una tercera parte del total). La prosperidad sanluqueña se asentaba no solo en el hecho de ser la capital de los «estados» ducales y residencia habitual de los duques, sino fundamentalmente al comercio y a la actividad portuaria.
La importancia comercial de Sanlúcar provocó continuos conflictos entre los almojarifes de Sevilla y los duques en relación con los derechos de aduana abonados en el puerto sanluqueño. Sanlúcar era la única población de la Baja Andalucía con aduana o «almojarifazgo mayor» propio, no englobado en el de Sevilla, en privilegio otorgado por Alfonso XI. Las rentas de la aduana eran dos terceras partes de la que el duque obtenía de la localidad. Tras el establecimiento de la Casa de Contratación en Sevilla en 1503, Sanlúcar se convirtió en el antepuerto de Sevilla, evitando a los grandes barcos la penosa navegación por el Guadalquivir para llegar a Sevilla. Esto le permitió seguir comerciando con Berbería, cuando el resto de los puertos de la Baja Andalucía habían perdido el derecho a comerciar con dicha región y el Nuevo Mundo. Ya en 1491, los Reyes Católicos habían tratado de apropiarse de la aduana sanluqueña, pero  desistieron debido a la oposición ducal. Sin embargo, durante la minoría del séptimo duque, el rey Felipe II estableció una "aduanilla" en Sanlúcar, con el argumento de recaudar nuevos impuestos, no incluidos en los privilegios originales.
Sanlúcar tuvo una gran relevancia en relación con la exploración del Nuevo Mundo. De su puerto zarparon expediciones marítimas de gran importancia, como el tercer viaje de Cristóbal Colón (1498). Asimismo, fue puerto de salida en la primera vuelta al mundo en barco, la Expedición de Magallanes-Elcano#Retorno a España capitaneado por Elcano, expedición comenzada por Fernando de Magallanes el 20 de septiembre de 1519 y finalizada por Juan Sebastián Elcano el 8 de septiembre de 1522 en el mismo puerto, la cual fue ordenada por Carlos V y organizada por la Casa de Contratación, como era habitual.

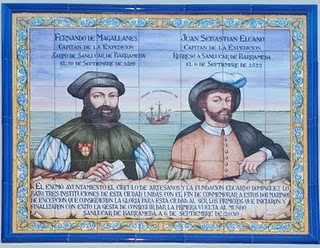
Azulejo conmemorativo de la Expedición Magallanes-Elcano, en Sanlúcar de Barrameda

En el siglo XVI, la Corona dio un privilegio que reservaba un tercio de la carga de los barcos que comerciaban con las Indias para el transporte de vino. Esta protección real a la exportación vinícola benefició especialmente al Condado de Huelva y al Marco de Jerez, los territorios vitivinícolas más cercanos al puerto que tenía el monopolio del comercio indiano: el puerto de Sevilla.

Vienen de Sanlúcar,

rompiendo el agua,

a la Torre del Oro

barcos de plata.
Lope de Vega (fragmento de Amar, servir y esperar)

Al ser uno de los lugares naturales de espera de los misioneros que iban al Nuevo Mundo, y gracias al patronato de la Casa de Medina Sidonia, muchas órdenes religiosas se establecieron en Sanlúcar, llegando a ser una auténtica ciudad sacralizada, la ciudad-convento de Sanlúcar de Barrameda. Al mismo tiempo, la gran cantidad de población flotante dio lugar a una gran actividad de prostitución y delincuencia.
Por otra parte, Sanlúcar dejó en 1579 de ser una mera villa al recibir el título de ciudad. En 1576 se estableció en la población la segunda imprenta de la actual provincia de Cádiz, siendo la primera obra impresa en dicho establecimiento el compendio de medicina latino Opera Medicinalia, escrita por Pedro de Peramato.
Siglos XVII y XVIII

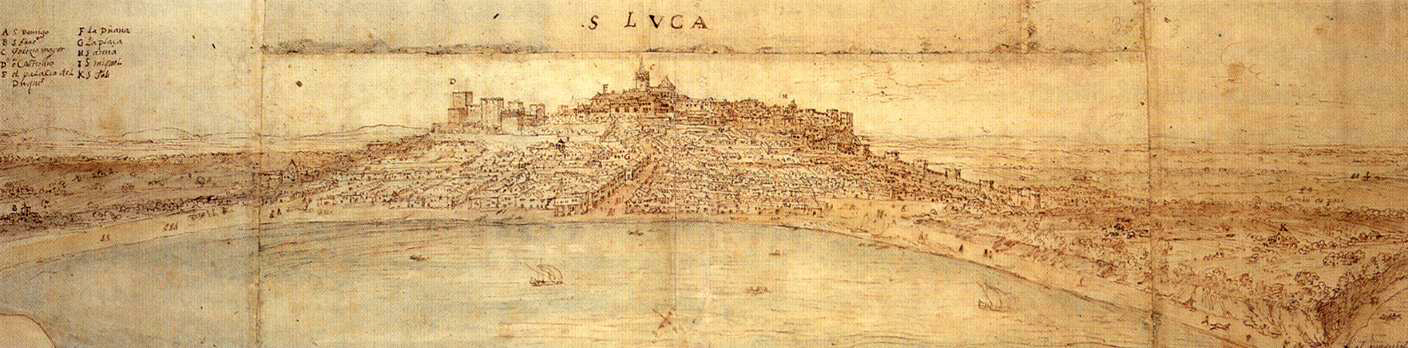
Vista de Sanlúcar en 1567, dibujada por Antonio de las Viñas

Sanlúcar alcanzó su apogeo a principios del siglo XVII. El resto de ese siglo y durante todo el XVIII, la ciudad fue perdiendo gran parte de su importancia.
En 1624 el rey Felipe IV visitó Sanlúcar tras un convite en el coto de Doñana organizado por el octavo duque de Medina Sidonia. En 1634, Pedro Teixeira describió la ciudad como «...de grande población. Su trato es el mayor que de ningún lugar de toda esta costa». En su puerto y playa atracaban las flotas de Indias, a la espera de la marea para subir hasta Sevilla.
En 1645, tras la conspiración independentista en Andalucía liderada por el duque cuatro años antes, Sanlúcar fue devuelta a la Corona a cambio de Tudela de Duero y Becerril, dos modestas villas castellanas. De esta forma, los duques de Medina Sidonia dejaron de ser los señores de Sanlúcar.

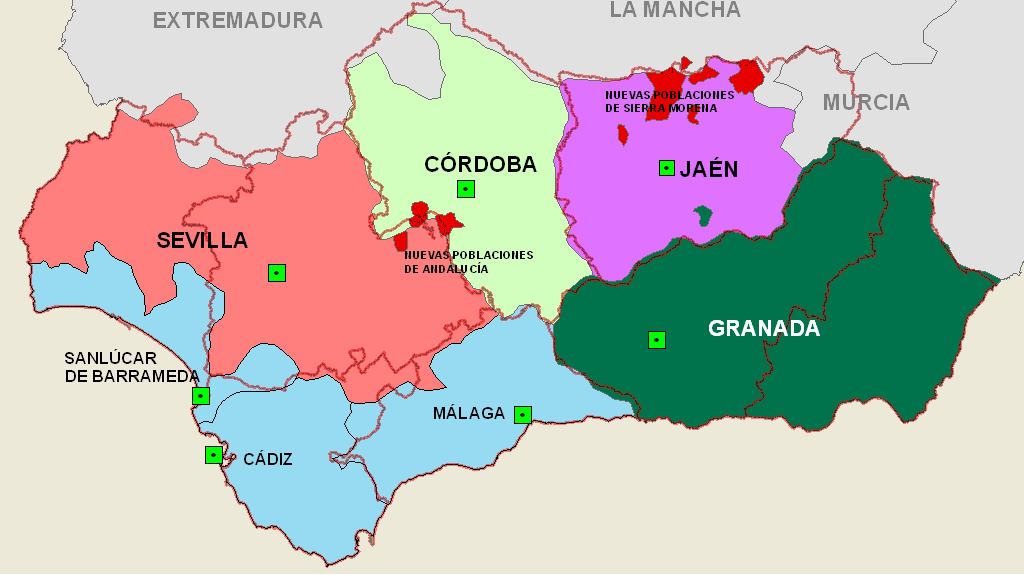
Situación de la Provincia marítima de Sanlúcar de Barrameda (1804-1808)

En 1711, con el traslado de la Casa de la Contratación desde Sevilla a Cádiz, el puerto de Sanlúcar perdió gran parte de su valor estratégico. Sin embargo, siguieron construyéndose magníficos ejemplos de casas de Cargadores a Indias, como la de Arizón, y se levantó un nuevo edificio para sede del cabildo en la plaza de la Rivera, que sustituyó a la antigua sede ubicada en la plaza de Arriba, llamándose esta desde entonces el «Cabildillo». Del siglo XVIII son también los edificios de la cárcel, del pósito y de la plaza o mercado de abastos.
En 1755, la población fue afectada por el terremoto de Lisboa y por el tsunami subsiguiente.

### Edad Contemporánea

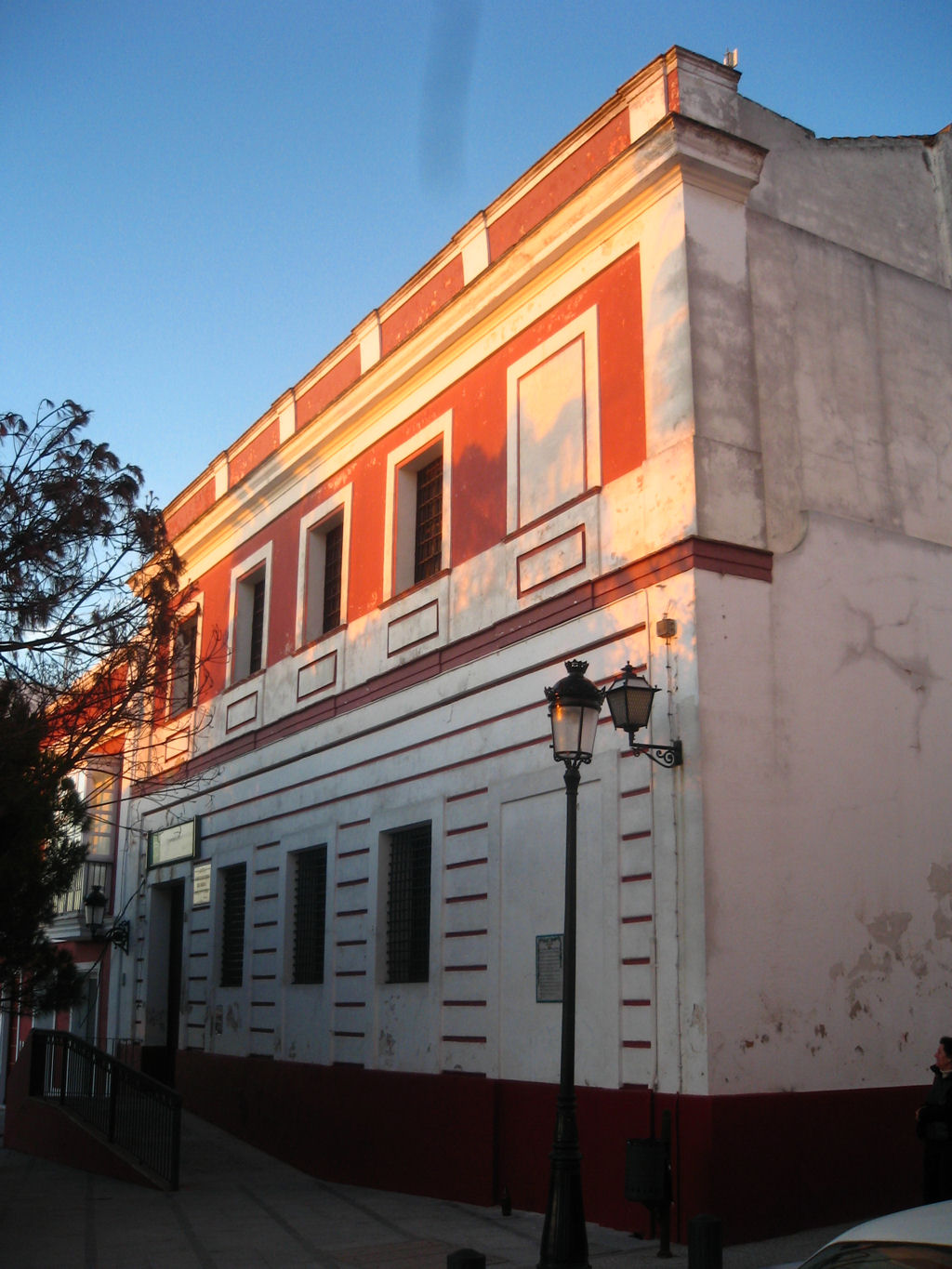
Antigua cárcel (actualmente sin uso)

En 1780 se fundó la Sociedad Económica de Amigos del País de Sanlúcar de Barrameda. La estancia de Francisco de Goya en la casa de la decimotercera duquesa de Alba, viuda del duque de Medina Sidonia, en verano de 1796, dio entre otros frutos pictóricos el Álbum A o cuaderno pequeño de Sanlúcar y parte del Álbum B o de Sanlúcar-Madrid.
A principios del siglo XIX, gracias al ministro Manuel de Godoy, se creó el jardín botánico de la Paz, se repobló el pinar de la Algaida y se creó el Consulado y provincia Marítima de Sanlúcar de Barrameda, que duró desde 1804 hasta 1808. Tras la caída en desgracia de Godoy, el pueblo se sublevó y destruyó todo lo que este había construido en la ciudad. A principios del siglo XIX también se construyeron el matadero municipal y el cementerio de San Antonio Abad.

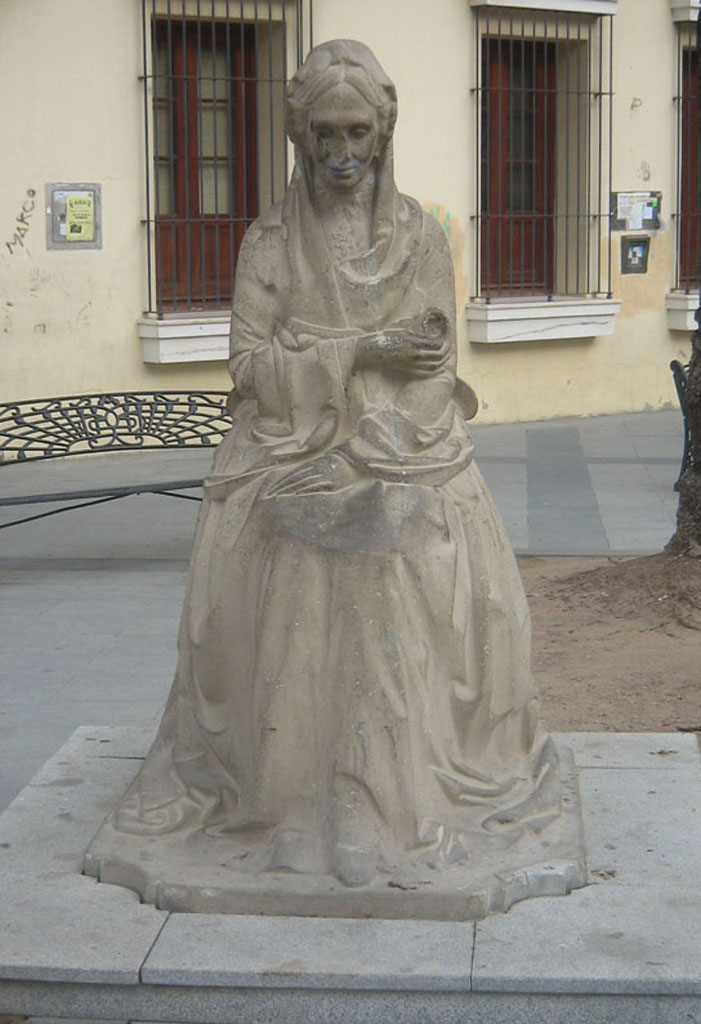
Monumento a la Infanta María Luisa Fernanda de Borbón de Enrique Pérez Comendador (1900-81), antes en la plaza de los Cisnes, hoy en el Palacio de Orleans y Borbón.

Durante la guerra de la Independencia, las tropas francesas entraron en la ciudad en 1810 y permanecieron en la misma hasta 1812. Durante este periodo tuvieron que hacer frente a frecuentes atentados y actos guerrilleros. En 1813, fue repuesto en el trono Fernando VII. Durante su reinado la ciudad estuvo sumida en un gran inmovilismo y solo cabe resaltar la edificación del barrio de Bonanza y una nueva aduana en su puerto que lo habilitaba para el comercio con el extranjero.
Con el decreto de división en provincias de 1833 la ciudad quedó incluida definitivamente en la provincia de Cádiz. Hasta entonces, desde la Reconquista y durante todo el Antiguo Régimen, Sanlúcar había formado parte del Reino de Sevilla y la Vicaría de Sanlúcar de Barrameda pertenecía a la jurisdicción del Arzobispado de Sevilla. La desamortización de Mendizábal afectó mucho a las numerosas órdenes religiosas instaladas en Sanlúcar, cerrándose varios conventos y desamortizando muchas propiedades rústicas y urbanas. El cambio de propiedad favoreció el surgimiento de cierta burguesía y la abolición de los mayorazgos, así como la expansión de las bodegas, por lo que se procedió a ampliar y modernizar los viñedos del municipio, en torno al antiguo vino Manzanilla manzanilla, uno de los productos más representativos de Sanlúcar, entre otros caldos. También se produjo por estas fechas la aclimatación y cultivo del algodón y del arroz en la zona de marismas, así como la plantación de muchos árboles frutales en las huertas de Sanlúcar y Bonanza.
Durante los años 1840, lo más destacable fue la creación de la Sociedad de Carreras de caballos de Sanlúcar de Barrameda en 1845, órgano regulador de dichas carreras de equinos, evento que se repite desde entonces cada verano en la playa sanluqueña, y la llegada a la ciudad de los duques de Montpensier e Infantes de España en 1849. Antonio de Orleans y María Luisa Fernanda de Borbón, que vivían en el sevillano Palacio de San Telmo, construyeron en Sanlúcar su residencia veraniega: el Palacio de Orleans-Borbón. Con los duques, acudió su pequeña corte de nobles, políticos y artistas, que le dieron de nuevo a Sanlúcar un carácter cosmopolita y la convirtieron en el centro de veraneo de la burguesía sevillana. La ciudad recibió en esta época varias vistas reales.

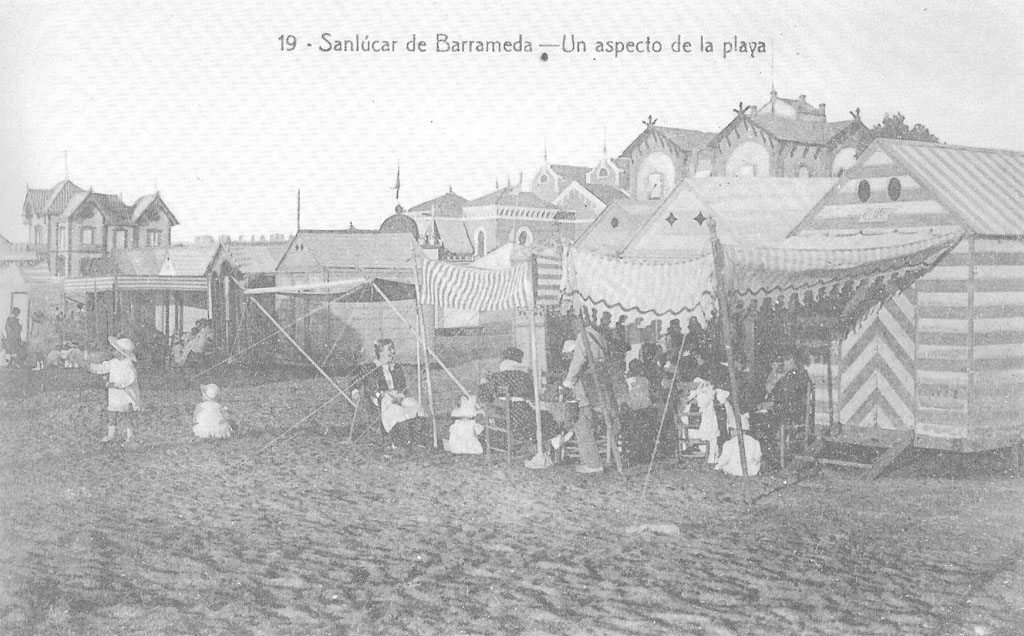
Playa de Sanlúcar a principios del

La revolución de 1868, iniciada en Cádiz y pronto extendida al resto del país, significó el comienzo del Sexenio Democrático. Durante todo el Sexenio Sanlúcar destacó por la abultada presencia de la federación española de la Asociación Internacional de los Trabajadores en la ciudad. La proclamación de la República en 1873, llevó a la radicalización de los planteamientos federalistas y así en julio de ese año comenzaron a proclamarse cantones en varias ciudades andaluzas y españolas. En Sanlúcar también se proclamó un cantón independiente, que a diferencia del resto contaba con una participación activa de obreros internacionalistas y su horizonte era una "revolución social" más que el federalismo desde abajo.

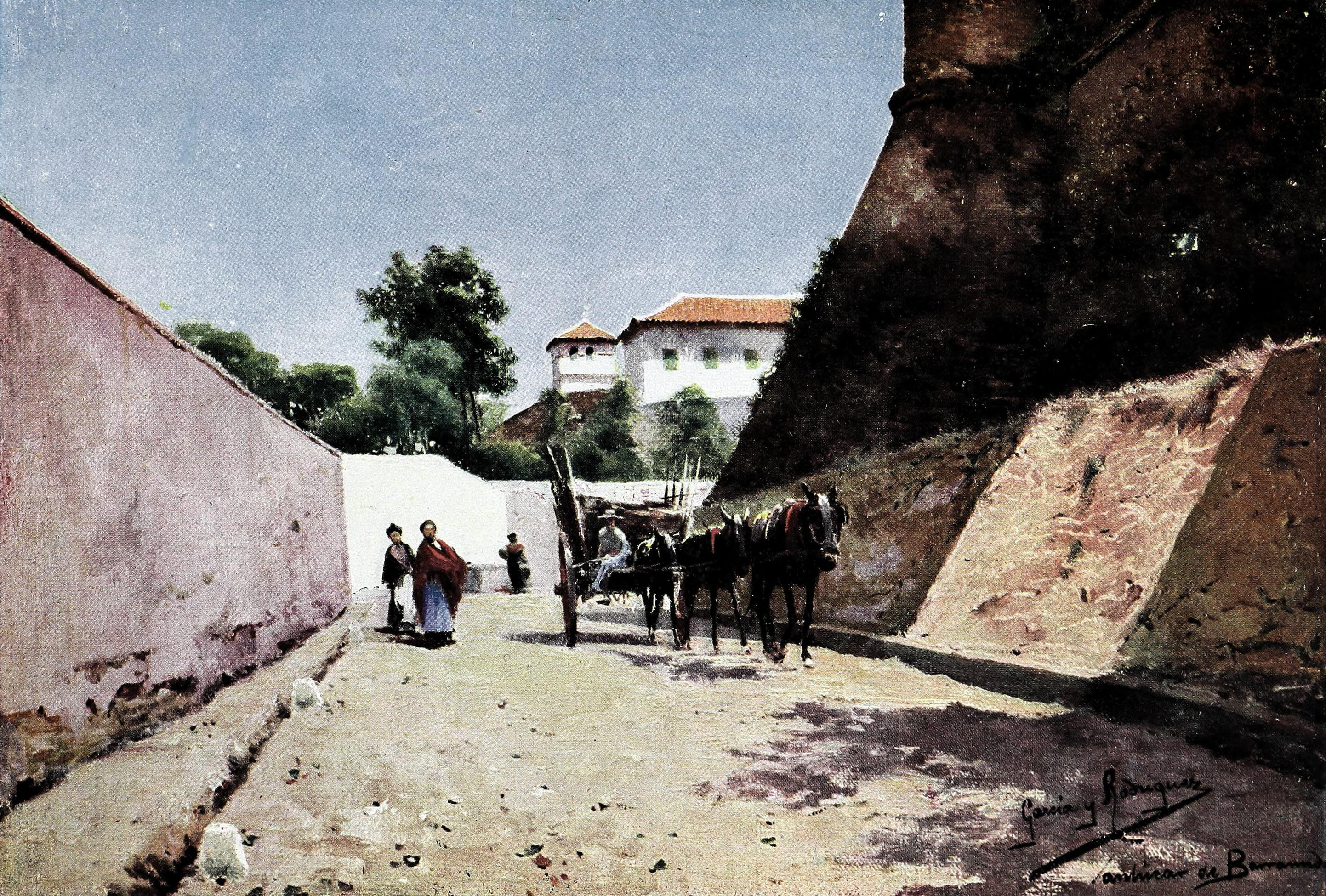
Escena en Sanlúcar hacia 1907, en una ilustración de Manuel García y Rodríguez

Pese a la disolución del movimiento obrero internacionalista, durante la Restauración seguirá habiendo un fuerte movimiento reivindicativo. Se genera una potente masa de trabajadores agrícolas que reivindican reformas agrarias y un mejor reparto de la tierra y que reflejarán su descontento en numerosos conflictos laborales que se suceden en el campo sanluqueño. De esta época cabe destacar las huelgas que hubo durante 1915, provocadas por la crisis de subsistencia de la Primera Guerra Mundial. En 1900, según datos del INE, la ciudad contaba con unos 24 000 habitantes diseminados por varios núcleos de población, tales como La Algaida, creada en el año 1907, Bonanza y La Jara, y pagos cuyos caseríos estaban habitados en esa época. En este período se produce una corriente migratoria procedente del norte de la península ibérica, atraída por la fecundidad de las tierras y la demanda pujante de productos alimenticios. Estos inmigrantes acapararán en gran medida el negocio vitivinícola.

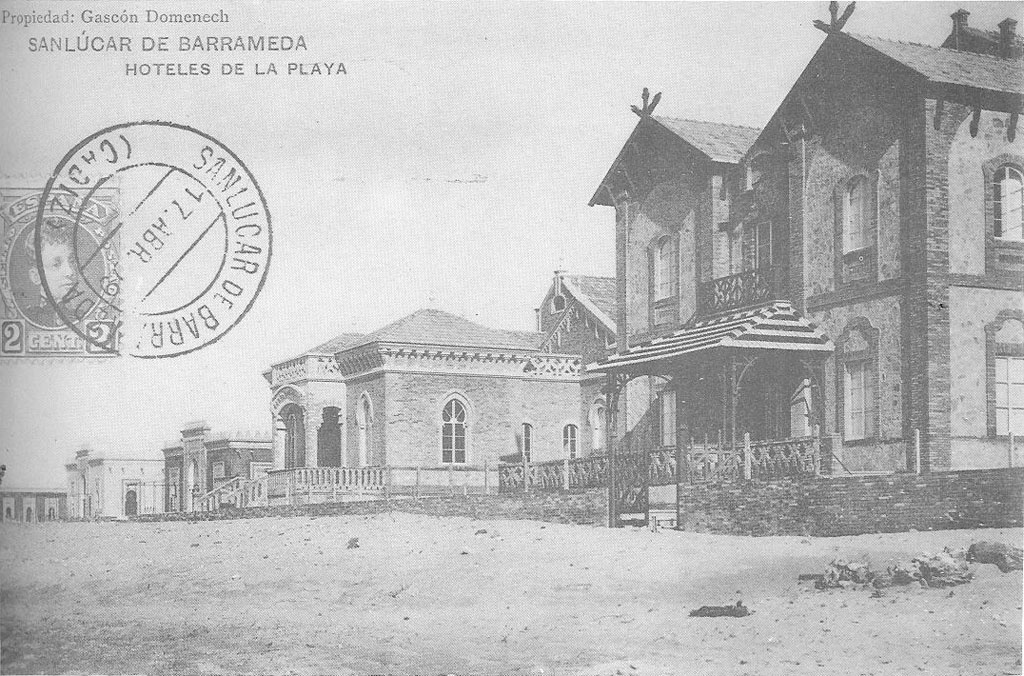
Los «hoteles» (chalés) de la playa a principios del

Desde finales del siglo XIX hasta principios del XX se construyeron varias líneas ferroviarias que unían Sanlúcar con lugares y ciudades en sus cercanías. Una de ellas fue la línea Puerto de Santa María-Sanlúcar de Barrameda, inaugurada en 1898, que llegaba tras la línea Jerez-Bonanza.
En el primer tercio del siglo XX, Sanlúcar se consolidó como uno de los más importantes destinos de veraneo del sur de España, esplendor turístico que contrastaba con una situación social poco halagüeña. Se construyeron la plaza de toros de El Pino y los «hoteles de la playa», lujosas residencias de verano construidas en múltiples estilos historicistas, modernistas y regionalistas, como el Hotel de los Marqueses de Villamarta, obra de Aníbal González. Asimismo, a principios del siglo XX se instaló el tranvía de la playa, que recorría el paseo de la Calzada desde la antigua plaza de la Aduana a la playa y viceversa. Es la época en la que Joaquín Turina padre pintó su cuadro de la playa de Sanlúcar y Joaquín Turina hijo compuso varias obras dedicadas a Sanlúcar, la "ciudad de plata" en su inspiración musical, como Sanlúcar de Barrameda, y a la manzanilla, su caldo predilecto.
Segunda República (1931-1936)

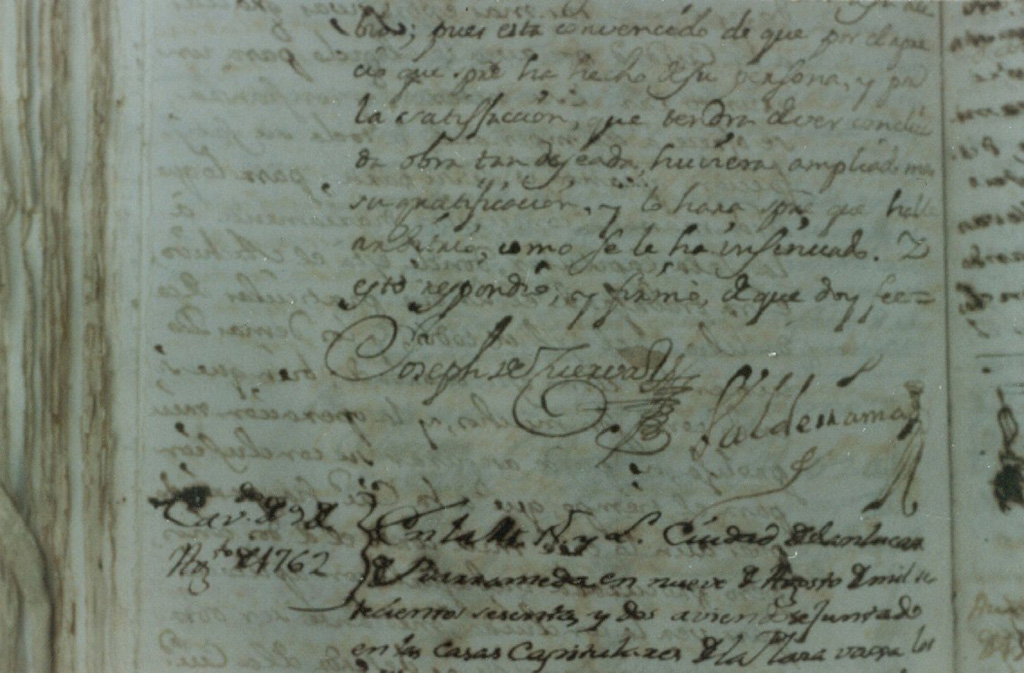
Las actas capitulares del cabildo de Sanlúcar que no se quemaron en el incendio del Pósito

Cuando en 1931 se proclamó la Segunda República, la ciudad sufría graves problemas de analfabetismo (50,8% de la población), el 62,10% de las tierras del término municipal pertenecían a tan solo nueve propietarios y había una alta tasa de paro.
En las elecciones de ese año ganaron los republicanos y los socialistas, que fueron apoyados por el movimiento obrero de tendencia anarquista de larga tradición en el campo de Jerez y que había tenido su momento álgido en la Cantonal de 1873. En ese tiempo se produjo un intento de quema del convento de Capuchinos y en 1933, el archivo municipal y de protocolos notariales, sito en el Pósito municipal, sufrió un incendio. En las elecciones generales de 1933 se produjo la derrota de los socialistas y la victoria del partido de Lerroux. En Sanlúcar, el resultado de estos comicios fueron los mismos que a nivel nacional. Las nuevas autoridades populares acusaron al anterior ayuntamiento de corrupción e incompetencia y, como consecuencia del resultado electoral, fue sustituido por otro afín al gobierno de Lerroux. En 1933 se creó el Consejo Regulador de las Denominaciones de Origen Jerez-Xérès-Sherry y Manzanilla-Sanlúcar de Barrameda.
Guerra Civil (1936-1939)

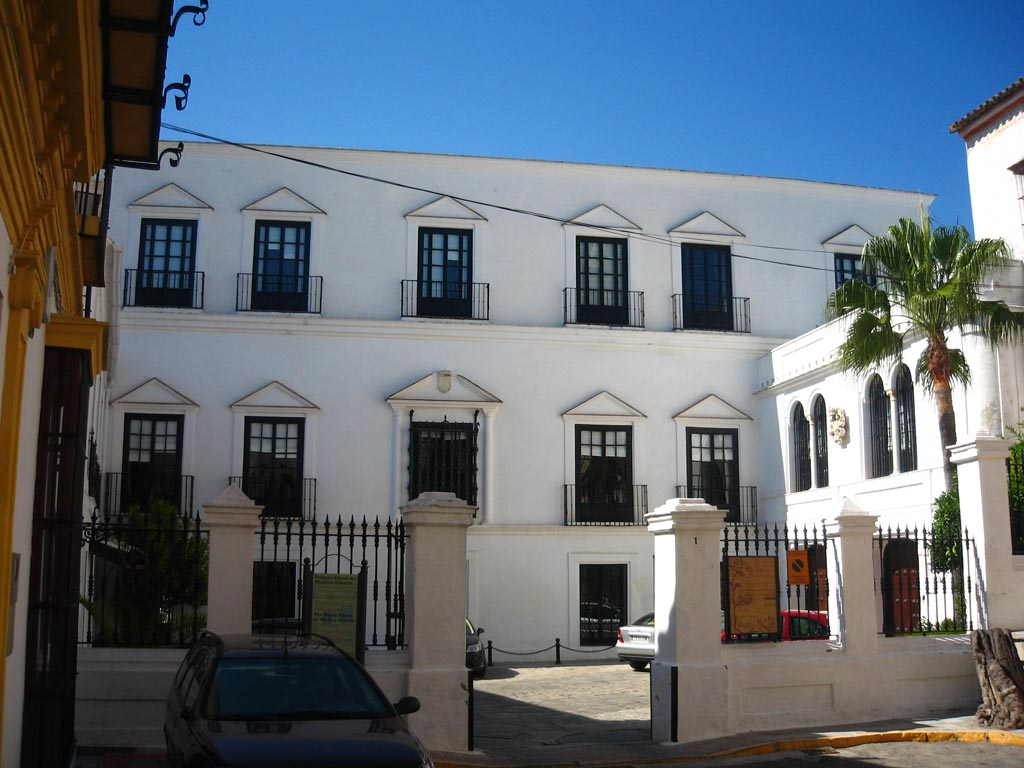
El palacio de los duques de Medina Sidonia fue cuartel de la Falange durante la Guerra Civil

Al estallar la Guerra Civil, en julio de 1936, los sublevados (Guardia Civil y Carabineros), con la ayuda de tropas procedentes de Jerez de la Frontera y más tarde de Regulares en ruta de Cádiz hacia Sevilla, sofocaron los focos de resistencia (los anarquistas habían declarado la huelga general y se habían hecho con armas arrebatadas a la policía municipal) y encarcelaron a sus adversarios. El día 22 de julio, Sanlúcar se encontraba en manos de los alzados. Entre el 9 de agosto de 1936 y el 4 de enero de 1937 los sublevados mataron a algo más de ochenta personas, entre las que se encontraba el alcalde, Bienvenido Chamorro, y cuatro concejales. A partir del 7 de enero de ese año, comenzaron los trabajos forzados para el resto de los prisioneros.
El 3 de agosto de 1936 unos simpatizantes republicanos intentaron desplazar el buque mercante Landfort, cargado de cemento, hasta el canal de entrada al puerto y allí hundirlo con el objetivo de bloquear el tráfico naval de acceso al puerto de Sevilla, para impedir el suministro de material bélico a las tropas nacionales. La operación fracasó, desplazando la corriente el carguero hacia una de las márgenes del canal. Sin embargo, el barco hundido dificultó la navegación durante las décadas siguientes, siendo responsable de gran número de naufragios. El problema no se solucionó hasta 1982, con la puesta en servicio de un nuevo canal de acceso al puerto.
Durante el resto de la guerra la ciudad no sufrió combates ni destrucciones materiales, pese a los bombardeos republicanos en sus proximidades, si bien murieron al menos trece sanluqueños luchando en el frente en las filas de los sublevados. Durante la guerra, el palacio de los duques de Medina Sidonia fue usado por la Falange como cuartel y la Almona de Sanlúcar se utilizó como hospital, habilitándose una de sus naves como mezquita para los soldados marroquíes.
La dictadura franquista (1939-1976)
Al iniciarse el franquismo en 1940, la población residente en Sanlúcar era de 33 000 habitantes según el INE y al finalizar el mismo en 1976 era de 44 000 aproximadamente, lo cual indica que en este periodo hubo un saldo migratorio importante, porque el crecimiento de la población fue escaso a pesar de la gran natalidad de la época.[cita requerida]
En este período la sociedad sanluqueña siguió dividida principalmente entre un pequeño grupo de terratenientes y bodegueros y una gran cantidad de jornaleros, pequeños campesinos, pescadores y comerciantes tradicionales, formando una estructura social que apenas había tenido cambios desde finales del siglo XIX.
La vida social se concentraba en los casinos de la ciudad: el Círculo Mercantil y el Círculo de Artesanos, reservado para la clase pudiente el primero y para el resto de sanluqueños el segundo. El Ateneo Sanluqueño también era un importante centro de reunión y tertulia.
Los principales actos religiosos eran la procesión de Nuestra Señora de la Caridad Coronada, patrona de la ciudad, las procesiones de Semana Santa, la Velá de San Antonio, la Velá de la Divina Pastora (antecedente de la actual Feria de la Manzanilla) y la romería de El Rocío, muy minoritaria por entonces.
En la década de 1960 fue construido el hotel Guadalquivir, el mayor de la ciudad. En la década de los 70 siguió expandiéndose el turismo residencial y en 1973 fue declarado el Conjunto histórico-artístico de Sanlúcar de Barrameda. En esta etapa, cuando iba decayendo la dictadura, empezaron a organizarse sindicatos clandestinos de jornaleros y trabajadores (SOC, CC. OO., etc.), quienes desarrollaron importantes manifestaciones en pos de unas mejores condiciones de trabajo y salariales.
Transición y democracia (1976-2010)

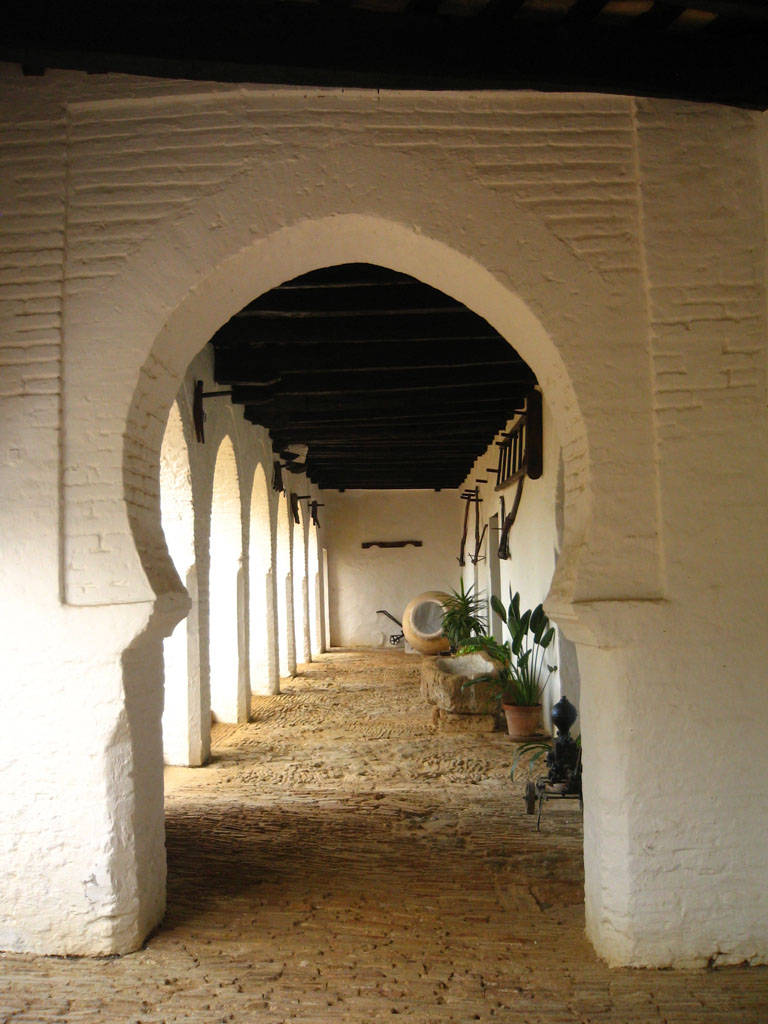
Palacio de los duques de Medina Sidonia, sede de la Fundación Casa Medina Sidonia

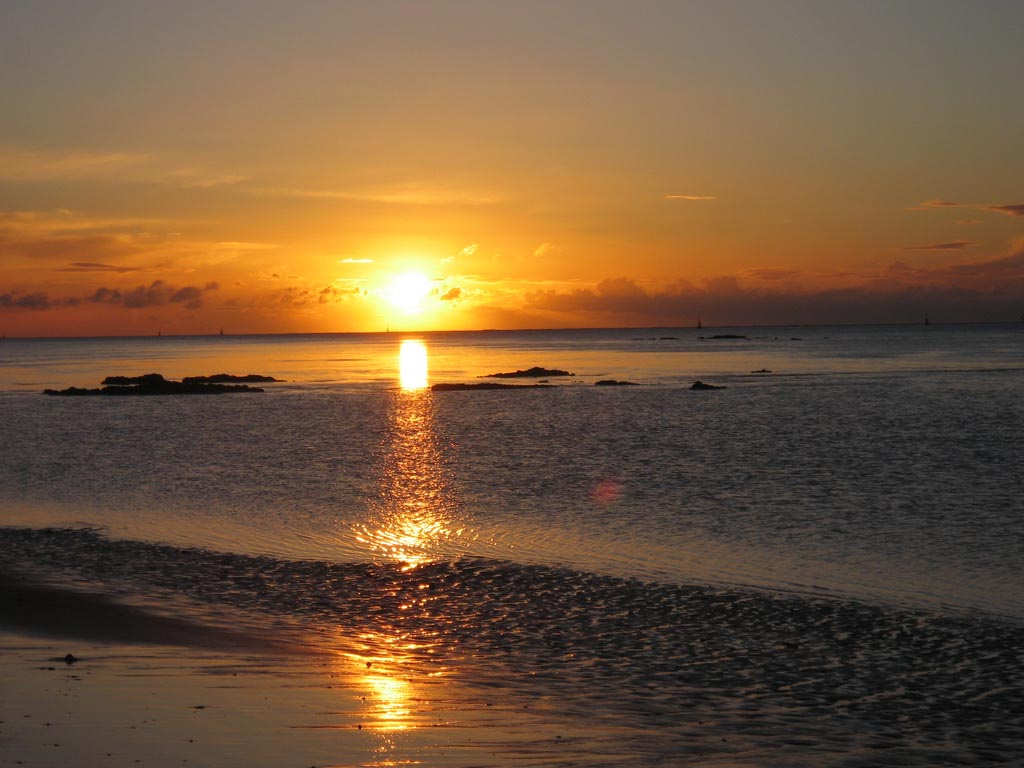
El turismo sigue siendo uno de los pilares de la economía sanluqueña

Desde que se implantó la democracia en los ayuntamientos, Sanlúcar ha estado gobernada por diferentes partidos y coaliciones habiendo efectuado el traspaso de poderes de unos a otros sin dificultades.
A principios de esta etapa, Isabel Álvarez de Toledo, vigésimo primera duquesa de Medina Sidonia, tras asumir la jefatura de la casa nobiliaria, emprendió la restauración de su palacio de Sanlúcar, reuniendo en el solar primigenio de la casa ducal un ingente patrimonio artístico y documental cuya conservación y difusión es la base de la actual Fundación Casa de Medina Sidonia.
En el periodo inicial fue creado el parque nacional y natural de Doñana, parte del cual pertenece al término de Sanlúcar. La oferta cultural se amplió con la creación del Festival Internacional de Música "A orillas del Guadalquivir". En los años noventa se procedió a la restauración de varios edificios históricos de la ciudad por parte de la Junta de Andalucía. A lo largo del periodo democrático se ha producido un fuerte endeudamiento municipal.
El conjunto histórico-artístico, más allá de la conservación de sus edificios principales, no ha sido protegido en su totalidad a pesar de que la Ley de Patrimonio Histórico Español de 1986 establece como competencia municipal la obligatoriedad de redactar un Plan Especial de Protección del conjunto histórico-artístico. Esta situación, unida al fenómeno de la especulación urbanística, ha mermado sustancialmente el patrimonio arquitectónico, urbanístico y etnográfico sanluqueño, además de propiciar un modelo de ordenación del territorio que no sigue los criterios de sostenibilidad. Ha habido casos de ilegalidad manifiesta y demostrada en los tribunales, como el caso Sanlúcar y el caso Terán, ejemplos de corrupción política que tuvieron gran impacto mediático.
En 1984 se cerraron las comunicaciones por ferrocarril, el popularmente conocido como Tren de la Costa, últimamente (2010) se están mejorando las comunicaciones por carretera principalmente con Jerez y Chipiona, porque se están concluyendo las obras que han convertido en autovías las carreteras que enlazan con estas localidades.
En la actualidad (2010) el municipio está integrado en el área de influencia de Jerez, cuenta con una población joven y una elevada tasa de natalidad. La principal actividad económica sigue siendo la agricultura, especialmente el cultivo de la vid, estando la zona incluida en las denominaciones de origen Jerez-Xéres-Sherry y Manzanilla-Sanlúcar de Barrameda. El sector pesquero también constituye un factor importante de la actividad económica. Asimismo, y dadas las características de su clima y de sus playas, el conjunto histórico-artístico de la ciudad y la cercanía del parque de Doñana, el municipio es receptor de una importante cantidad de población que elige este destino para pasar sus vacaciones.
La crisis económica iniciada en 2008 afectó gravemente al empleo, al disminuir de forma drástica la actividad del sector de la construcción y resentirse la actividad turística. Prueba de ello es que, según informó la Junta de Andalucía, en el mes de enero de 2007 había 9843 personas demandantes de empleo mientras que en enero de 2010 la cifra subió a 15 736 personas.

## Demografía
Sanlúcar de Barrameda cuenta con una población de 69 876 habitantes (INE 2024).
| Gráfica de evolución demográfica de Sanlúcar de Barrameda entre 1842 y 2021                                                                                                  |
| |
| Población de derecho según los censos de población del INE Población de hecho según los censos de población del INEEn este censo se denominaba San Lúcar de Barrameda: 1842. |

### Núcleos de población
Además del núcleo principal, que es la ciudad de Sanlúcar de Barrameda, dentro del término municipal existen varios núcleos de población o barriadas. Algunos de ellos tienen una identidad propia muy significativa, tales como: La Algaida, Bonanza, La Jara, Loma de Martín Miguel y Villa Horacia. Otra parte de población vive en barriadas y urbanizaciones ya integradas en la ciudad.
| Núcleo                           | Coordenadas                               | Población | Distancia (km) |
| -------------------------------- | ----------------------------------------- | --------- | -------------- |
| Algaida, La                      | 36°50′21″N 6°19′01″O / 36.83917, -6.31694 | 2921      | 8,7            |
| Bonanza                          | 36°48′10″N 6°20′08″O / 36.80278, -6.33556 | 6041      | 3,4            |
| Barriada de Andalucía            | 36°47′30″N 6°20′16″O / 36.79167, -6.33778 | 1263      | 2,3            |
| Jara, La                         | 36°46′05″N 6°22′56″O / 36.76806, -6.38222 | 4674      | 5,5            |
| Loma de Martín Miguel            | 36°47′43″N 6°19′06″O / 36.79528, -6.31833 | 266       | 4,7            |
| Sanlúcar de Barrameda (ciudad)   | 36°46′44″N 6°21′14″O / 36.77889, -6.35389 | 46 883    | 0              |
| Urb. Castillo del Espíritu Santo | 36°46′26″N 6°22′25″O / 36.77389, -6.37361 | 394       | 2,8            |
| Urbanización Los Colonos         | 36°46′19″N 6°22′11″O / 36.77194, -6.36972 | 251       | 2,3            |
| Villa Horacia                    | 36°46′05″N 6°22′50″O / 36.76806, -6.38056 | 193       | 3,3            |

### Urbanismo
Medio urbano

Carreteras de Sanlúcar

El casco urbano de la ciudad se extiende a dos alturas separadas por la Barranca. Sus barrios y principales lugares son el barrio Alto, el barrio Bajo, el barrio, Bajo de Guía, Bonanza, El Mazacote, La Jara, la Colonia Monte Algaida, Monteolivete, El Palmar, La Dehesilla, el Alto de las Cuevas, Las Piletas, el Espíritu Santo, la Banda Playa, la Otra Banda.
En los últimos 30 años se han construido una gran cantidad de viviendas ilegales, muchas de ellas dedicadas a segunda residencia, por todo el término municipal. La tendencia últimamente es proceder a la legalización de todas las que sea posible. Para facilitar la legalización existen el Plan de Ordenación del Territorio de la Costa Noroeste, que afecta al municipio, así como la existencia de Plan General de Ordenación Urbana de la Gerencia Municipal de Urbanismo y del Consejo de Urbanismo
Medio rural
El territorio agropecuario de Sanlúcar se divide en pagos, cuya unidad de superficie es la aranzada de Sanlúcar, equivalente a 0,4752 hectáreas. El término municipal cuenta con numerosas vías pecuarias. Asimismo existen otra suerte de territorios, explotaciones y caseríos rurales, como los cortijos, haciendas, hazas, hatos, huertas, casas de labor, ranchos y navazos.

## Administración y política

### Gobierno municipal

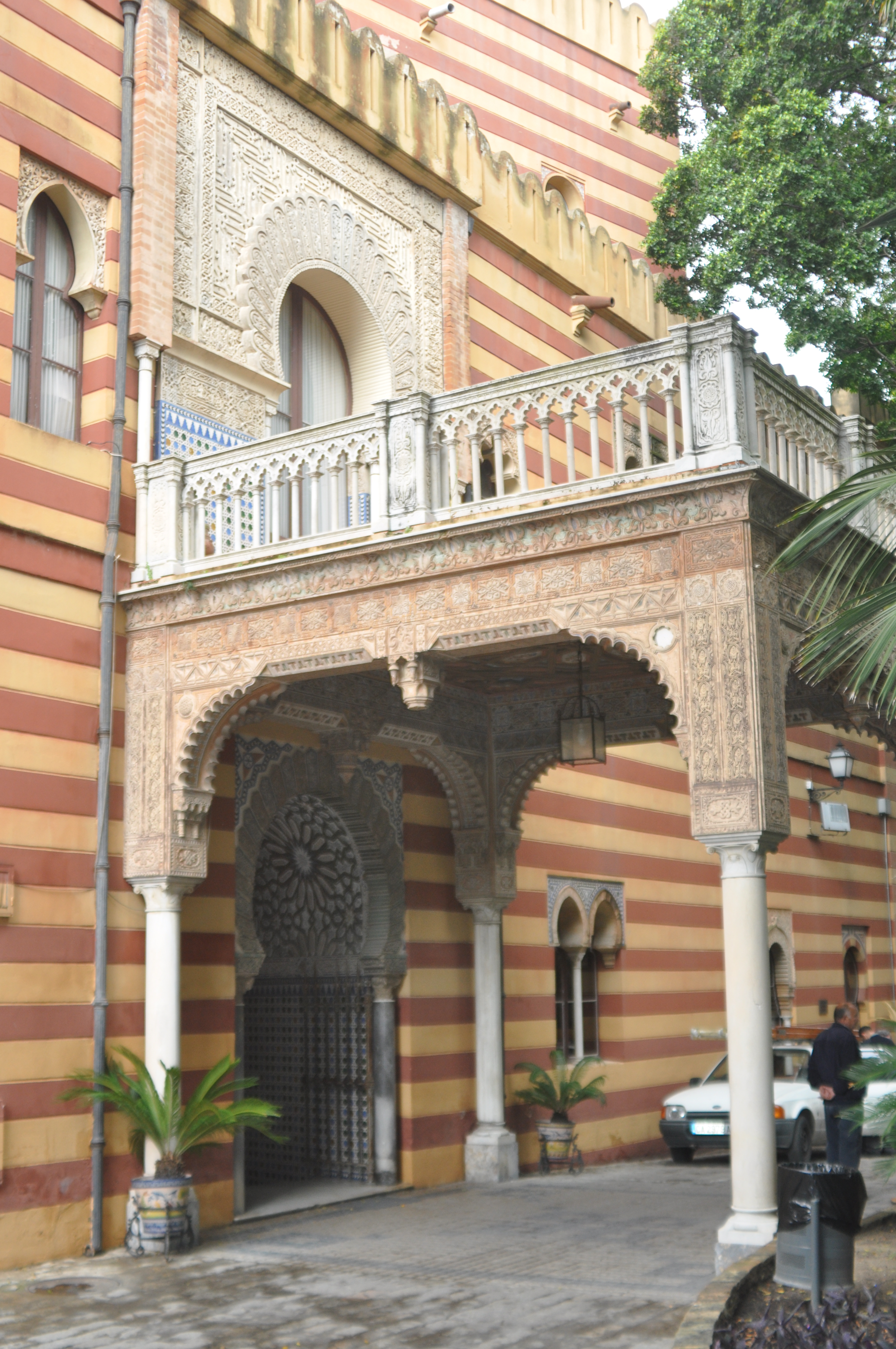
Ayuntamiento de Sanlúcar de Barrameda, antiguo palacio de los duques de Montpensier,

Como en el resto de España, su administración política se realiza a través de un ayuntamiento de gestión democrática cuyos componentes se eligen cada cuatro años mediante sufragio universal. El censo electoral está compuesto por todos los residentes empadronados en Sanlúcar mayores de 18 años de nacionalidad española o de cualquier otro Estado miembro de la Unión Europea. Según lo dispuesto en la Ley del Régimen Electoral General, que establece el número de concejales elegibles en función de la población del municipio, la corporación municipal de Sanlúcar está formada por 25 concejales.
Desde que se instauró la democracia se ha producido en su gobierno la alternancia entre varios partidos políticos. El PCE gobernó inicialmente, entre 1979 y 1987, siendo sucedido por el PSOE, que lo hizo entre 1987 y 1999 y el PP que gobernó hasta 2007, en diversas coaliciones. Los resultados electorales en el municipio han sido los siguientes:
En dos ocasiones (1987 y 1999) los alcaldes electos fueron sustituidos mediante mociones de censura presentadas contra ellos. En el periodo comprendido entre 1999 y 2006 fue alcalde de la ciudad Juan Rodríguez Romero (del Partido Popular) pero durante su mandato le sobrevino una enfermedad a consecuencia de la cual falleció en 2006, siendo sucedido en la alcaldía por Laura Seco Moreno, perteneciente al mismo partido. Los alcaldes del municipio desde 1979 han sido los siguientes:
| Periodo   | Nombre                   | Partido | Partido                                                 |
| --------- | ------------------------ | ------- | ------------------------------------------------------- |
| 1979-1987 | José Luis Medina Lapieza |         | Partido Comunista de España (PCE)                       |
| 1987-1999 | Manuel Vital Gordillo    |         | Partido Socialista Obrero Español de Andalucía (PSOE-A) |
| 1999-1999 | Agustín Cuevas Batista   |         | Partido Socialista Obrero Español de Andalucía (PSOE-A) |
| 1999-2006 | Juan Rodríguez Romero    |         | Partido Popular de Andalucía (PP)                       |
| 2006-2007 | Laura Seco Moreno        |         | Partido Popular de Andalucía (PP)                       |
| 2007-2015 | Irene García Macías      |         | Partido Socialista Obrero Español de Andalucía (PSOE-A) |
| 2015-2023 | Víctor Mora Escobar      |         | Partido Socialista Obrero Español de Andalucía (PSOE-A) |
| 2023-act. | Carmen Álvarez Marín     |         | Izquierda Unida (IU)                                    |

La constitución actual del ayuntamiento, fruto de las elecciones municipales españolas de 2023, base histórica de resultados electorales del Ministerio del Interior
| Partido político                                         | 2023  | 2023  | 2023       | 2019  | 2019  | 2019       | 2015  | 2015  | 2015       | 2011  | 2011  | 2011       | 2007  | 2007   | 2007       |
| Partido político                                         | %     | Votos | Concejales | %     | Votos | Concejales | %     | Votos | Concejales | %     | Votos | Concejales | %     | Votos  | Concejales |
| Partido Popular de Andalucía (PP)                        | 32,21 | 8652  | 9          | 13,06 | 3144  | 3          | 20,03 | 4600  | 6          | 24,66 | 6541  | 7          | 18,22 | 5548   | 5          |
| Izquierda Unida (IU)                                     | 27,97 | 7514  | 7          | 20,24 | 4873  | 6          | 16,30 | 3743  | 4          | 13,16 | 3491  | 3          | 5,29  | 1610   | 1          |
| Partido Socialista Obrero Español de Andalucía (PSOE-A)  | 25,54 | 6860  | 7          | 30,52 | 7348  | 9          | 32,01 | 7353  | 9          | 37,15 | 9855  | 10         | 37,84 | 11 522 | 11         |
| Vox                                                      | 9,33  | 2506  | 2          | 5,72  | 1378  | 1          | —     | —     | —          | —     | —     | —          | —     | —      | —          |
| Podemos-Por Sanlúcar                                     | 0,81  | 218   | 0          | 5,78  | 1393  | 1          | 13,16 | 3023  | 3          | —     | —     | —          | —     | —      | —          |
| Ciudadanos (CS)                                          | —     | —     | —          | 18,76 | 4516  | 5          | 12,32 | 2830  | 3          | —     | —     | —          | —     | —      | —          |
| Partido Andalucista (PA)-Espacio Plural Andaluz (EP-And) | —     | —     | —          | —     | —     | —          | 4,40  | 1010  | 0          | 8,15  | 2161  | 2          | 14,26 | 4343   | 4          |
| Ciudadanos Independientes de Sanlúcar (CIS)              | —     | —     | —          | —     | —     | —          | —     | —     | —          | 10,66 | 2828  | 3          | 12,82 | 3904   | 3          |
| Alternativa Sanluqueña (AS-AS)                           | —     | —     | —          | —     | —     | —          | —     | —     | —          | —     | —     | —          | 5,16  | 1571   | 1          |

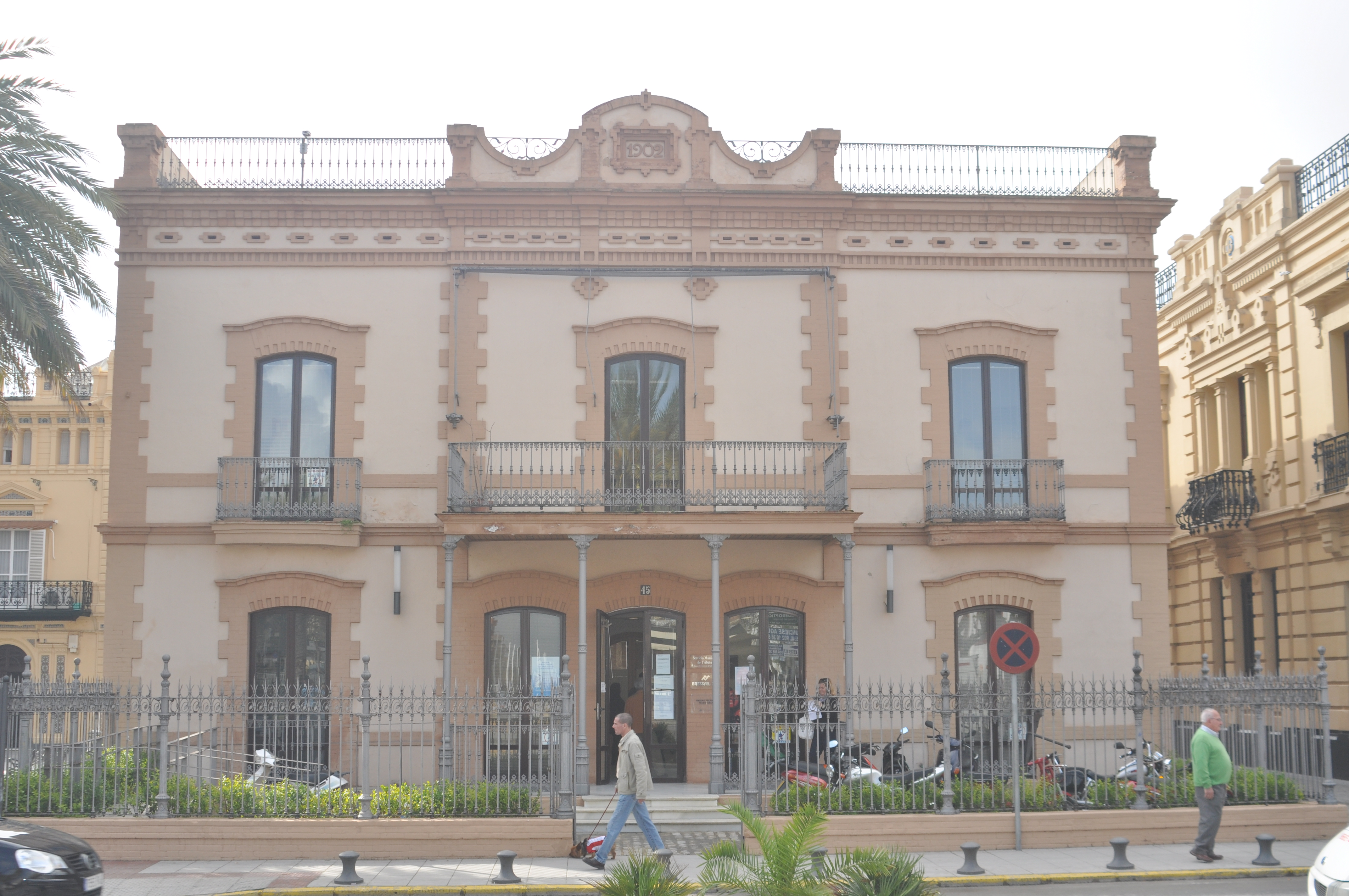
Antiguo Comandancia de Marina, reconvertida en Oficina de Recaudación Municipal (ERESSAN)

Tras la celebración de las elecciones, el pleno municipal eligió alcaldesa por cuatro años a Carmen Álvarez Marín de IU, gobernando en coalición con PSOE.

### Comarca

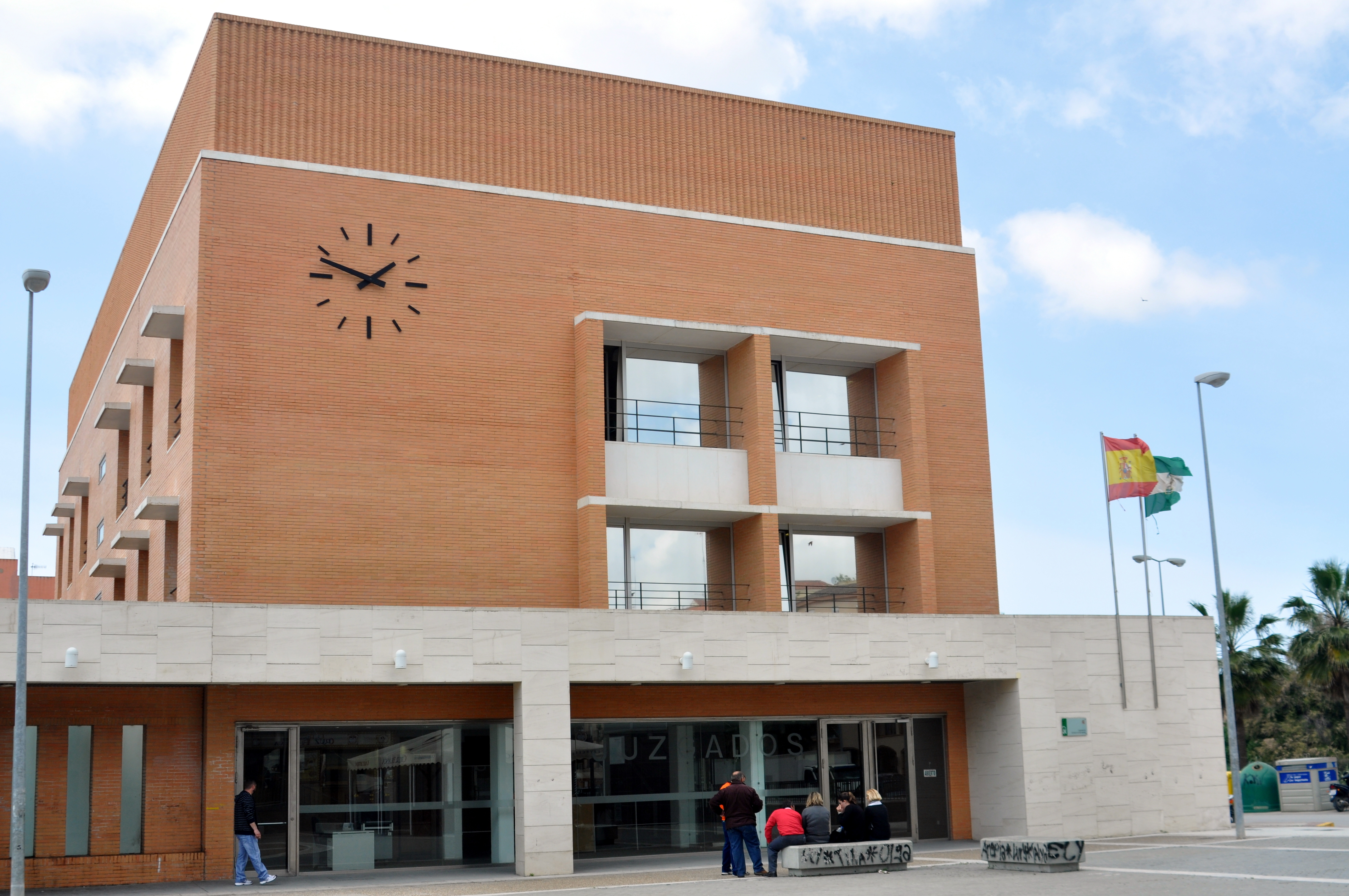
Edificio de los Juzgados

Sanlúcar forma parte de la comarca administrativa de la costa noroeste de Cádiz y está integrada en la Mancomunidad de Municipios del Bajo Guadalquivir y en la Mancomunidad de Municipios de la Comarca de Doñana.

### Justicia
Sanlúcar es cabeza del partido judicial n.º 6 de la provincia de Cádiz, bajo la cual se hallan los municipios de Trebujena y Chipiona. En la actualidad dispone de 4 Juzgados de Primera Instancia/Instrucción, ubicados en la plaza de Antonio Pigafetta s/n.

## Economía

### Actividad empresarial

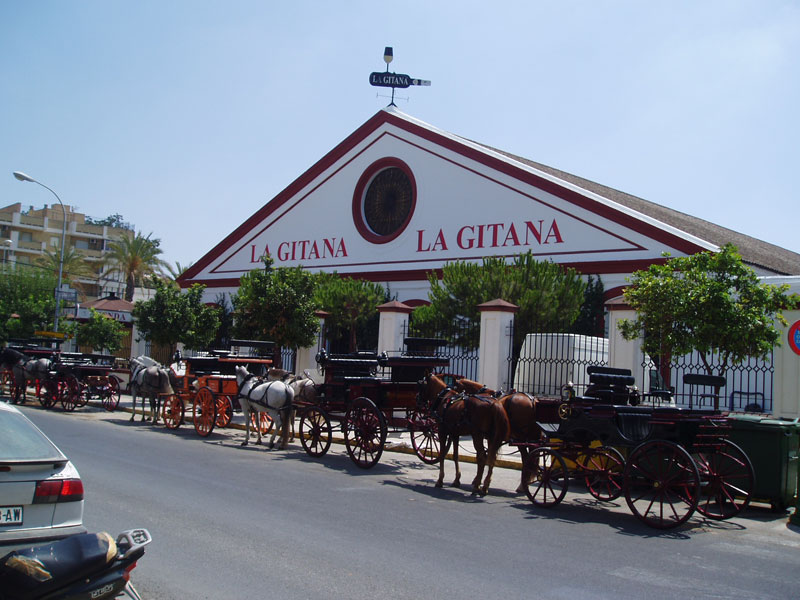
Bodega. Empresa típica sanluqueña

En el año 2008 existían en el municipio, un total de 3772 empresas, de las que 3344, tenían una plantilla de menos de 5 trabajadores, 324 empresas tenían una plantilla entre 6 y 19 trabajadores y con una plantilla superior a 20 trabajadores había solo 104 empresas. Con la crisis económica actual que se está produciendo en toda España, es posible que los datos correspondientes a la actualidad (2010) sean sensiblemente inferiores a esa cifras porque son muchas las empresas que están cesando en sus actividades.
Oficina de Fomento Económico
Desde la Delegación de Fomento Económico y Mancomunidad de Municipios del Bajo Guadalquivir está funcionando un proyecto denominado Captación de ideas de negocio en los nuevos yacimientos de empleo, que va dirigido a: jóvenes sanluqueños, desempleados en general, mujeres, personas desempleadas con especiales dificultades de inserción y estudiantes de Institutos y ciclos formativos. Los objetivos que se persiguen son:
- Fomentar la cultura emprendedora en el ámbito de los servicios de la vida diaria.
- Acompañar a los nuevos proyectos de autoempleo en el proceso de creación, desde el nacimiento de la idea o proyecto hasta su puesta en marcha y consolidación en el mercado.
- Dotar a las nuevas iniciativas que se creen de un sello distinto de calidad y saber hacer.

Empleo
En el periodo comprendido entre 1997 y 2007, la tasa de paro registrada en Sanlúcar estuvo alrededor del 6 %, por lo que puede considerarse como paro técnico. Sin embargo a raíz de la crisis económica de ámbito mundial desatada en 2008, según informa la Junta de Andalucía, el número de demandantes de empleo ha subido desde 9843 personas en enero de 2007 a 15 736 en enero de 2010. Según datos de 2009, entre las ciudades españolas de más de 50 000 habitantes Sanlúcar es la segunda con más paro, solo superada por Melilla.
Renta disponible
Según la base de datos que ofrece el Instituto de Estadística de Andalucía (IEA), en el ejercicio del 2006 del Impuesto sobre la Renta de las Personas Físicas se realizaron en Sanlúcar 19 999 declaraciones, con una renta neta media declarada de 13 774 euros.

### Agricultura

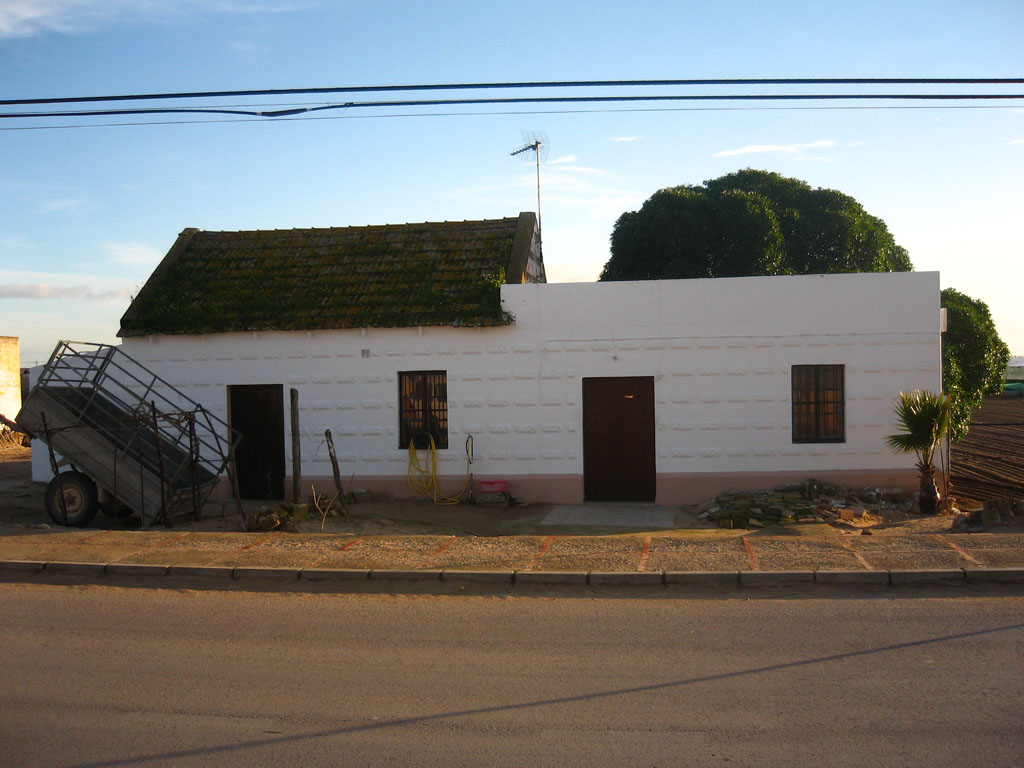
Choza de la Colonia

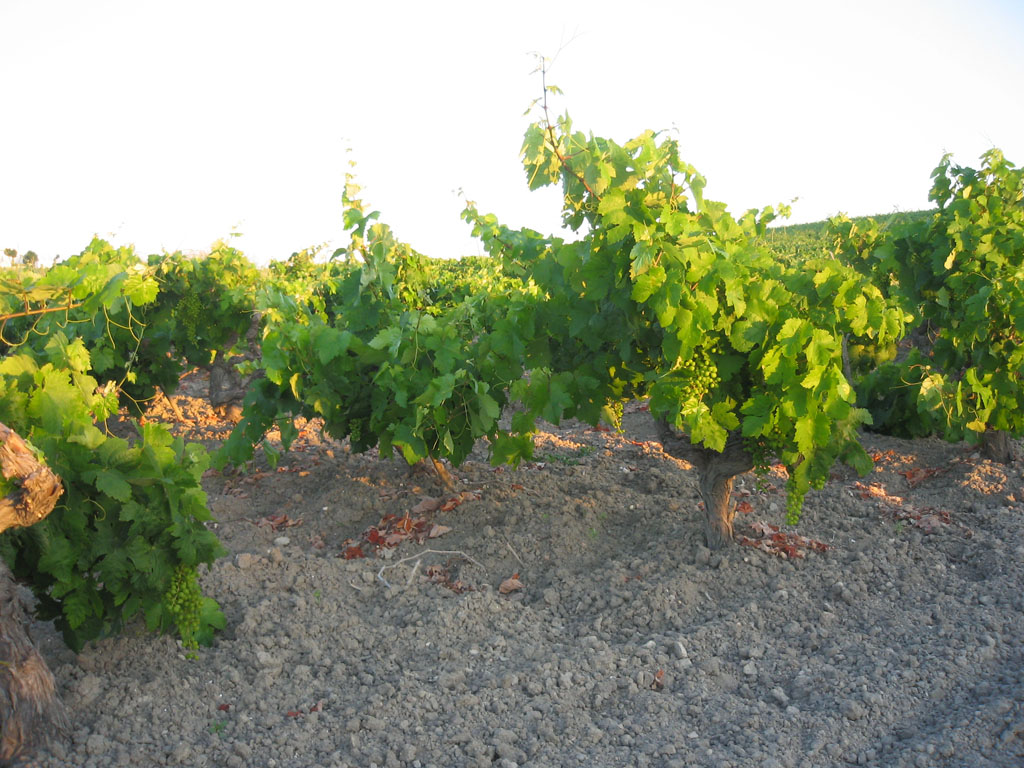
Viña del pago de El Carrascal

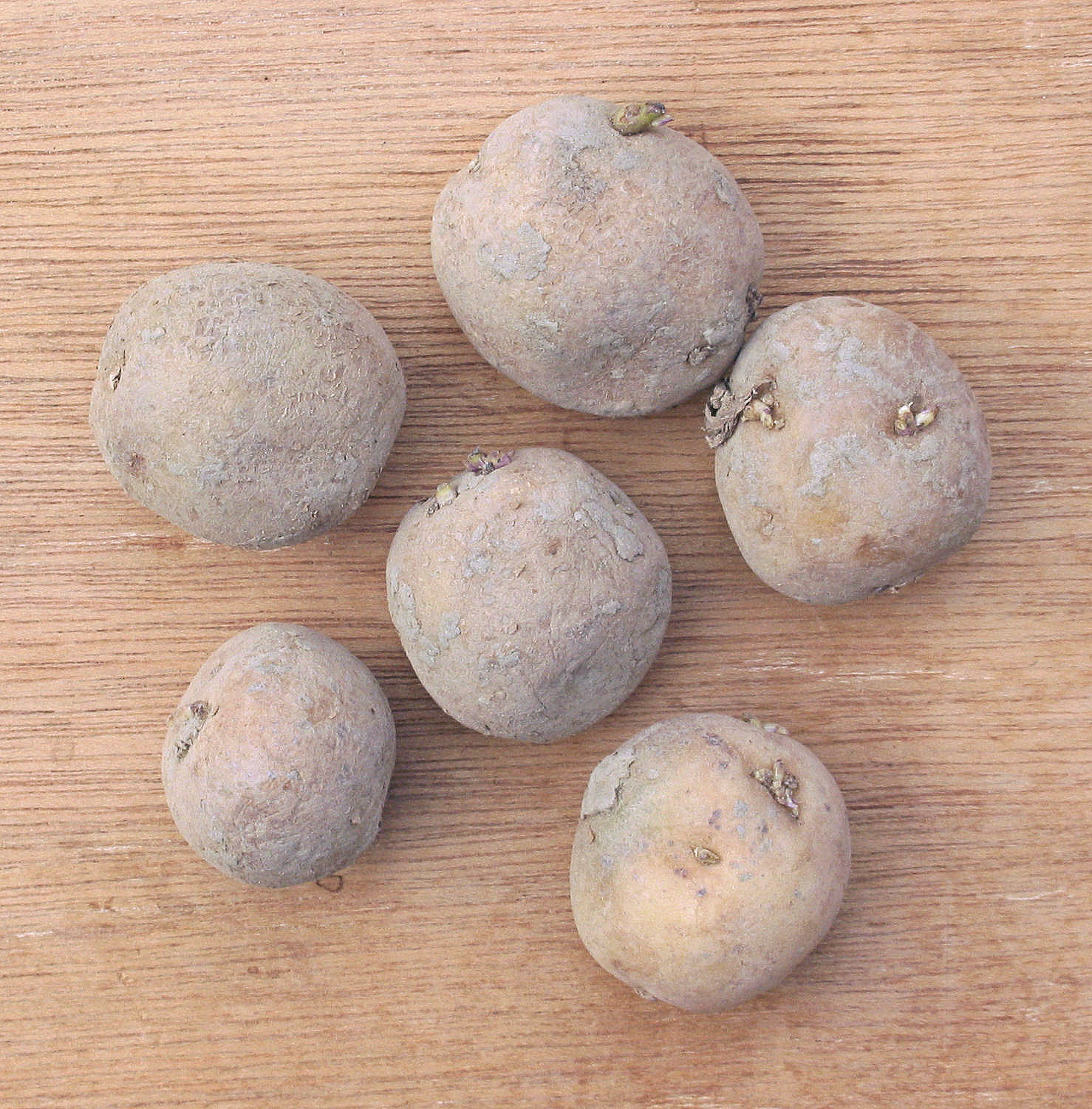
"Papa semilla" o "minitubérculos" de unos 3 cm de diámetro utilizados para realizar las plantaciones del cultivo de papa

El territorio rural del municipio cuenta con varios pagos, cortijos, fincas y pinares.
Las estadísticas de producción agrícola para el ejercicio de 2008, ofrecidas por el Instituto Andaluz de Estadística (SIMA), son las siguientes:
| Cultivos herbáceos    | Superficie                            | 7769 ha                 |
| --------------------- | ------------------------------------- | ----------------------- |
| Cultivos herbáceos    | Principal cultivo herbáceo de regadío | Zanahoria               |
| Cultivos herbáceos    | Superficie cultivada de zanahoria     | 462 ha                  |
| Cultivos herbáceos    | Principal cultivo herbáceo de secano  | Trigo                   |
| Cultivos herbáceos    | Superficie cultivada de trigo         | 1688 ha                 |
| Cultivos leñosos      | Superficie                            | 1306 ha                 |
| Cultivos leñosos      | Principal cultivo leñoso de regadío   | Naranjo                 |
| Cultivos leñosos      | Superficie de naranjo de regadío      | 20 ha                   |
| Cultivos leñosos      | Principal cultivo leñoso de secano    | Viñedo de uva para vino |
| Cultivos leñosos      | Superficie de viñedo de secano        | 1214 ha                 |
| Tractores registrados | Tractores registrados                 | 124                     |

Desde antiguo la agricultura fue una de las bases de la economía sanluqueña. En los campos de Sanlúcar, como en los vecinos campos de Jerez de la Frontera, el cultivo predominante era la tríada mediterránea: trigo, vid y olivo. Existían también huertas periurbanas y huertas ubicadas en los arenales cerca de la costa llamadas navazos. En la zona de La Jara eran muy abundantes los frutales de secano como albérchigos, almendros, ciruelos, perales y el silvestre azofaifo. En el siglo XVIII se introdujo el cultivo intensivo de patatas, que gozan de una gran reputación dentro y fuera de la ciudad, por su gran calidad, produciéndose dos cosechas anuales, llamadas "papas de temporada" y "papas de otoño".
En los navazos, que son huertos que en Andalucía se forman en los arenales inmediatos a las playas, se cultivaban papas, tomates, pimientos, cebolla, ajo, habas, chícharos, habichuelas verdes, sandías, melones, calabazas, higueras, membrillos y vides. Los navazos se extendían por la franja litoral arenosa que va desde el Espíritu Santo hasta algo más allá del puerto de Bonanza. En los últimos años la expansión urbanística ha hecho que la mayoría de ellos desaparezca, relegándolos a la zona de la Colonia Agrícola Monte Algaida que fue creada como consecuencia de la aplicación de la Ley de Colonización y Repoblación interior en 1907. En los últimos años ha proliferado extraordinariamente el cultivo bajo plástico, sobre todo en los pagos próximos a Chipiona, donde existen numerosos invernaderos que se dedican a la floricultura fundamentalmente.
Vitivinicultura

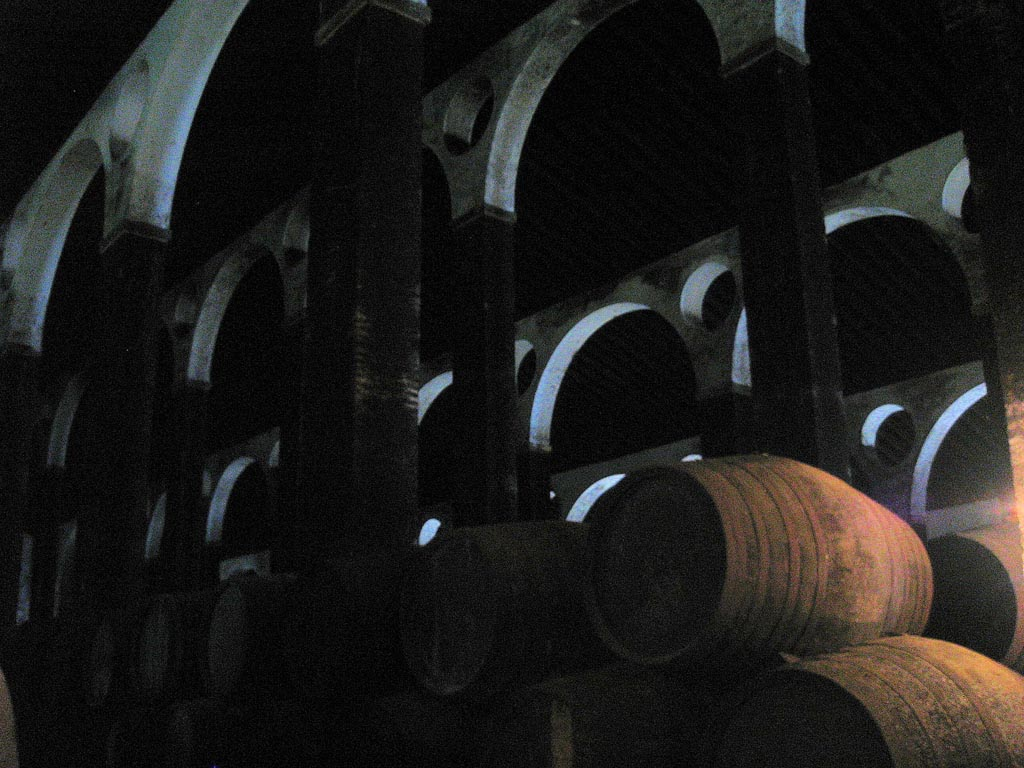
La Arboledilla, la bodega catedral más alta del Marco de Jerez

Desde la Antigüedad el Marco de Jerez fue una zona de producción y crianza de vino. En el caso concreto de Sanlúcar, está documentada la exportación de vino a Inglaterra y Flandes desde el puerto de Barrameda durante la Baja Edad Media. Desde finales del siglo XVIII y principios del siglo XIX, los vinos de la zona sufrieron importantes cambios, causados por la introducción de nuevas técnicas agrarias, nuevas variedades de uva y nuevas formas de elaboración de los caldos. Junto a los grandes propietarios de viñas, existían los mayetos; viñadores de escaso caudal cuyo nombre está relacionado con el término roteño mayetería y que actualmente están recuperando la producción propia.
El vino denominado manzanilla es el caldo sanluqueño más característico, por ser un vino criado exclusivamente en Sanlúcar y tener un gran reconocimiento dentro y fuera de la ciudad. El Consejo Regulador de las Denominaciones de Origen Jerez-Xérès-Sherry y Manzanilla-Sanlúcar de Barrameda fue creado en 1933. Las variedades tradicionales de manzanilla son la "manzanilla fina" y la "manzanilla pasada". Varias bodegas sanluqueñas están adscritas al Consejo Regulador del Brandy de Jerez (creado en 1987) y al que regula el Vinagre de Jerez.
Oficina comarcal Agraria
La Oficina Comarcal Agraria a la que corresponde el municipio recibe el nombre de Litoral y tiene su sede en Chipiona en el paraje Pista de Montijo s/n. Esta oficina atiende a los municipios de Chipiona, El Puerto de Santa María, Rota, Sanlúcar de Barrameda, San Fernando, Puerto Real, Chiclana de la Frontera y Conil de la Frontera. Este organismo público ejerce las funciones de las Delegaciones Provinciales en los ámbitos comarcales.
Comunidad de regantes
El aprovechamiento colectivo de las aguas públicas, superficiales y subterráneas para uso agrario está organizado por la Comunidad de regantes de la Colonia Agrícola de Monte Algaida y por la Comunidad de regantes de la Costa Noroeste de Cádiz, ninguna de las cuales pertenece a la Federación Nacional de Comunidades de Regantes (Fenacore).

### Ganadería

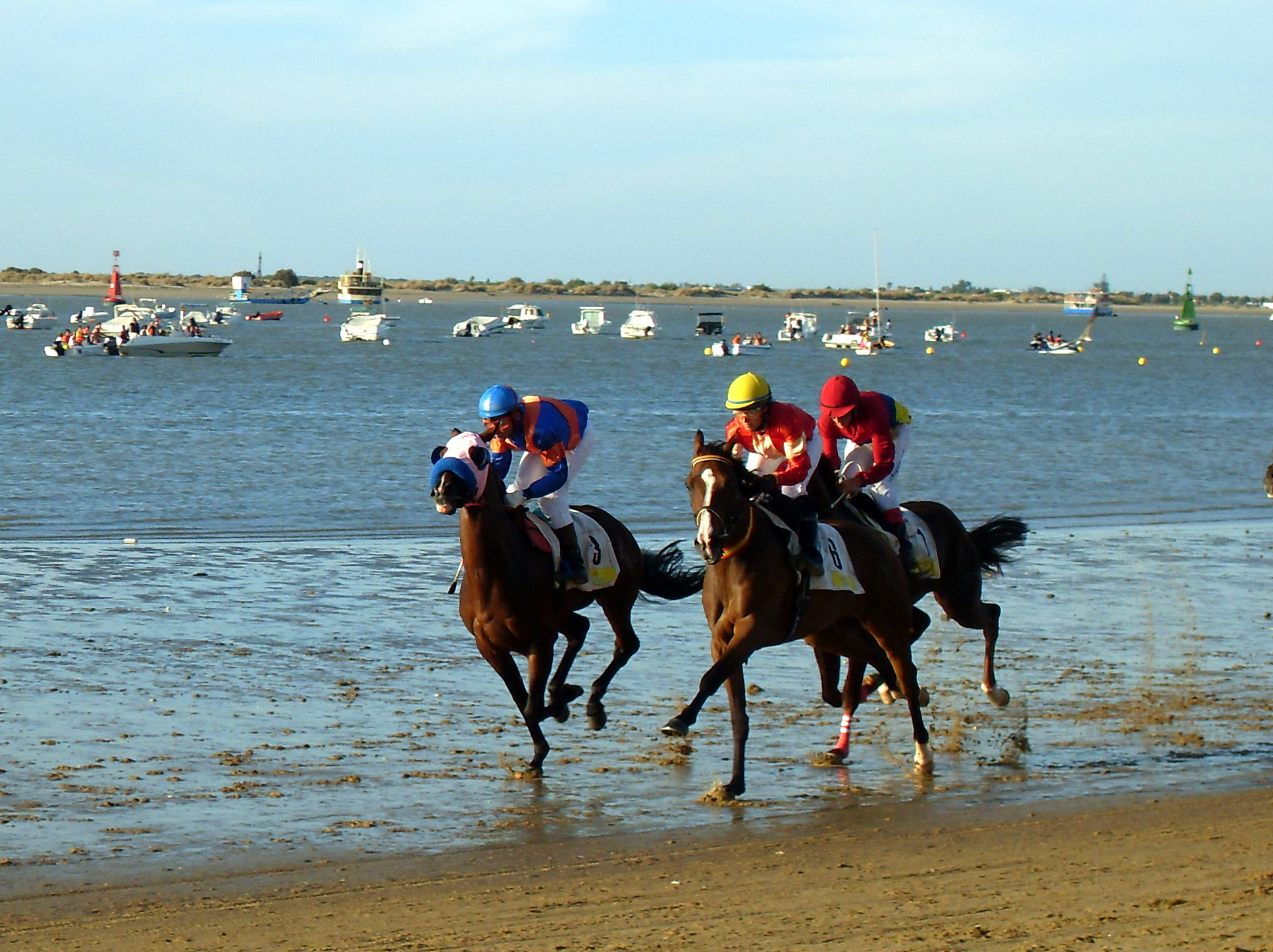
Carrera de caballos en la playa de Sanlúcar, agosto de 2009

La actividad ganadera no tiene un gran peso en la economía del municipio, aunque existen rebaños familiares de ganado caprino y, en menor medida, ovino. Asimismo en las marismas existen cabezas de bovino (vacas marismeñas), en régimen de explotación extensivo. También existen algunas granjas avícolas y la cría recreativa del gallo combatiente español de tipo jerezano.
Quizá lo más destacado es la gran afición al caballo. Existen algunos criadores de caballo andaluz y son frecuentes los caballos cruzados. Cada año el caballo tiene un especial protagonismo en las carreras de caballos en la playa, en la Feria de la Manzanilla, en la Romería del Rocío, en la Romería de la Algaida y en el concurso morfológico anual SANLUCAB. Existen varias empresas de servicios que ofertan al visitante la posibilidad de realizar excursiones a caballo, así como recibir clases de iniciación a la equitación, clases de saltos y doma clásica y vaquera. Entre ellas cabe destacar el Club Ecuestre La Arboleda y la Sociedad de Carreras de Caballos.

### Pesca

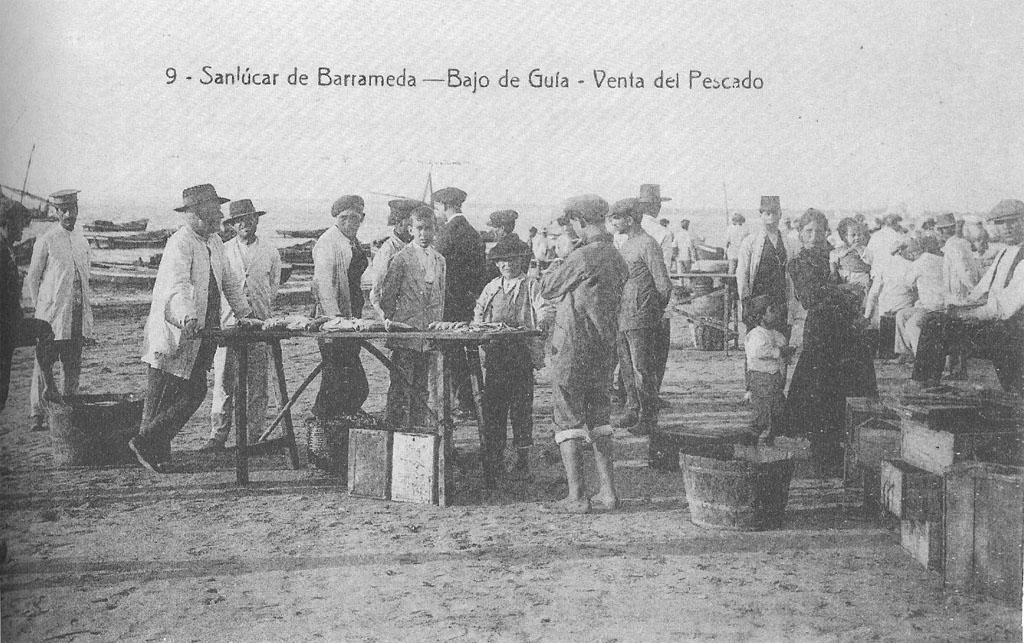
Venta de pescado en Bajo de Guía a principios del

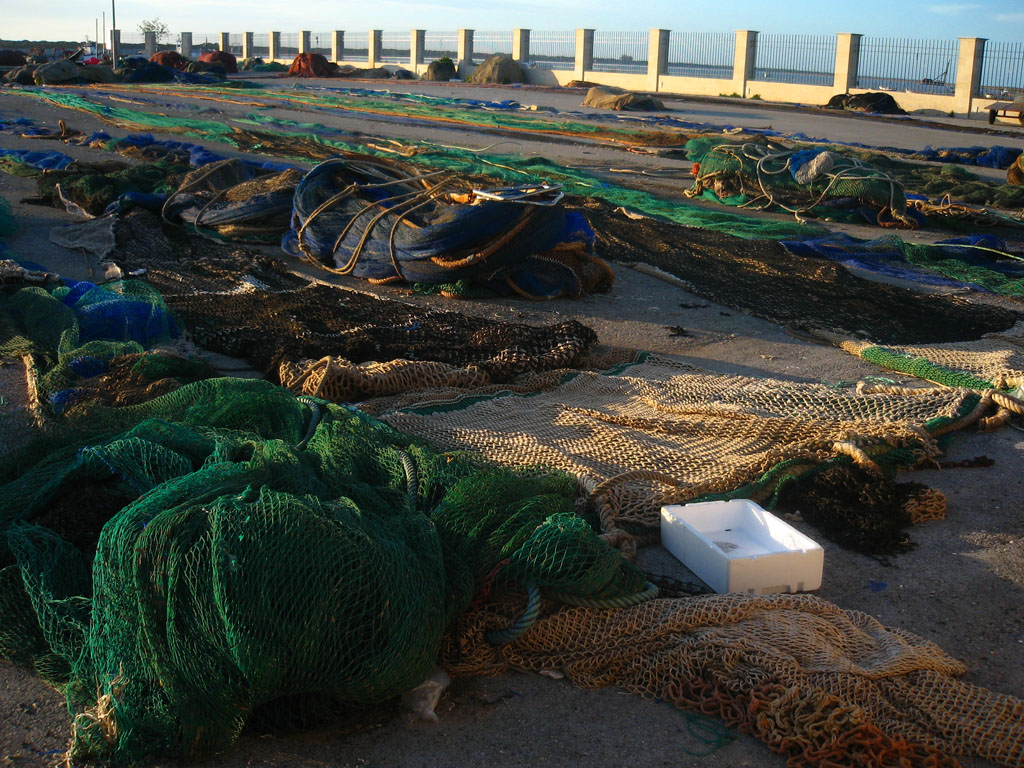
Redes tendidas al sol en el puerto pesquero de Bonanza

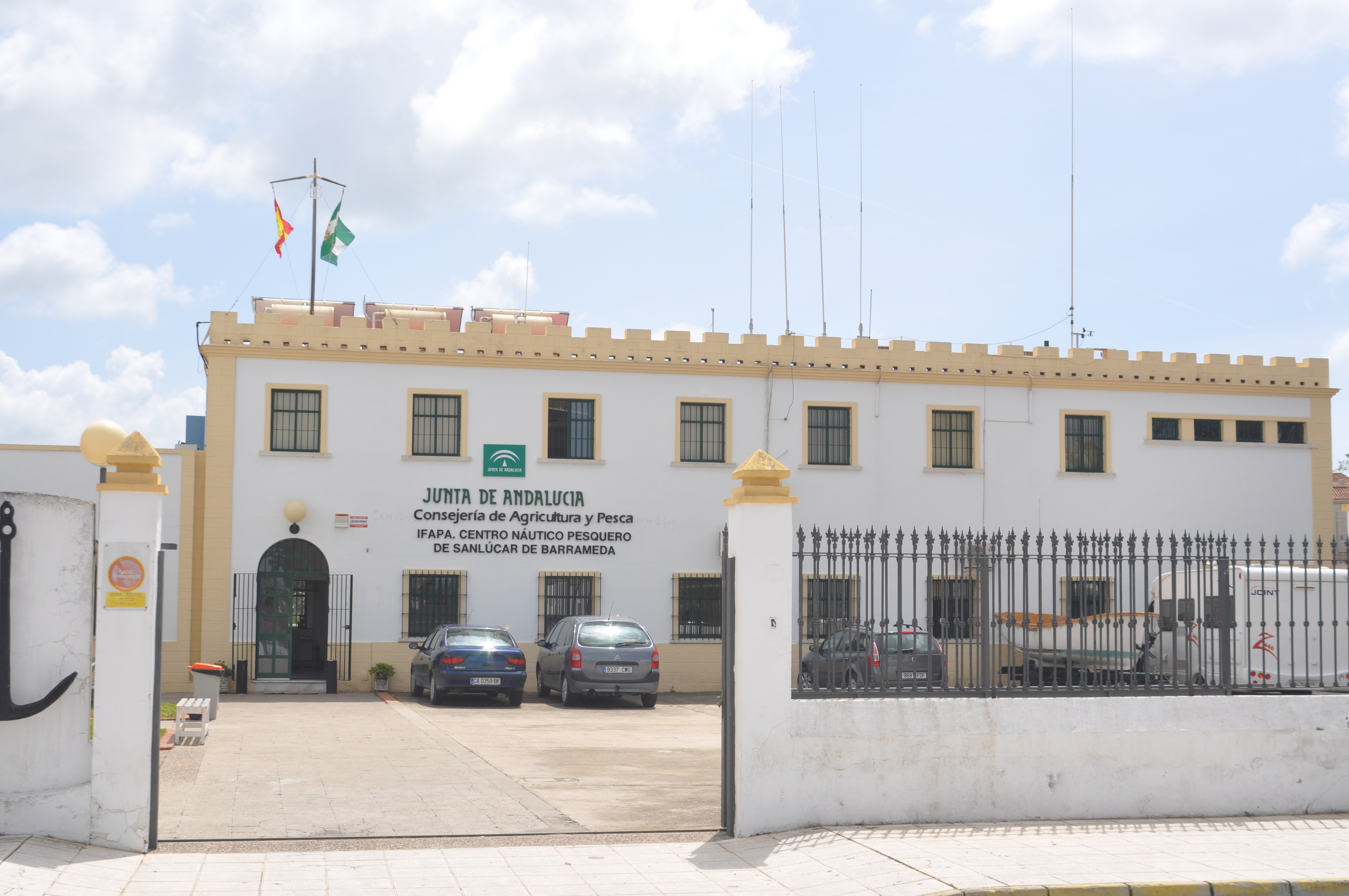
Centro de formación Náutica y Pesquera (IFAPA)

La ciudad está situada en la Reserva de pesca de la desembocadura del Guadalquivir, un espacio marítimo-fluvial clave en la crianza de varias especies marinas del golfo de Cádiz. Está situada en el estuario del río Guadalquivir y abarca la superficie fluvial comprendida entre las líneas imaginarías que unen, por un lado, Bajo de Guía y la Punta de Malandar y, por otro el faro de Chipiona y la torre Zalabar. Está sujeta a una serie de restricciones y prohibiciones en cuanto a la pesca y al marisqueo tanto comercial como de recreo. En ella están permitidas la pesquería del  langostino de Sanlúcar (Melicertus kerathurus), corvina, acedía, choco, espáridos y lubina. En la zona está prohibido el marisqueo de moluscos bivalvos excepto el marisqueo a pie en la zona intermareal.
Los pescadores con base en Sanlúcar están asociados en una cofradía de pescadores y comercializan sus capturas en la lonja del puerto de Sanlúcar ubicado en Bonanza.
Antiguamente a lo largo de la costa existían tres corrales de pesca, dos de los cuales han desaparecido hoy en día, estando el restante en desuso. Estos corrales eran unas barricadas de piedra de forma más o menos semicircular y de una altura máxima de 1,5 m, construidas en el amplio arenal de la playa que en la costa atlántica queda al descubierto durante la bajamar. Con la pleamar se inundaba el corral llenándose de peces, moluscos, crustáceos y otras formas de vida marina, que quedaban atrapados en el interior del corral con la bajamar por efecto de la barricada; circunstancia que se aprovechaba por los pescadores corraleros para hacer sus capturas con la tarraya o esparavel.
Asimismo se dio en el Guadalquivir la pesca del sollo o esturión hasta que se extinguió definitivamente de sus aguas en la segunda mitad del siglo XX. La recolección de ostiones, que tuvo cierta importancia en la segunda mitad del siglo XX, sigue realizándose en la punta del Espíritu Santo.
En Sanlúcar hay un centro de formación pesquera, denominado IFAPA Centro Náutico Pesquero de Sanlúcar de Barrameda, ubicado en avenida de Bajo de Guía s/n, cuyas áreas de actuación son los cultivos marinos y los recursos pesqueros. El Instituto Andaluz de Investigación y Formación Agraria, Pesquera, Alimentaria y de la Producción Ecológica (IFAPA) fundamenta su creación en la voluntad de dar respuesta a las demandas de los sectores agrario, pesquero, acuícola y alimentario andaluz.

### Industria
| Sector industrial             | Empresas |
| ----------------------------- | -------- |
| Energía y agua                | 4        |
| Extracción minería y químicas | 25       |
| Industria metalúrgica         | 73       |
| Industria manufacturera       | 242      |
| Total                         | 344      |

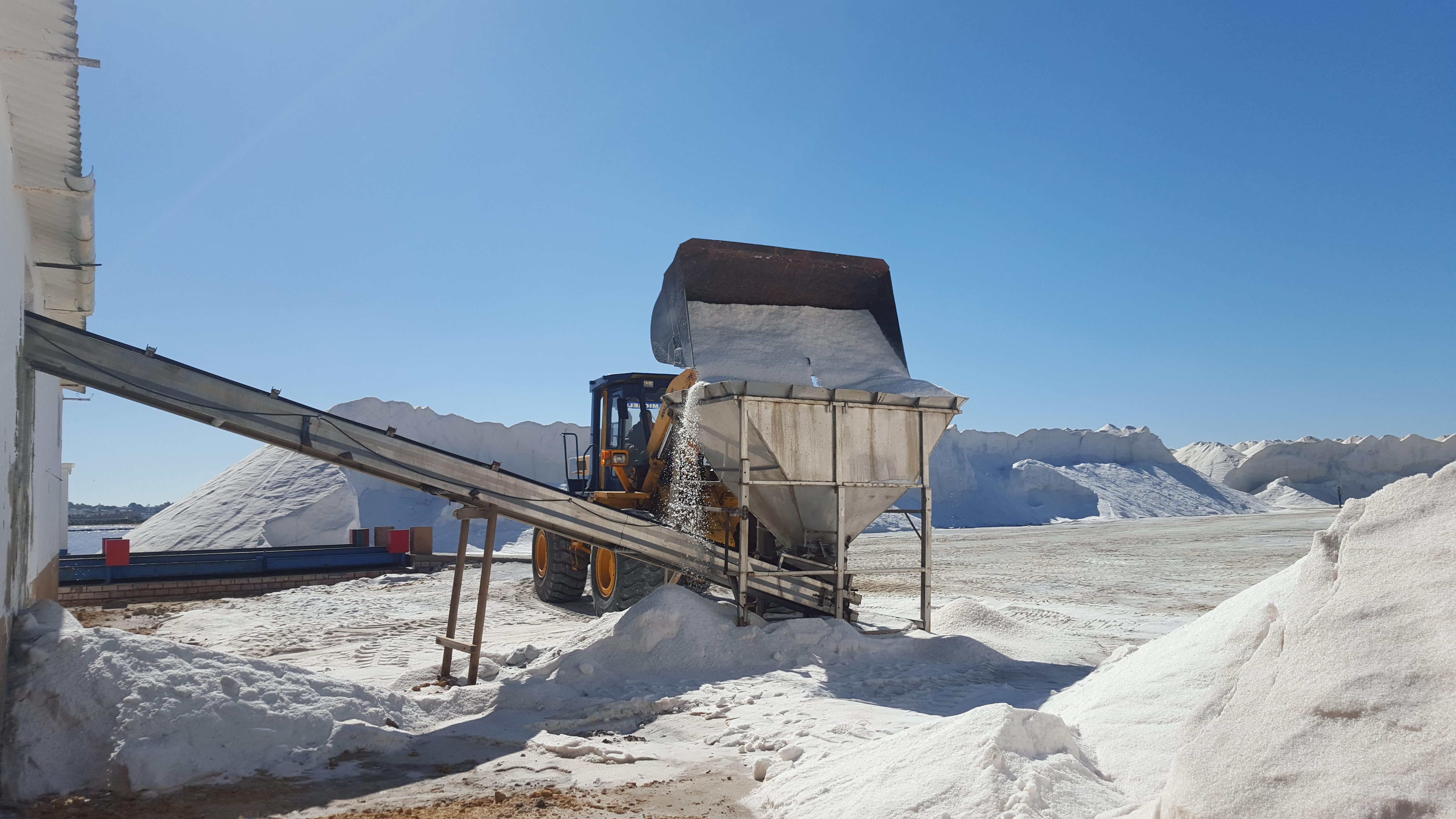
Salinas

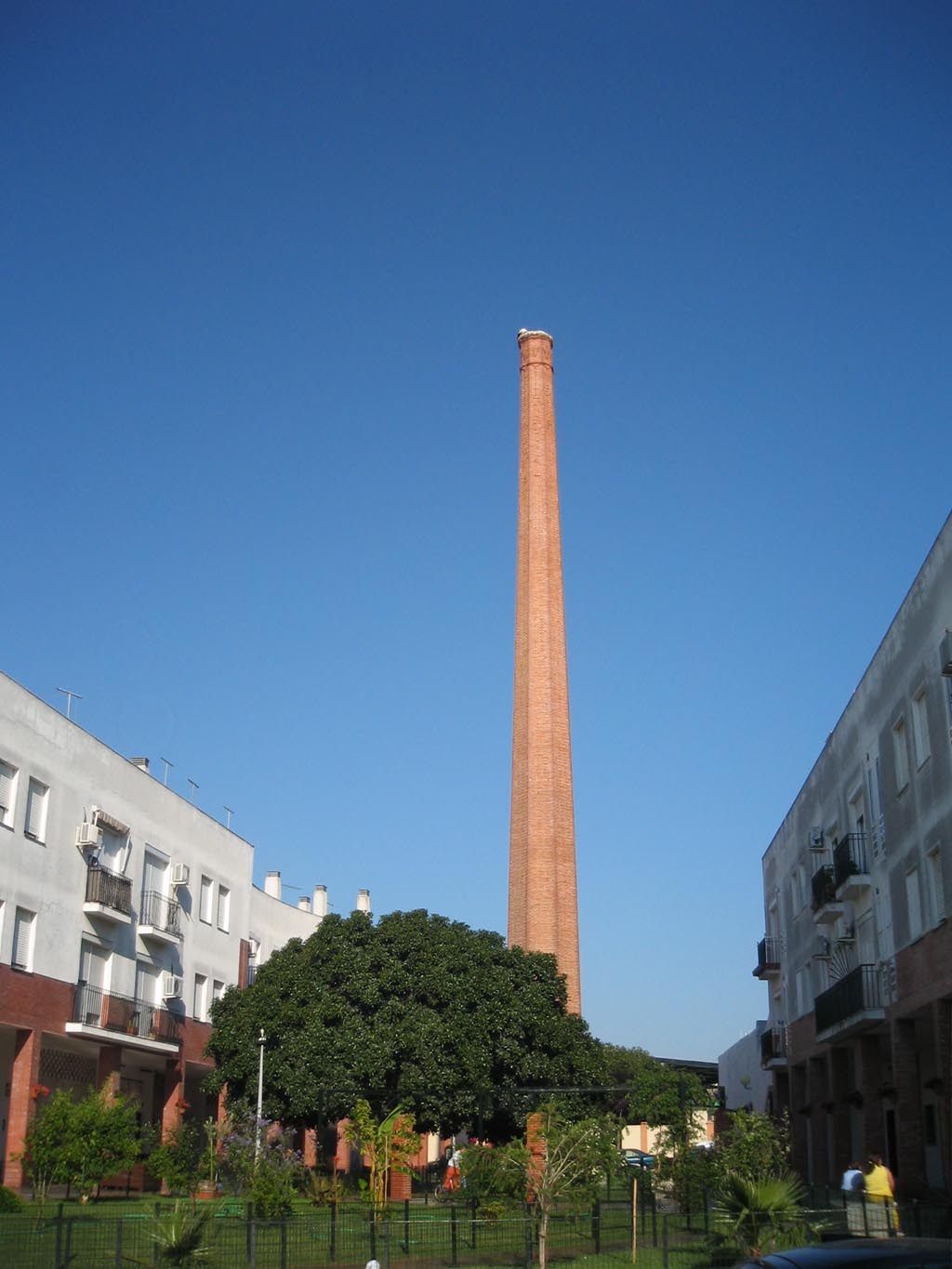
Chimenea de la antigua fábrica de alcohol

Hoy en día (2010) la industria apenas tiene presencia en la economía de Sanlúcar, destacando las diferentes bodegas que embotellan la cosecha de manzanilla, dos grandes salinas (1400 ha), así como diferentes empresas auxiliares metalúrgicas de carpintería metálica y estructuras metálicas que sirven de apoyo a la construcción, y alguna empresa alimentaria asociada a los productos marinos. Existen varios polígonos industriales denominados "Las Palmeras" y "Rematacaudales", donde se ubican la mayoría de este tipo de empresas.
Desde el siglo XVI existió la Almona de Sanlúcar de Barrameda, una fábrica que se dedicaba a la elaboración de jabón de Castilla. En 1931, había en Sanlúcar industrias de fabricación de aguardientes y licores, jabones, hielo, harinas, gaseosas, conservas, embutidos, losetas, tintas y lacres. Durante gran parte del franquismo hubo producción industrial de alpargatas, pintura, gas y varias fábricas de alcohol.

### Actividades comerciales

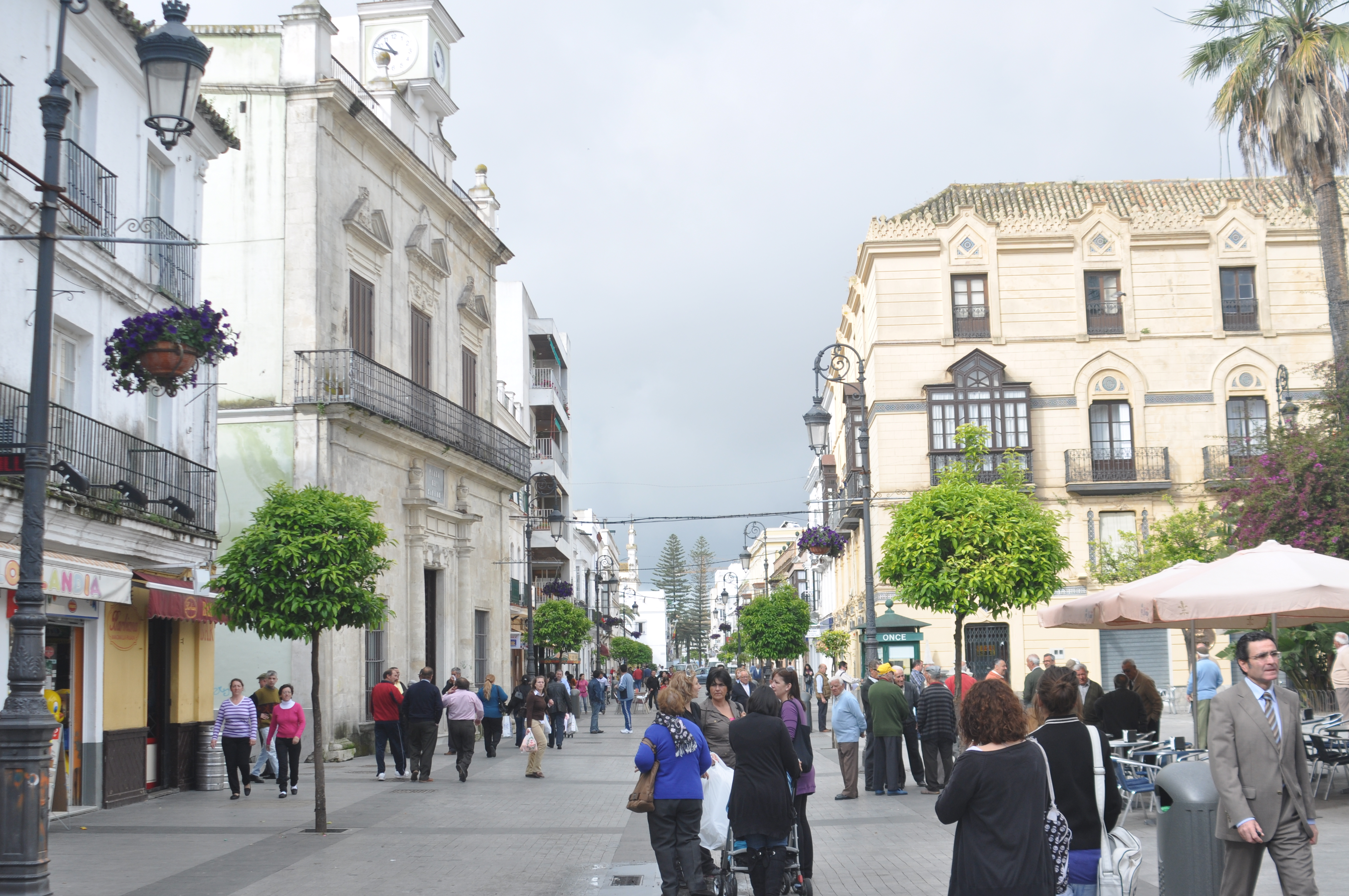
Calle Ancha. La calle más comercial de la ciudad

La principal zona comercial del municipio está situada en el centro del barrio bajo, formado por la calle Ancha, San Juan, Santo Domingo, plaza del Cabildo, plaza de San Roque y calle Bretones, donde se sitúa el mercado de abastos. En el barrio alto, antiguo centro urbano, la principal zona comercial se ubica en la plaza de Arriba (o de la Paz) y en la calle y puerta de Jerez. Asimismo destacan la lonja del puerto y la zona de restaurantes ubicados en Bajo de Guía.
También es destacable el mercado ambulante que se celebra semanalmente, cada miércoles, denominado popularmente los Gitanos, como en otras localidades cercanas. Además son reseñables los numerosos despachos de vino, muchos de ellos situados en las mismas bodegas, que venden manzanilla en rama (sin clarificar) y otros jereces, tanto a granel como embotellados.
Recientemente se ha inaugurado un centro comercial ubicado en la carretera de El Puerto de Santa María, denominado Las Dunas, cuya inauguración ha desequilibrado el comercio en la ciudad. Muchos comercios tradicionales se han resentido en su actividad al no poder competir con las ventajas comerciales que ofrecen las modernas instalaciones del centro comercial.
De acuerdo con el Anuario Económico de España (2009) elaborado por La Caixa, las empresas comerciales ubicadas en la ciudad eran las siguientes:
| Sector comercial                                                                     | Empresas |
| ------------------------------------------------------------------------------------ | -------- |
| Oficinas bancarias. Bancos (39), Cajas de ahorros (46) Cooperativas de crédito (4)   | 89       |
| Empresas comerciales mayoristas                                                      | 479      |
| Empresas comerciales minoristas (2008)                                               | 2265     |
| Centros comerciales (parque comercial Las Dunas, Teatro Principal, Centro Multiocio) | 3        |
| Hipermercados                                                                        | 46       |
| Supermercados                                                                        | 72       |
| Bares y restaurantes                                                                 | 1440     |
| Discotecas                                                                           | 10       |
| Cines                                                                                | 1        |
| Boleras                                                                              | 3        |
| Piscinas                                                                             | 3        |
| Parques acuáticos                                                                    | 1        |

### Turismo

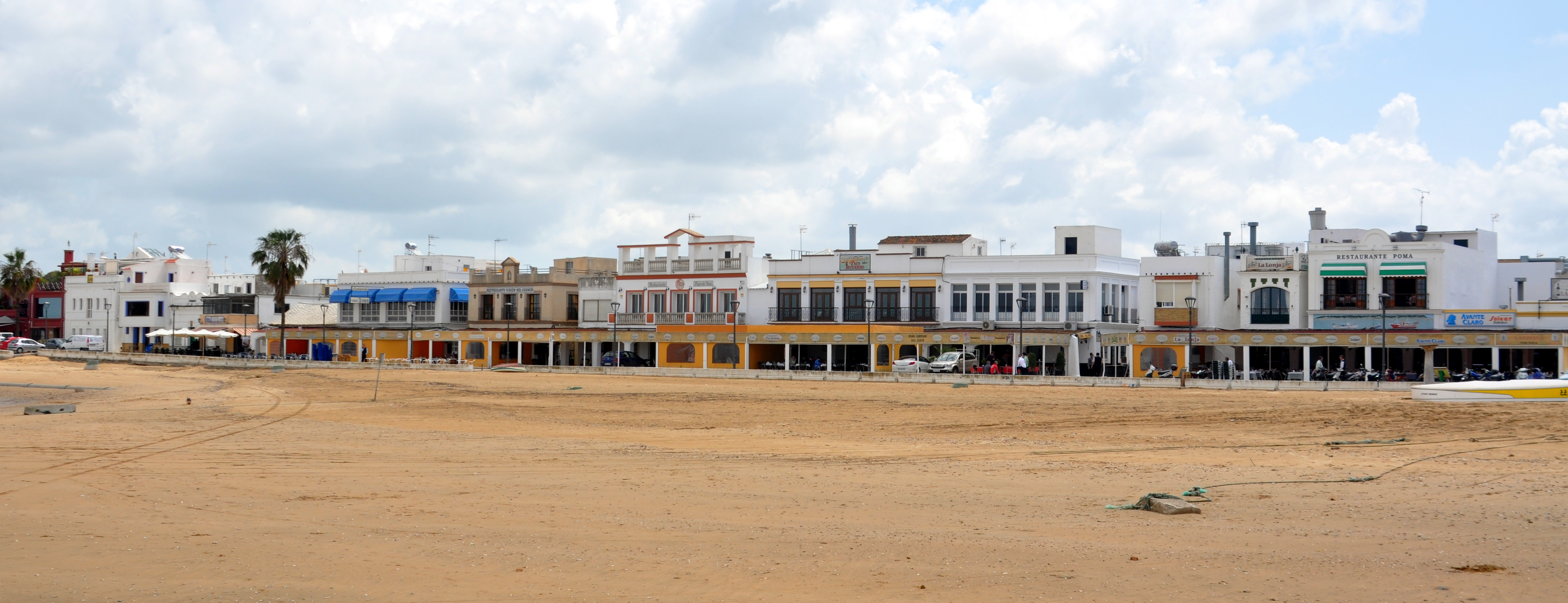
Zona gastronómica de Bajo Guía

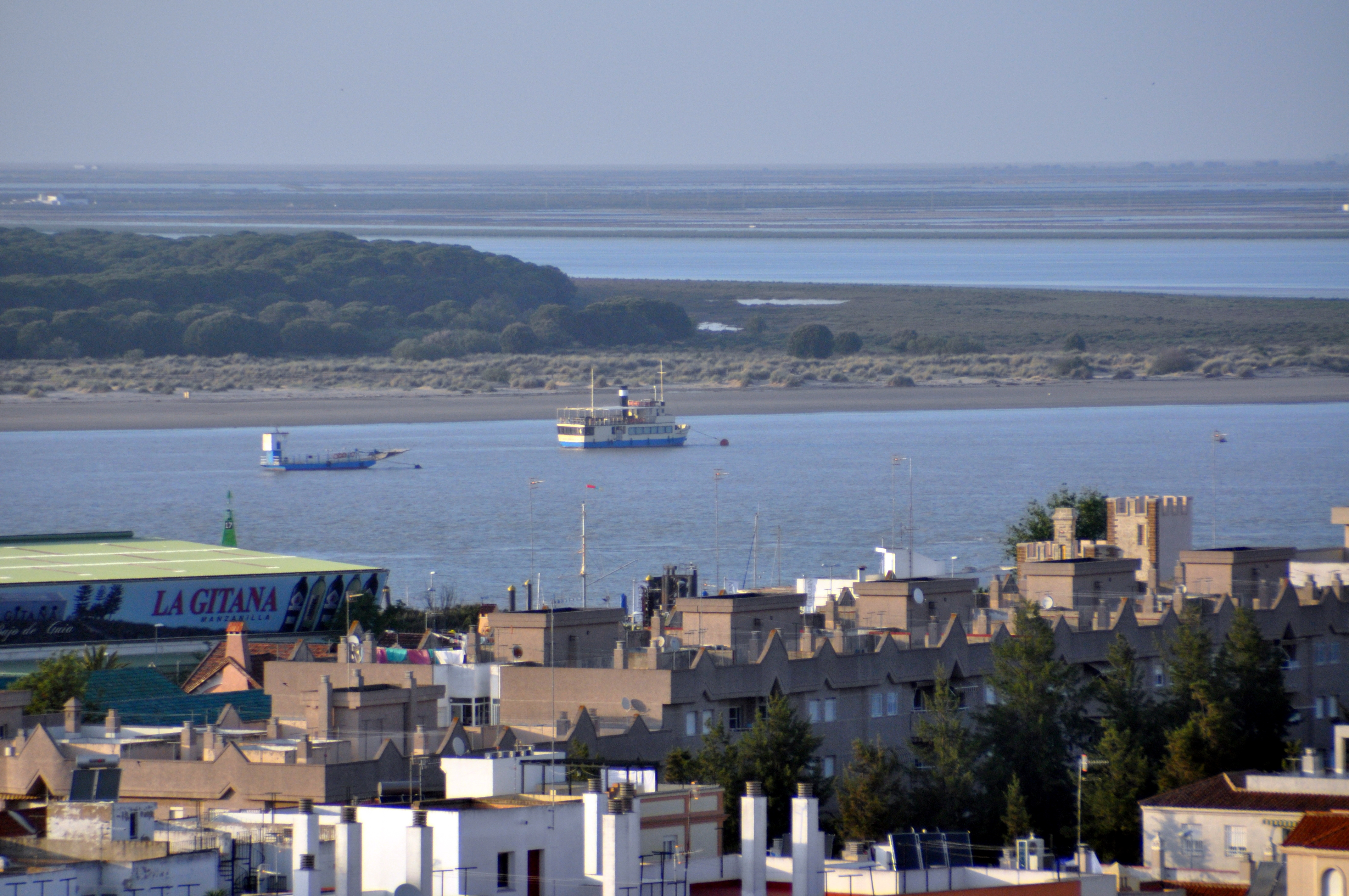
Barcos turísticos por el Guadalquivir

Desde el punto de vista turístico, la ciudad se encuentra ubicada en la zona conocida como Costa de la Luz que está situada en el sudoeste de Andalucía, y que abarca el litoral atlántico de las provincias de Cádiz y Huelva, desde Tarifa hasta Ayamonte. La comunicación a lo largo de la Costa de la Luz se ve interrumpida a la altura de Sanlúcar porque ninguna carretera atraviesa el parque nacional y natural de Doñana.
Esta zona turística destaca por la gran cantidad de luz solar que recibe, la cual baña a las numerosas playas del municipio y le otorga un clima cálido y días soleados durante todo el año. Sanlúcar es un destino turístico de tipo familiar y residencial, para muchos españoles y extranjeros. La ciudad ofrece alojamiento turístico, tanto hotelero como de apartamentos y alojamientos rurales. El acceso fluvial que se realiza al parque nacional y natural de Doñana desde Sanlúcar atrae a muchos visitantes.
Existen en la zona varias playas con numerosos restaurantes y chiringuitos. La plaza del Cabildo con bares y restaurantes, y la zona de restaurante de Bajo Guía conforman una oferta gastronómica muy apreciada por los visitantes, por estar basada principalmente en productos locales y típicos. Existen bodegas centenarias para los amantes del vino llamado manzanilla. También es muy popular la asistencia de visitantes al mercado de abastos.
El centro de la ciudad está lleno de vida comercial, además de conformar el conjunto histórico-artístico de Sanlúcar de Barrameda, con multitud de iglesias, conventos, palacios y casas de cargadores a Indias y bodegueros. La ciudad recibe muchas visitas de veraneantes que pernoctan en las localidades de Rota y Chipiona.
La localidad es un centro tradicional de carreras de caballos en España, que se encuentran entre las más antiguas en toda Europa y fueron las primeras que se reglamentaron en España. Estas carreras de caballos tienen lugar a lo largo de la playa, durante el mes de agosto, planificándose su fecha de celebración en función del estado de las mareas. Los jinetes cubren distancias de entre 1500 y 1800 metros. También son muy populares las corridas de toros que se celebran a lo largo del año.
La Delegación municipal de Turismo proporciona información tanto en su Oficina de Turismo, ubicada en la céntrica Calzada del Ejército, como en el sitio web del Ayuntamiento.
Infraestructura hotelera

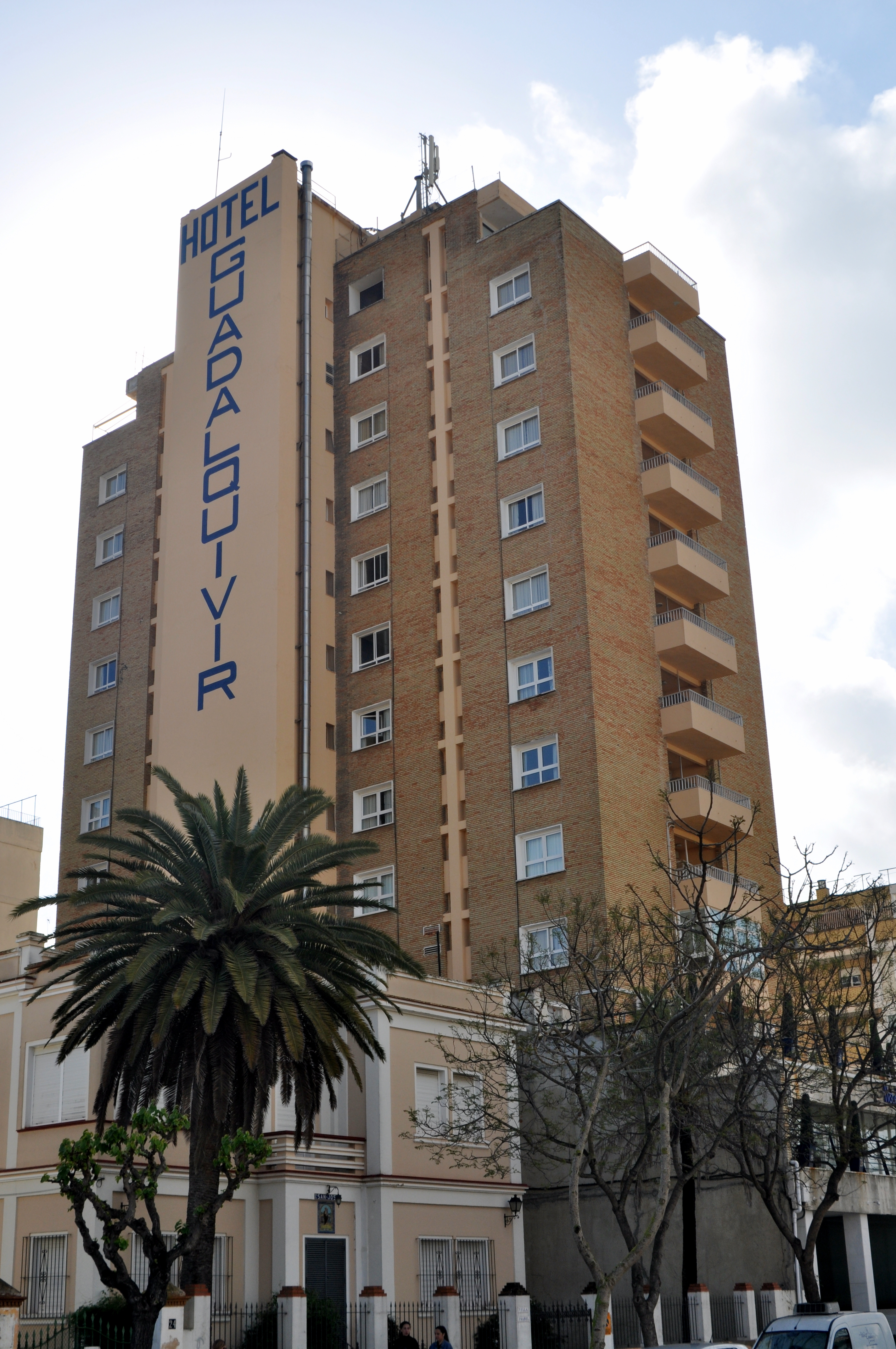
Hotel en Sanlúcar

La mayor parte de visitantes de la ciudad son familias que disponen de una segunda residencia u otras que alquilan pisos, chalets o apartamentos para pasar sus vacaciones en esta ciudad, puesto que existe una amplia oferta en este tipo de alojamiento turístico residencial. Por otra parte la ciudad dispone en la actualidad (2010) de una infraestructura hotelera que consta de seis hoteles de diferentes tamaños y categorías con una oferta global de unas 300 habitaciones aproximadamente.

## Servicios

### Infraestructura energética
Electricidad

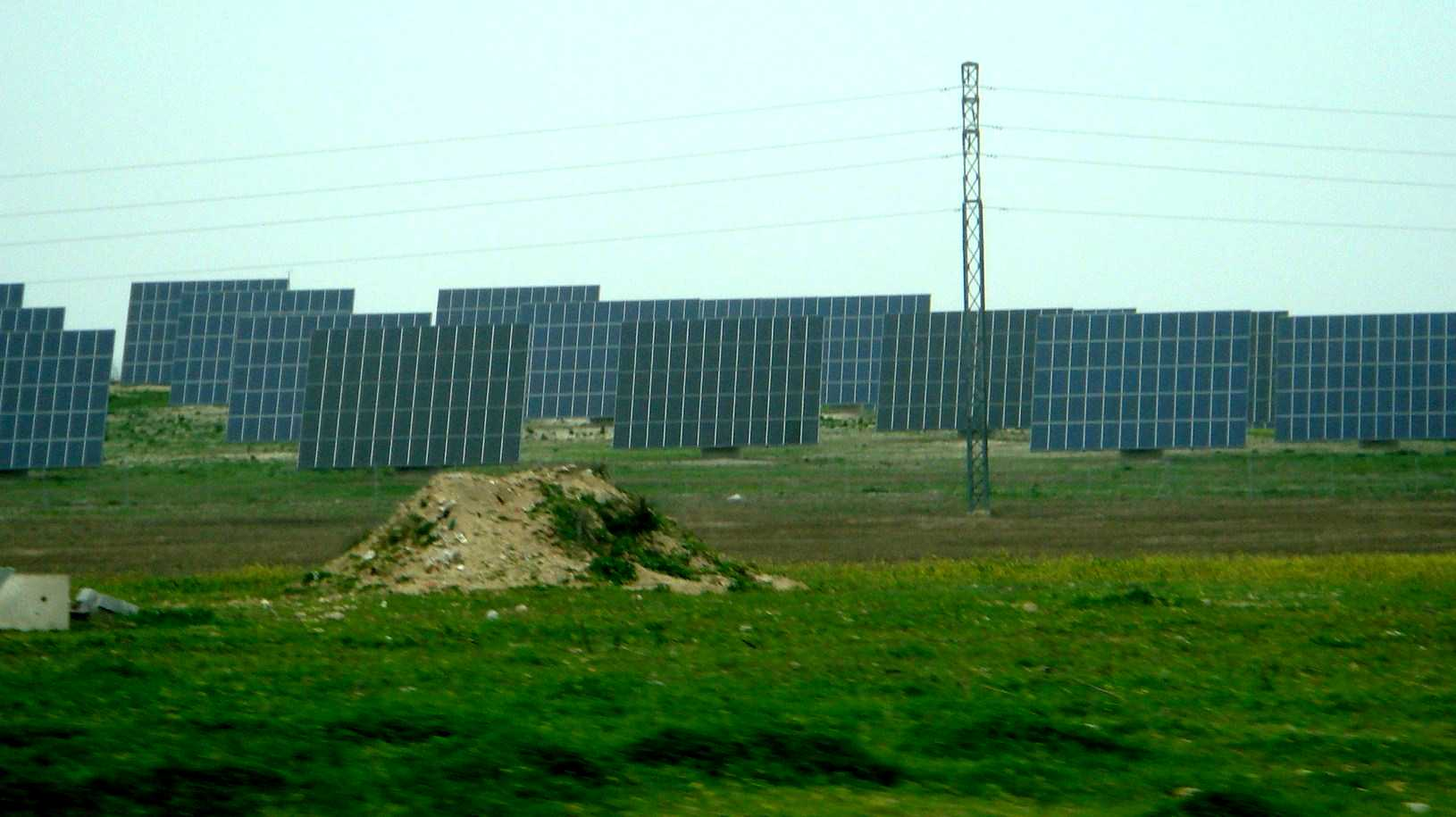
Planta de energía solar fotovoltaica

De la distribución eléctrica en la localidad se ocupa de forma mayoritaria la empresa Endesa.
La empresa Red Eléctrica Española (REE) se ocupa de la distribución y del transporte de la electricidad, mediante dos líneas de alta tensión que enlazan la localidad con dos subestaciones eléctricas diferentes, una de ellas denominada La Cartuja y otra ubicada en Puerto Real. De esta manera se protege a la ciudad de posibles apagones causados por fallos en la red de transporte. Están en funcionamiento numerosas viviendas con instalaciones de paneles solares para producir agua caliente y hay un parque de placas solares fotovoltaicas. El consumo total de electricidad del año 2008 ha sido de 197 465 MWh habiendo correspondido al sector residencial 101 377 MWh.
Combustibles
Para suministrar combustible a los vehículos de la zona, la localidad dispone de varias estaciones de servicio. Estas gasolineras se nutren de combustible mediante camiones cisternas procedentes de los depósitos que la Compañía Logística de Hidrocarburos (CLH) tiene en el municipio Rota.

### Gestión del agua
La "Concesionaria del Servicio Municipal de Aguas y Alcantarillado de Sanlúcar de Barrameda" es la empresa Aqualia.
La empresa gestiona las instalaciones de abastecimiento a la población y empresas de la localidad distribuyendo unos 8 000 000 m³ de agua potable al año.
Las instalaciones que forman parte del sistema de abastecimiento son las siguientes:
- Depósitos de almacenamiento de agua potable con una capacidad de 7000 m³.
- Bombeos de agua potable y de residuales.
- Sistema de redes de abastecimiento y de alcantarillado.
- Estación depuradora de aguas residuales (EDAR Guadalquivir)

Abastecimiento
Antiguamente la población se surtía de agua potable de una serie de galerías a poca profundidad que interceptaban el acuífero de la zona y que vertían en un depósito. Hoy este sistema sigue funcionando pero solo se emplea en el riego de jardines y calles. En 1967 se construyó el embalse Los Hurones para abastecimiento de los núcleos de población de la zona gaditana, entre los que se encuentra Sanlúcar de Barrameda. Esta presa suministra el agua que se trata en la estación de tratamiento de agua potable (ETAP) de UEI Montañésu y que se distribuye en todos los municipios de la parte occidental de la provincia de Cádiz. Este sistema se gestiona desde la Agencia Andaluza del Agua.
Saneamiento
La red de saneamiento la forman 134 km de tuberías que llegan a una estación de bombeo, situada en la desembocadura del arroyo San Juan, desde donde se impulsa hasta la Estación Depuradora de Aguas Residuales (EDAR) Guadalquivir donde se depuran las aguas fecales.

### Residuos y limpieza de vías públicas
La recogida de basuras y enseres en la ciudad es llevada a cabo por la Empresa municipal de Limpieza de Sanlúcar (EMULISAN S.A.) que se constituyó en octubre de 2002. Según establece el Art.2 de sus Estatutos, desarrolla las siguientes actividades:
- Limpieza viaria (manual y mecánica).
- Recogida de Residuos Sólidos Urbanos (R.S.U.).
- Conservación de jardines.
- Mantenimiento de playas.
- Recogida de enseres.

Para facilitar la recogida selectiva de los residuos, hay instalados por diversos puntos de la ciudad, además de contenedores de vidrio y papel y cartón, otros de envases, textiles, aceite doméstico y otros para residuos tales como pilas, bombillas, CD y vídeos.
Punto limpio
Desde marzo de 2010 el municipio dispone de un punto limpio, construido en una parcela municipal ubicada en el polígono industrial de Rematacaudales. Estas instalaciones permiten a los ciudadanos depositar de forma gratuita los residuos domésticos que, por su gran volumen o por su peligrosidad, no deben arrojarse a la bolsa de la basura ni depositarse en los contenedores de la calle. Para ello se dispone de tres zonas con contenedores habilitados para depositar los diferentes tipos de residuos; una de ellas cuenta con grandes contenedores para dejar escombros, electrodomésticos, embalajes voluminosos, maderas y muebles y materiales de poda y jardinería. En otra zona cubierta, se dispone de contenedores para residuos especiales, como depósitos para tubos fluorescentes y mercurio, repuestos de automóvil, aparatos eléctricos y electrónicos; aceite de motor, aceite de cocina, pinturas y disolventes, envases de pinturas, baterías, aerosoles, pilas y radiografías y películas. En la tercera zona hay contenedores de recogida selectiva para papel y cartón, textil, vidrio y envases.

### Abastecimiento de alimentos perecederos

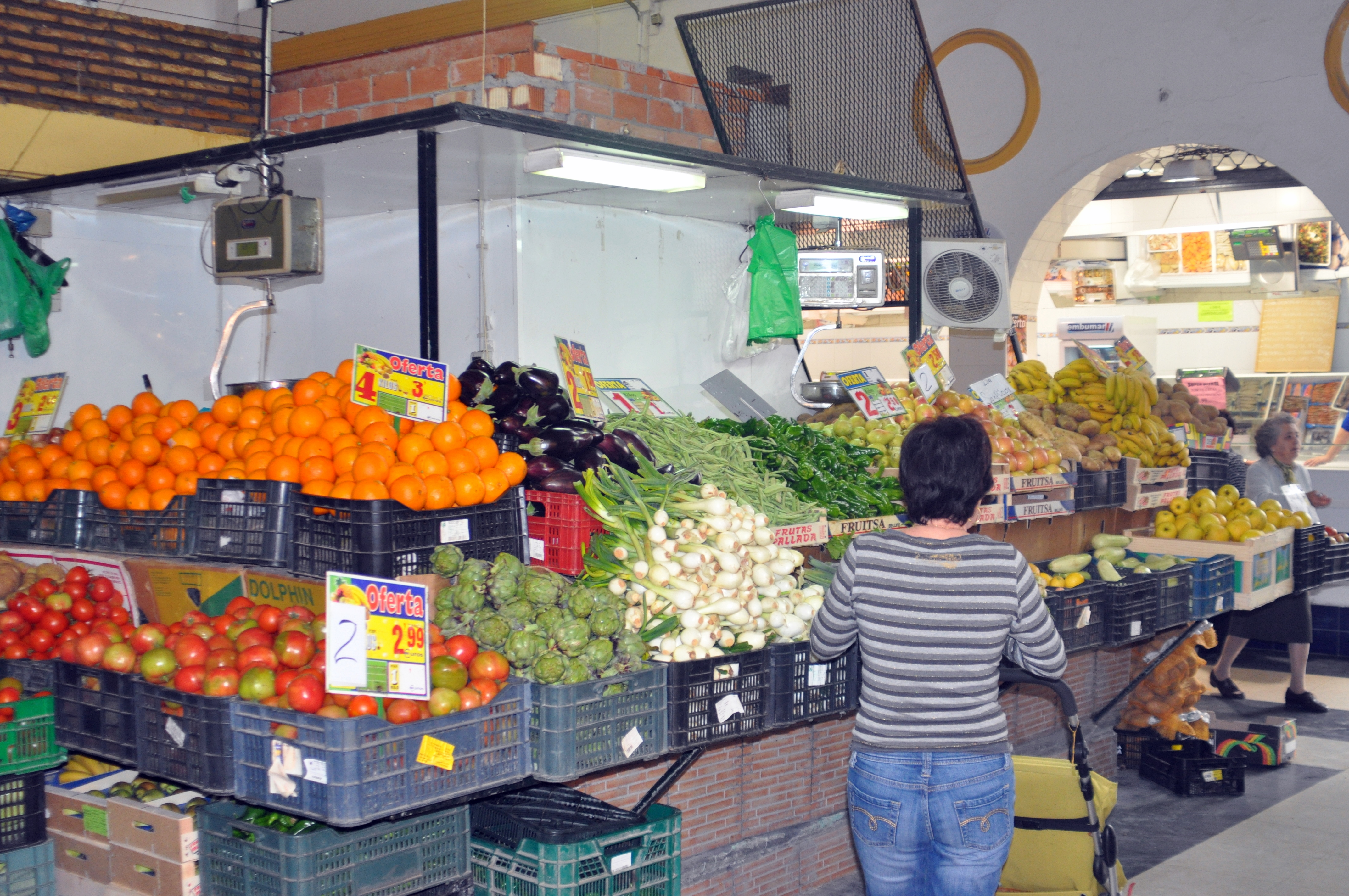
Frutería en plaza de abastos

Para el abastecimiento de alimentos perecederos los comercios minoristas se surten de diferentes lugares. Así el suministro de pescado fresco se realiza desde la lonja del puerto pesquero, la carne y derivados desde Mercajerez y mataderos privados y las frutas y verduras se surten de mayoristas y también de los distribuidores de Mercajerez, el cual dista 26 kilómetros de Sanlúcar.
La venta al por menor se realiza en el mercado municipal de abastos, en varios supermercados de las cadenas nacionales más importantes, en comercios tradicionales diseminados por la ciudad y en un hipermercado ubicado en el Centro Comercial.
Lonja pesquera
En el puerto pesquero de Sanlúcar existe una lonja pesquera donde diariamente se procede a la venta mediante subasta de las capturas de pescado fresco, que aproximadamente cien embarcaciones pesqueras capturan en el caladero del Golfo de Cádiz.

### Educación
El municipio está dotado de una red de centros educativos suficientes para cubrir la demanda de escolaridad en el tramo de Educación Obligatoria (ESO), siendo la mayor parte de ellos de titularidad pública, gestionados por la Delegación de Educación de Cádiz, dependiente de la Consejería de Educación de la Junta de Andalucía y un grupo menor de titularidad privada, en régimen concertado, pertenecientes a congregaciones religiosas católicas (Lasalianos, Maristas, Calasancias, Hnas. Caridad y Compañía de María) o a la iniciativa privada. Para cursar estudios universitarios los jóvenes sanluqueños han se trasladarse a las ciudades que disponen de universidad o facultades (Jerez, Cádiz, Puerto Real o Sevilla entre las más cercanas). Parte de estos jóvenes, con mejor formación, encuentran su puesto de trabajo fuera de Sanlúcar.

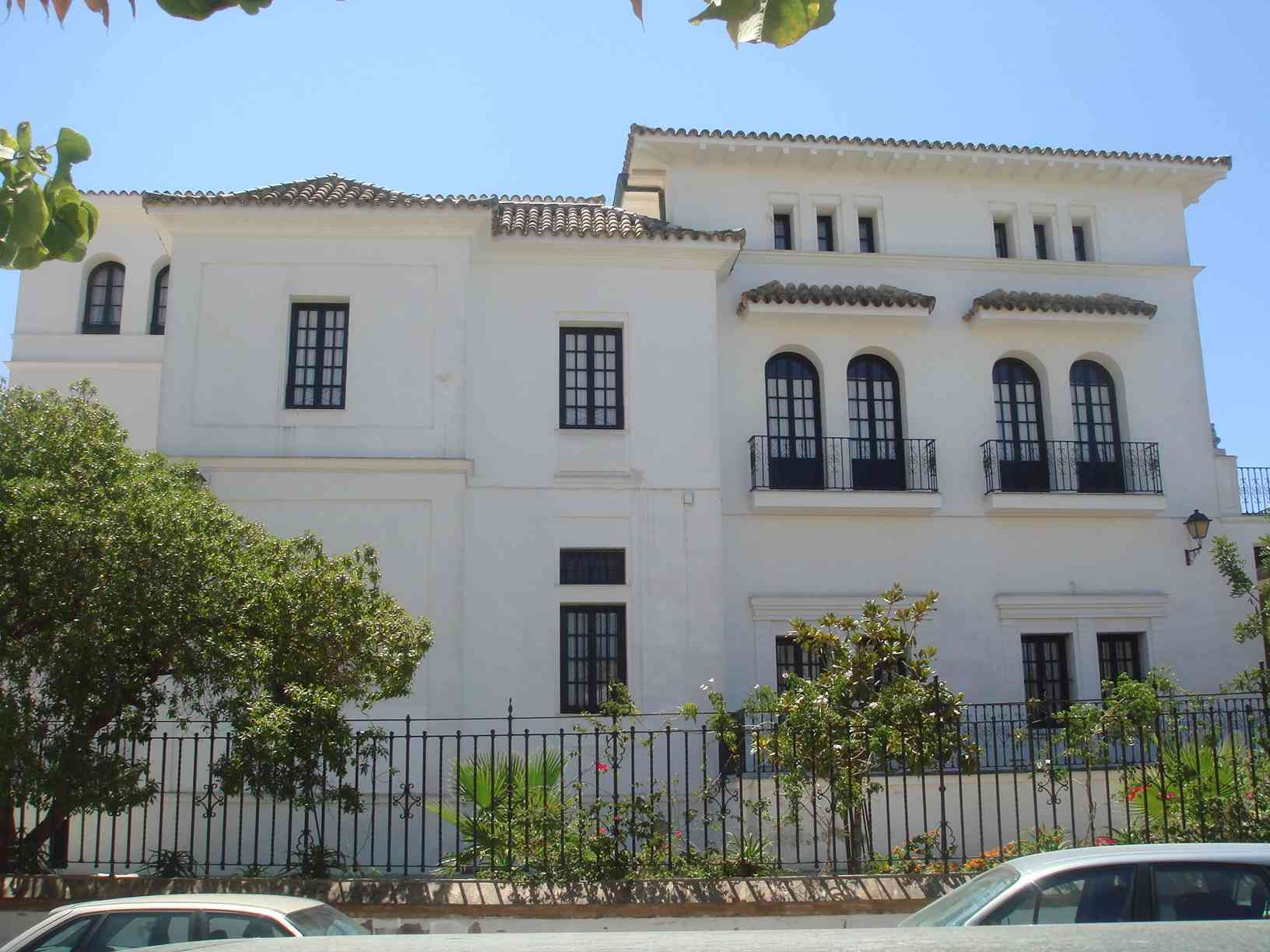
I.E.S. San Lucas, edificio de los marqueses de Villamarta (Aníbal González, 1907)

| Tipo de centro                                   | Cantidad |
| ------------------------------------------------ | -------- |
| Equipo de orientación educativa (EOE)            | 3        |
| Centros de educación infantil                    | 30       |
| Colegios de educación infantil y primaria (CEIP) | 36       |
| Centros docentes privados (concertados)          | 5        |
| Centro docente privado de educación especial     | 2        |
| Centro de educación permanente (adultos)         | 6        |
| Conservatorio elemental de música                | 1        |
| Instituto de educación secundaria (IES)          | 38       |
| IFAPA Centro Náutico Pesquero                    | 4        |

Historia de la educación en Sanlúcar
Desde el siglo XVI, la educación en Sanlúcar estuvo en manos de particulares e instituciones civiles y religiosas. Hay noticias de preceptores de gramática desde 1556 hasta 1625, así como de tres colegios. Los preceptores de gramática eran costeados por el duque de Medina Sidonia y la ciudad, así como el colegio de San Ildefonso (fundado en 1585) y el colegio del Convento de Santo Domingo (fundado en 1633), que se dedicaban a la enseñanza de las primeras letras, del acompañamiento del Santísimo Sacramento y de la latinidad. Ambos colegios entraron en crisis con la incorporación de Sanlúcar a la Corona y desaparecieron a mediados del XVIII. Además, en el colegio de Santo Domingo se impartía teología, arte y filosofía moral, mientras que en el colegio de la Compañía de Jesús (fundado en 1627 y cerrado tras la expulsión de los jesuitas en 1767), había cátedra de moral, retórica y poética.
Tras la fundación de la Sociedad Económica Amigos del País de Sanlúcar de Barrameda en 1781, el Cabildo dejó de ocuparse de la enseñanza pasando el testigo a ésta. La Sociedad se erigió en el órgano que evaluaba la idoneidad de los aspirantes a docentes en el municipio. Además, uniendo los conceptos ilustrados de educación y beneficencia, creó la Escuela Patriótica de Hilados y la Casa de niñas huérfanas y desamparadas.
En el siglo XIX, se creó un seminario conciliar, bajo el patronazgo de Francisco de Paula Rodríguez, que permaneció hasta los años sesenta del siglo XX. En 1868 fundaron casa en Sanlúcar los Padres Escolapios y en 1905 los hermanos de La Salle. El colegio la Divina Pastora, cuya congregación nació en Sanlúcar por obra del beato Faustino Míguez, el de la Compañía de María Nuestra Señora y, ya a principios del siglo XX, el de las Hermanas de la Cruz.

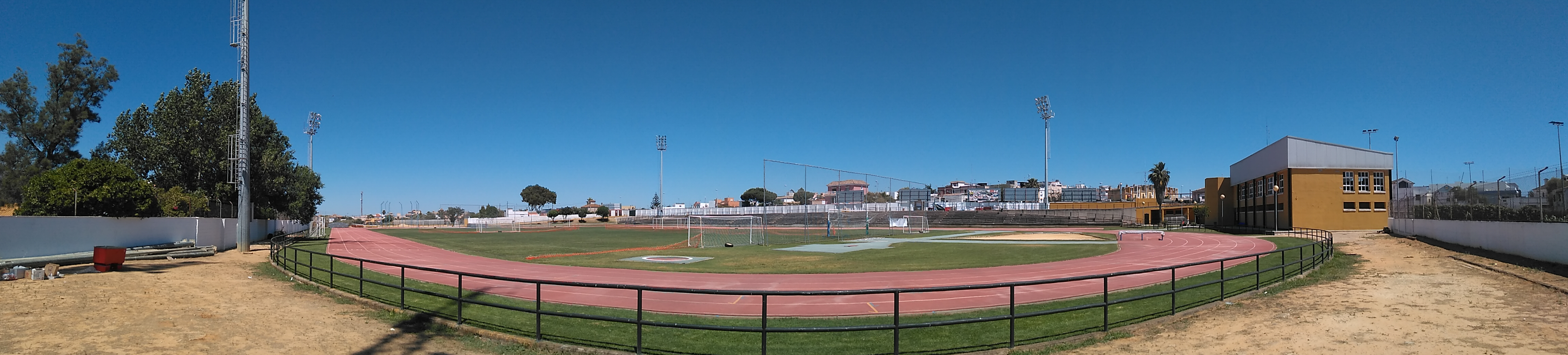
Instalaciones de El Picacho

En 1948 la Mutualidad de Accidentes de Mar y de Trabajo, del Instituto Social de la Marina, inauguró en la finca El Picacho, el colegio internado Nuestra Señora del Pilar para acoger a los huérfanos de pescadores fallecidos en la mar. En 2005 el colegio El Picacho fue traspasado por el Ministerio de Trabajo a la Junta de Andalucía, pasando a cursar estudios de enseñanza obligatoria y de hostelería.
Después de la Transición, Sanlúcar ha sido sede de cursos de verano de las universidades Menéndez Pelayo, Nacional de Educación a Distancia (UNED) y Cádiz.

### Sanidad

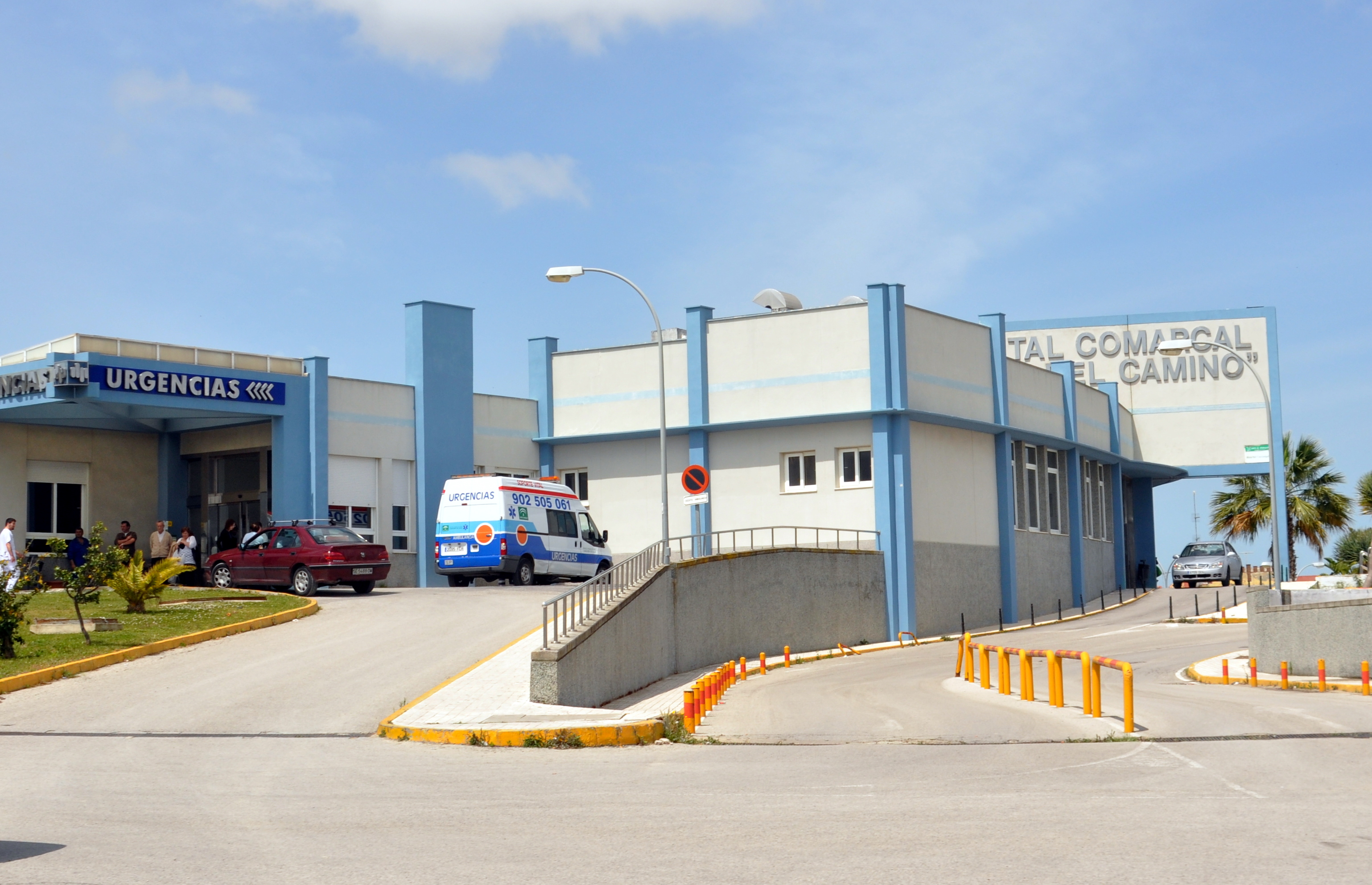
Hospital Virgen del Camino (concertado) de Sanlúcar

La prestación sanitaria pública del municipio la realiza el Servicio Andaluz de Salud (SAS) estando la zona comprendida en la zona básica de salud de Sanlúcar de Barrameda que pertenece el distrito sanitario Jerez-Costa Noroeste, que tiene como hospital de referencia el hospital de especialidades Jerez de la Frontera. En la ciudad funciona, desde mayo de 1997, el Hospital comarcal Virgen del Camino de JM Pascual Pascual, S.A. que dispone de unas 120 camas y concertado con la Seguridad Social.
A nivel local se dispone de la siguiente infraestructura sanitaria:
| Tipo de centro                                                   | Dirección                                     | Coordenadas                               |
| ---------------------------------------------------------------- | --------------------------------------------- | ----------------------------------------- |
| Hospital Virgen del Camino-JM Pascual Pascual, S.A. (concertado) | Ctra. Chipiona km 63,76                       | 36°45′55″N 6°21′40″O / 36.76528, -6.36111 |
| Centro de especialidades (CPE)                                   | C/ Carril de San Diego s/n                    | 36°46′51″N 6°21′08″O / 36.78083, -6.35222 |
| Centro de salud Barrio-Alto                                      | C/ Carril San Diego s/n                       | 36°46′47″N 6°21′05″O / 36.77972, -6.35139 |
| Centro de salud Barrio-Bajo                                      | C/ Calzada del Ejército, 7                    | 36°46′56″N 6°21′20″O / 36.78222, -6.35556 |
| Consultorio de La Algaida                                        | C/ Central s/n                                | 36°49′54″N 6°19′07″O / 36.83167, -6.31861 |
| Consultorio Bonanza                                              | C/Astilleros s/n                              | 36°48′20″N 6°20′10″O / 36.80556, -6.33611 |
| Consultorio La Dehesilla                                         | Av. Madrid s/n                                | 36°45′57″N 6°21′14″O / 36.76583, -6.35389 |
| Unidad de Salud Mental Comunitaria                               | C/ Carril San Diego s/n                       | 36°46′51″N 6°21′08″O / 36.78083, -6.35222 |
| Centro de diálisis (Privado concertado)                          | Ctra. Chipiona kilómetro 1 Cuestablanca       |                                           |
| Policlínica Sanlúcar (privado)                                   | C/Orfeón Santa Cecilia, Edf. Mirador del Coto |                                           |

Competencias municipales
Para cumplir con las competencias municipales en materia de salud, existe en el Ayuntamiento la Delegación de Sanidad y Consumo, que tiene por objeto la regulación general de todas las acciones que permitan hacer efectivo el derecho a la protección y promoción de la salud de los ciudadanos según dispone la Ley 14/1986, de 25 de abril, General de Sanidad, así como de obligar al cumplimiento de la normativa sanitaria vigente. Para cubrir estos objetivos, se realizan programas de promoción de la salud, prevención de enfermedades, información sanitaria a los ciudadanos, etc. Las principales áreas de actuación son:
- Higiene alimentaria
- Control de plagas
- Animales de compañía
- Oficina municipal de información al consumidor

Historia
Durante gran parte de la Edad Moderna existieron en Sanlúcar varios hospitales como el hospital de San Diego, el de San Juan de Dios, el de Gracia, el de la Misericordia, Santa Caridad etc. La Hermandad de San Pedro y Pan de Pobres, fundada por Alonso Núñez y formada exclusivamente por clérigos y nobles, disponía de médicos, cirujanos y botica propia; era la principal encargada de los asuntos sanitarios de la ciudad junto con la Hermandad de la Santa Caridad.

### Seguridad ciudadana

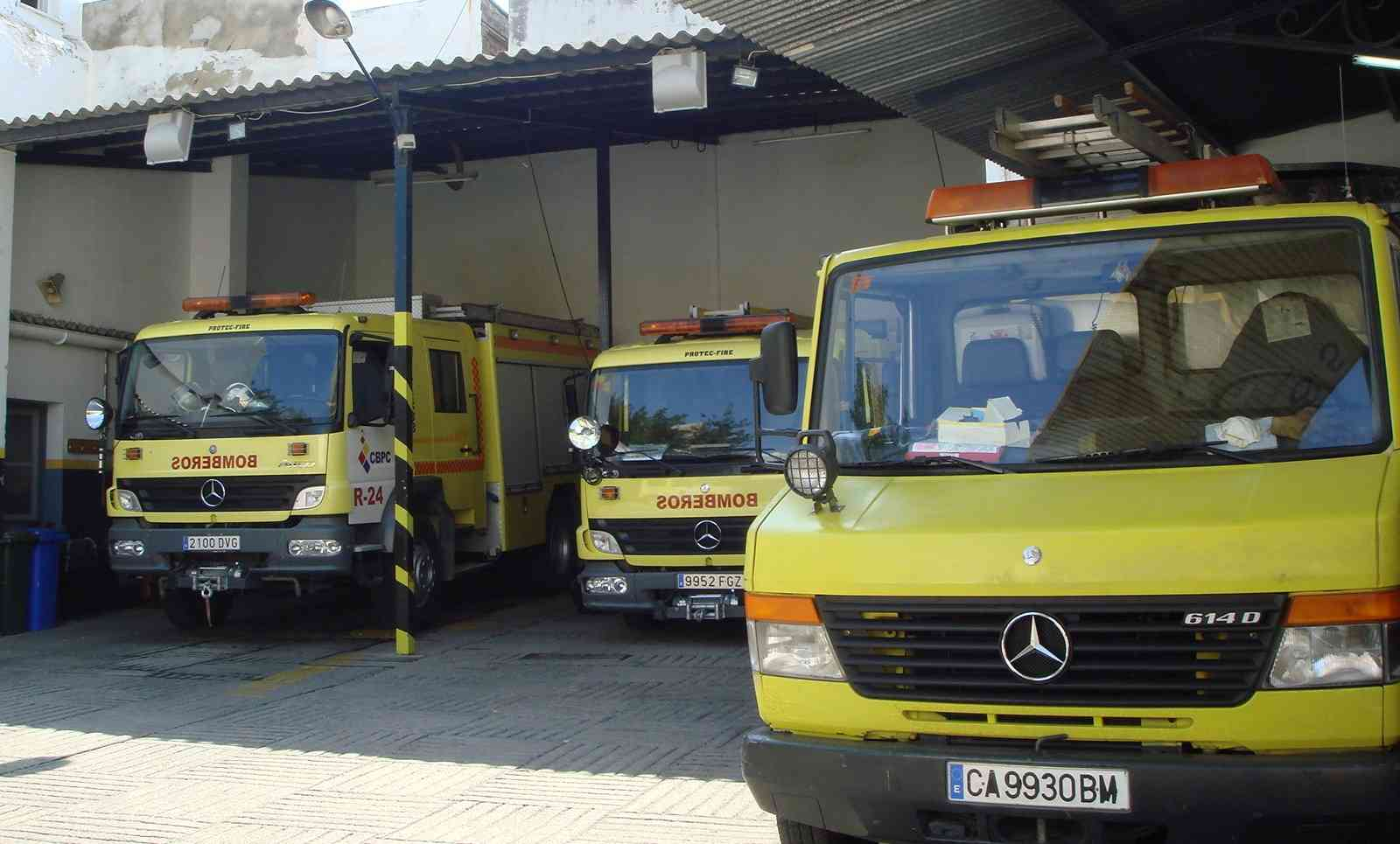
Parque de bomberos de Sanlúcar de Barrameda

Como en el resto de la Unión Europea (UE), en Sanlúcar opera el sistema de Emergencias 112, que a través de ese número de teléfono gratuito atiende cualquier situación de urgencias en materia sanitaria, catástrofes, extinción de incendios, salvamento, seguridad ciudadana y protección civil.
La estrategia de seguridad ciudadana, ejercida desde las competencias municipales intenta proteger el ejercicio de derechos y libertades de los ciudadanos, velando por la pacífica convivencia y protegiendo a las personas y sus bienes de acuerdo con la ley. Del mismo modo, previene y minimiza las consecuencias de las posibles situaciones de emergencia. En lograr este cometido participan la Policía Nacional, Guardia Civil, policía local, Protección Civil y bomberos. Además, colaboran en el mantenimiento de la seguridad ciudadana la Cruz Roja y el servicio de emergencias sanitarias, 061.
Las actividades principales realizadas por la Delegación de Seguridad Ciudadana son las siguientes:
- Gestiones relacionadas con la protección ciudadana
- Ordenación y dirección del tráfico
- Seguridad ciudadana
- Protección civil

### Servicios sociales
En el Ayuntamiento existe la Delegación de Servicios Sociales que tiene como objetivo facilitar a los sanluqueños el acceso al sistema de los servicios sociales municipales y ofrecer una respuesta a sus necesidades con el fin de alcanzar una comunidad más solidaria e integrada socialmente. Las actividades principales que dicha Delegación realiza son las siguientes:
- Programa general de acceso al sistema de servicios sociales y centros de servicios sociales.
- Tramitación de expedientes de personas dependientes.
- Gestión del Servicio de atención Ayuda a Domicilio y otras prestaciones a las personas dependientes.
- Programa de apoyo a la familia. Prevención y tratamiento de la inadaptación infantil y juvenil.
- Convenio de colaboración con la Junta de Andalucía en materia de servicios sociales.
- Residencia de ancianos.
- Gestión y concesión de asistencia a personas sin recursos, mediante resolución de actos.
- Asistencia, promoción y reinserción social.

### Medio ambiente: Agenda 21 Local
La Agenda 21 Local sirve para determinar la gestión del medio ambiente por parte de los ayuntamientos. El principio básico es la modificación y la aplicación de una serie de políticas locales que permitan reducir las afecciones producidas por la vida cotidiana en el municipio. El concepto nace en Río de Janeiro en 1992, en la Cumbre de la Tierra. La Agenda 21 Local de Sanlúcar de Barrameda se puso en marcha en junio de 2002 y entró a formar parte de la Red de Ciudades Sostenibles de Andalucía (RECSA). A partir de ese momento se elaboró el documento de "diagnóstico ambiental" a partir del cual se deben elaborar las diferentes actuaciones medioambientales que se ejecutan en la ciudad.
Sanlúcar está en el ámbito geográfico de actuación de la Fundación Doñana 21 y del II Plan de Desarrollo Sostenible de Doñana.

### Transporte

#### Regulación del tráfico urbano
El artículo 7 de la Ley sobre Tráfico, Circulación y Seguridad Vial aprobado por RDL 339/1990 atribuye a los municipios unas competencias suficientes para permitir, entre otras, la inmovilización de los vehículos, la ordenación y el control del tráfico y la regulación de sus usos. Esta regulación tiene lugar a través de la ordenanza municipal sobre tráfico, circulación de vehículos de motor, Seguridad Vial, y régimen de uso de la vía pública del municipio de Sanlúcar de Barrameda, publicada en el Boletín Oficial de la provincia de Cádiz el 15-09- 2008, donde se definen los usos que se pueden dar a las vías, las velocidades que pueden alcanzar los vehículos así como los horarios y zonas establecidas para la carga y descarga de mercancías en la ciudad.

#### Parque de vehículos de motor
La ciudad tenía en 2008 un parque automovilístico de 391 automóviles por cada 1000 habitantes, que es inferior a la ratio de la provincia de Cádiz, que es de 428 automóviles por cada 1000 habitantes, de acuerdo con los datos existentes en la base de datos del Anuario Económico de España 2009, publicado por La Caixa. En estos mismos datos se señala un parque de 6423 vehículos entre camiones y furgonetas, lo cual indica que probablemente exista un importante número de personas dedicadas profesionalmente al transporte de mercancías por carretera, algo lógico al carecer el municipio de ferrocarril.
| Tipo de vehículo      | Cantidad |
| --------------------- | -------- |
| Automóviles           | 25 237   |
| Camiones y furgonetas | 6423     |
| Otros vehículos       | 21 867   |
| Total                 | 53 527   |

#### Comunicaciones
- Carreteras

Dada la situación geográfica de la ciudad, el único medio de comunicación con el exterior es por carretera, exceptuando la pequeña comunicación fluvial que se realiza hacia Sevilla, o hacia El Coto y las zonas costeras en pequeños barcos de recreo o de pesca. La ruptura de la continuidad de alguna carretera hacia Huelva como consecuencia de la existencia del Coto Doñana y del río Guadalquivir, producen la sensación de que la ciudad sufre cierto aislamiento con el exterior. No obstante en los últimos tiempos la situación de las comunicaciones está mejorando puesto que las carreteras que comunican con Chipiona y Jerez se han transformado en autovías, con lo cual se ha mejorado en seguridad y en rapidez.
| Identificador | Denominación                        | Itinerario |
| ------------- | ----------------------------------- | --- |
| E-5 A-4       | Autovía del Sur                     | Comunica desde Jerez con la capital Cádiz y el sur de la provincia. |
| A-471         | El Torbiscal- Sanlúcar de Barrameda | Comunica con Sevilla y las localidades intermedias de Trebujena, Lebrija, Las Cabezas de San Juan, Los Palacios y Dos Hermanas. A la altura de Las Cabezas de San Juan hay un acceso a la A-4, y la altura de Los Palacios se incorpora a la N-IV. |
| A-480         | Autovía Chipiona-Jerez              | En una dirección comunica con Jerez., y desde Jerez se accede a la A-4 y a la AP-4 que comunica con la capital y el resto de la provincia. En la dirección contraria comunica con Chipiona. Esta carretera se ha convertido en autovía.            |
| A-2001        | Sanlúcar- El Puerto de Santamaría   | Conecta con El Puerto de Santa María |
| A-2077        | A-491-Sanlúcar de Barrameda         | Carretera conocida popularmente carretera de Munive conecta con la urbanización Costa Ballena y Rota. |
| CA-9027       | Carretera local CA-9027             | Comunica con los núcleos de población de Bonanza y La Algaida |

- Ferrocarril

El ferrocarril fue suprimido en los años ochenta del siglo XX. Las estaciones de tren más cercanas son las de Jerez de la Frontera (a 26 km) y El Puerto de Santa María (a 20 km), ambas situadas sobre la línea de Renfe que enlaza Cádiz y Sevilla.
El tren de la costa
El llamado «tren de la costa» era el nombre coloquial con el que se conocía a la línea férrea que unía El Puerto de Santa María y Sanlúcar de Barrameda, atravesando Rota y Chipiona. Además existían varios apeaderos en el trayecto. El servicio se suspendió el día 31 de diciembre de 1984. La iniciativa de construir el ferrocarril fue de Marcelino Calero y Portocarrero, para facilitar la salida hacia los embarcaderos de los vinos de la zona que se exportaban a Inglaterra principalmente. Para ello en 1830 constituyó la empresa Camino de Hierro de la Reina María Cristina. Esta iniciativa no se vería culminada por falta de acuerdo entre los accionistas
En 1893 cuando una empresa belga se encargó de la construcción y explotación de la línea Puerto Santa María-Rota-Chipiona-Sanlúcar de Barrameda, que tenía un tren, formado por una máquina y tres vagones, dos de viajeros y un tercero para mercancías. Después se sustituyó la máquina de vapor por automotores y vagones motorizados, con lo que ganó en eficacia y velocidad. Este ferrocarril se cerró por no ser rentable. Algunos sanluqueños aún añoran su viejo tren.
- Transporte náutico

El transporte náutico de pasajeros se limita a las barcazas que cruzan el río Guadalquivir hacia la Otra Banda (especialmente usadas durante El Rocío) y al buque Real Fernando, homónimo del primer vapor de ruedas construido en España, que unía Sanlúcar con Sevilla a comienzos del siglo XIX, que lleva a los visitantes al vecino parque nacional y natural de Doñana.
- Aeropuertos

Los aeropuertos más cercanos son los de Jerez (a 35 km) y Sevilla (a 134 km).
- Transporte regular de viajeros por carretera

Existe un servicio de autobuses con salidas diarias a El Puerto de Santa María y Cádiz, Chipiona, Costa Ballena, Jerez, Trebujena, Lebrija, Las Cabezas, Los Palacios, Dos Hermanas y Sevilla.
- Transporte urbano de autobuses

Aparte existe un servicio urbano de autobuses, explotado por TUSSA, Transportes Urbanos de Sanlúcar SA, copropiedad del Ayuntamiento y del Grupo Avanza. Dispone de 6 líneas de autobuses que recorren todo el municipio:
| Línea | Recorrido                                                                             |
| ----- | ------------------------------------------------------------------------------------- |
| 1     | La Algaida-Las Dunas                                                                  |
| 2     | Circunvalación                                                                        |
| 3     | Centro-Hospital-La Jara-Calzada                                                       |
| 4     | Calzada-Plaza de San Roque-Castillo de Santiago-Mesón del Duque-Fuente Viejo-Estación |
| 6     | Línea de Playa (Barrio Alto-Paseo Marítimo)                                           |
| 7     | Las Dunas-Pago Las Minas-Palmilla-Hospital-Calzada                                    |

La siguiente tabla muestra las distancias entre Sanlúcar y las localidades más próximas, así como de las capitales españolas con las que más se relacionan los sanluqueños.
| Localidades              | Distancia (km) | Localidades             | Distancia (km) | Capitales | Distancia (km) |
| ------------------------ | -------------- | ----------------------- | -------------- | --------- | -------------- |
| Chipiona                 | 11             | Costa Ballena           | 15             | Rota      | 23             |
| El Puerto de Santa María | 24             | Jerez de la Frontera    | 25             | Trebujena | 24             |
| Lebrija                  | 35             | Las Cabezas de San Juan | 51             | Cádiz     | 52             |
| Sevilla                  | 119            | Madrid                  | 648            | Barcelona | 1110           |

## Cultura
Las actividades culturales que se desarrollan en la ciudad son promovidas y organizadas en gran parte por las diferentes y variadas asociaciones culturales existentes. Muchas de estas actividades reciben subvenciones de la Delegación de Cultura del Ayuntamiento, de la Junta de Andalucía y de instituciones y empresas privadas. Desde el Ayuntamiento se ponen a disposición de las asociaciones equipamientos y recursos técnicos para que se puedan llevar a cabo las actividades propuestas.
Equipamientos culturales
- Auditorio de la Merced
- Centro cultural La Victoria
- Sala de exposiciones Las Covachas

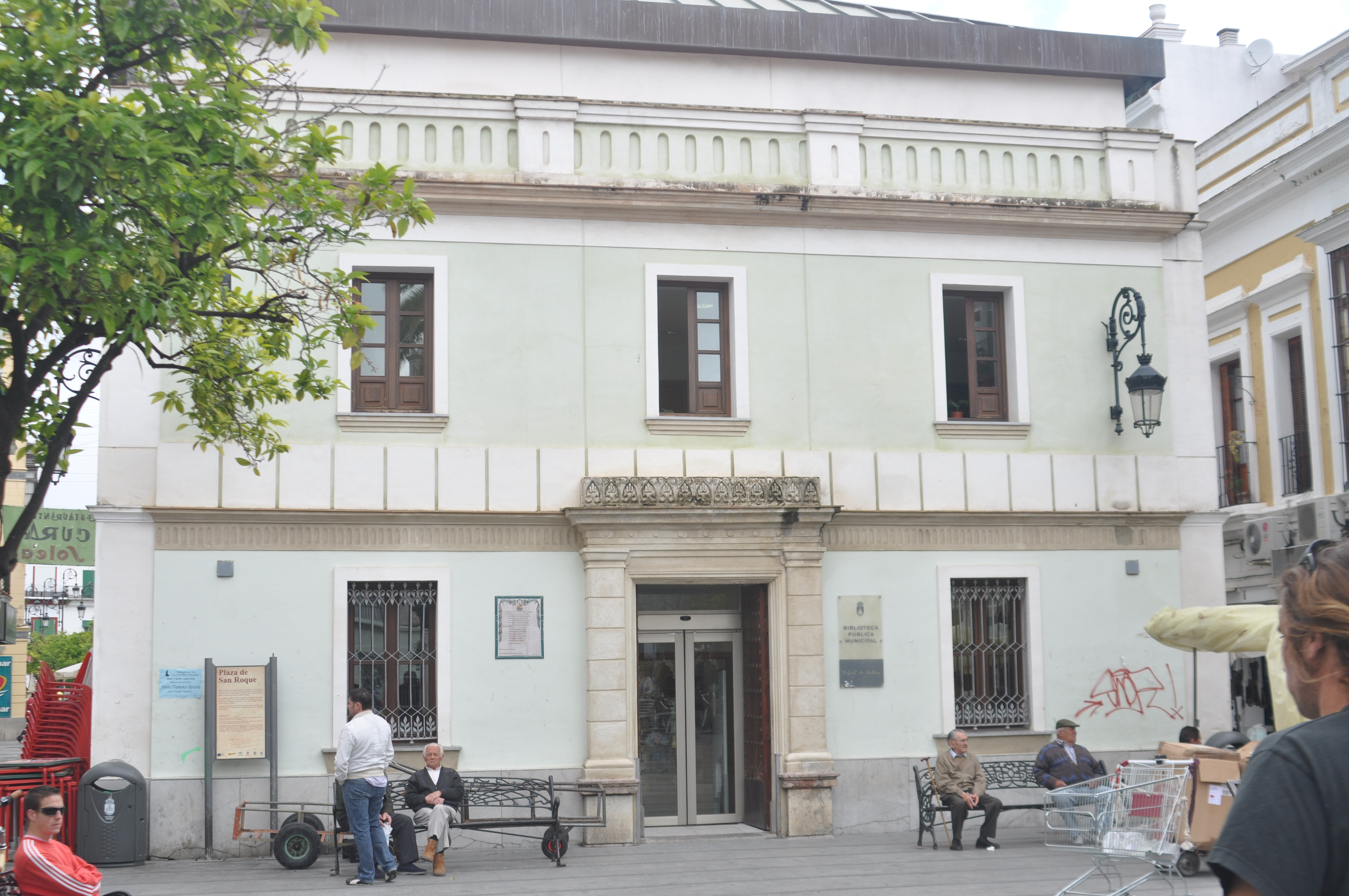
Biblioteca municipal Rafael de Pablos

- Salón de actos de la biblioteca Rafael de Pablos
- Conservatorio de música Joaquín Turina
- Biblioteca municipal Rafael de Pablos
- Archivo municipal

Además de estos equipamientos son muchas las actividades que se desarrollan al aire libre y en los centros escolares.
Museos

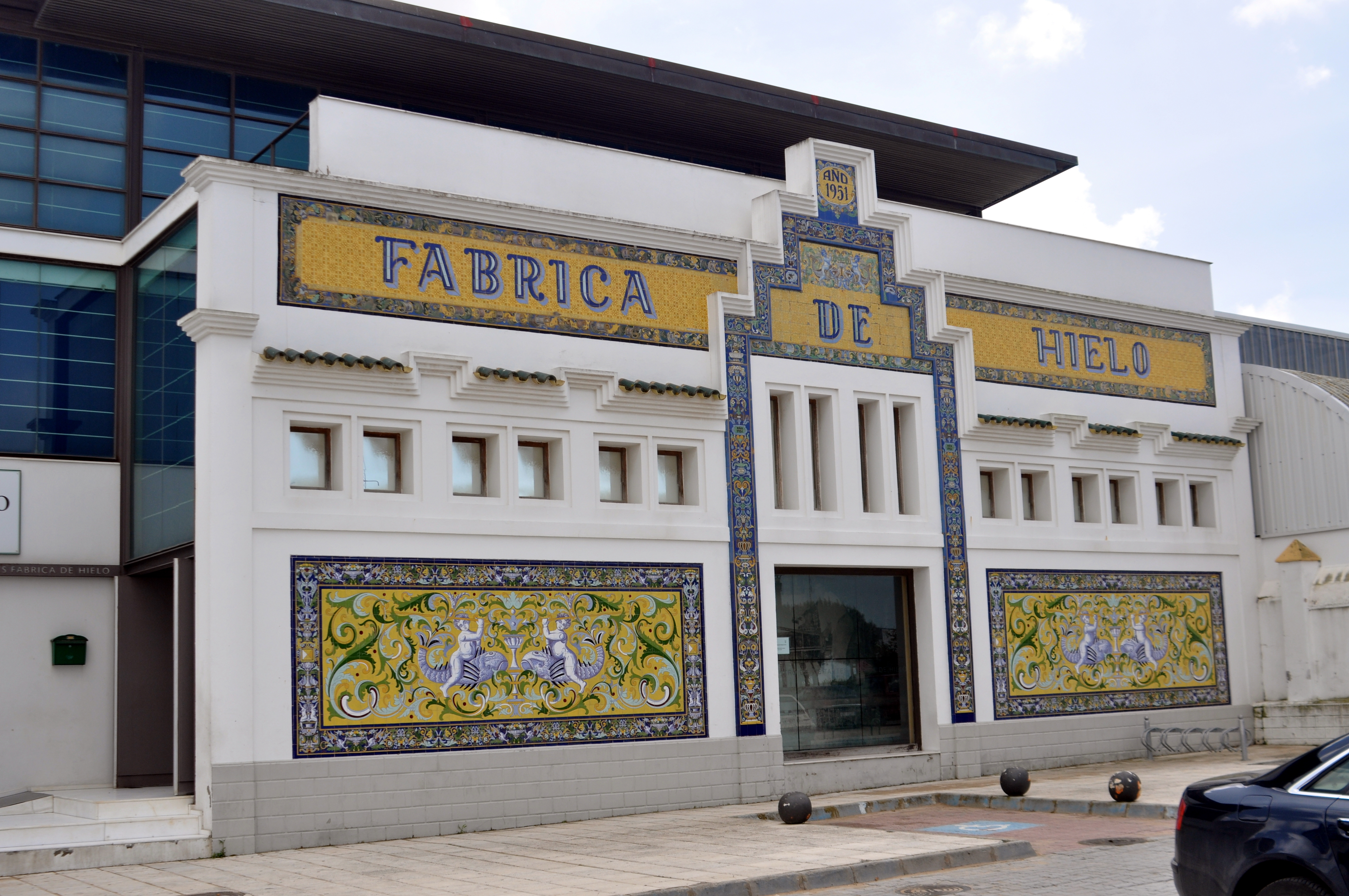
Museo de la Fábrica de Hielo

- Centro de Recepción e Interpretación de la Naturaleza Bajo de Guía, antiguo parque natural de Doñana.
- Centro de Visitantes "Fábrica de Hielo", antiguo parque nacional y natural de Doñana.
- Museo Barbadillo de la Manzanilla.
- Auditorio municipal de la Merced, sede del Festival Internacional de Música de Sanlúcar de Barrameda.
- Centro de interpretación Cádiz mitológico.
- Exposición de Arte Sacro del Convento de Carmelitas Descalzas.[143]

Eventos culturales
Los principales eventos culturales que tienen lugar en la ciudad están relacionados con la promoción de la lectura a través de diversas actividades, la música clásica, el flamenco, teatro y artes plásticas.
Fiestas populares

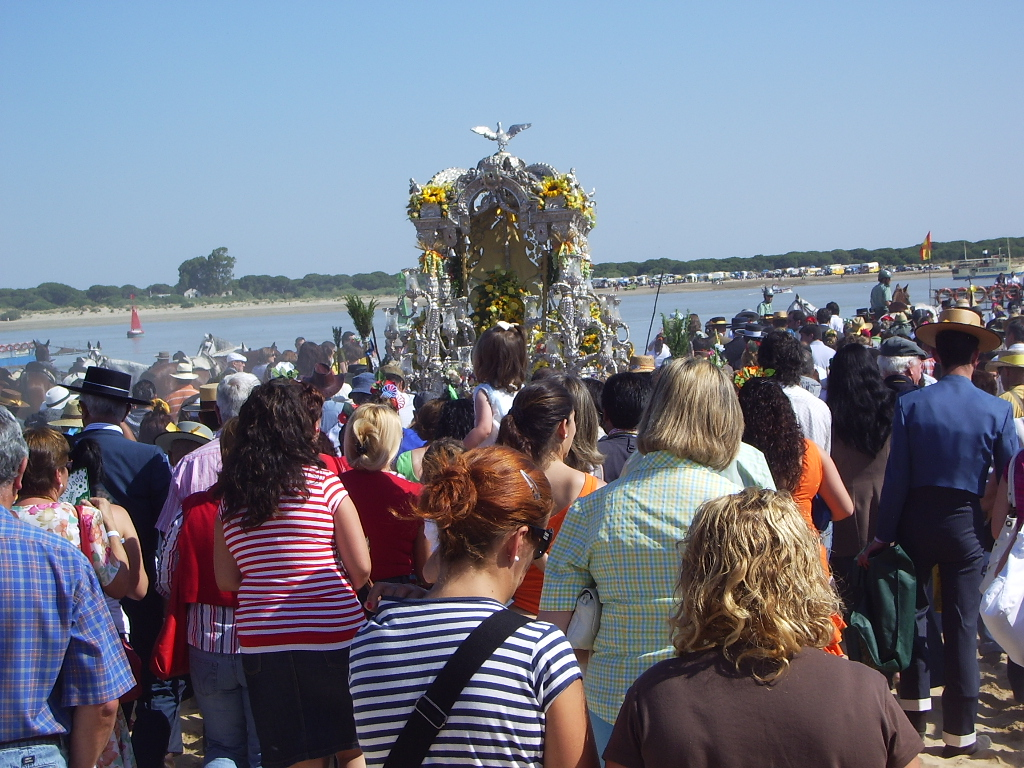
Simpecao de la Hermandad de Sanlúcar en Bajo de Guía, Romería de El Rocío 2009

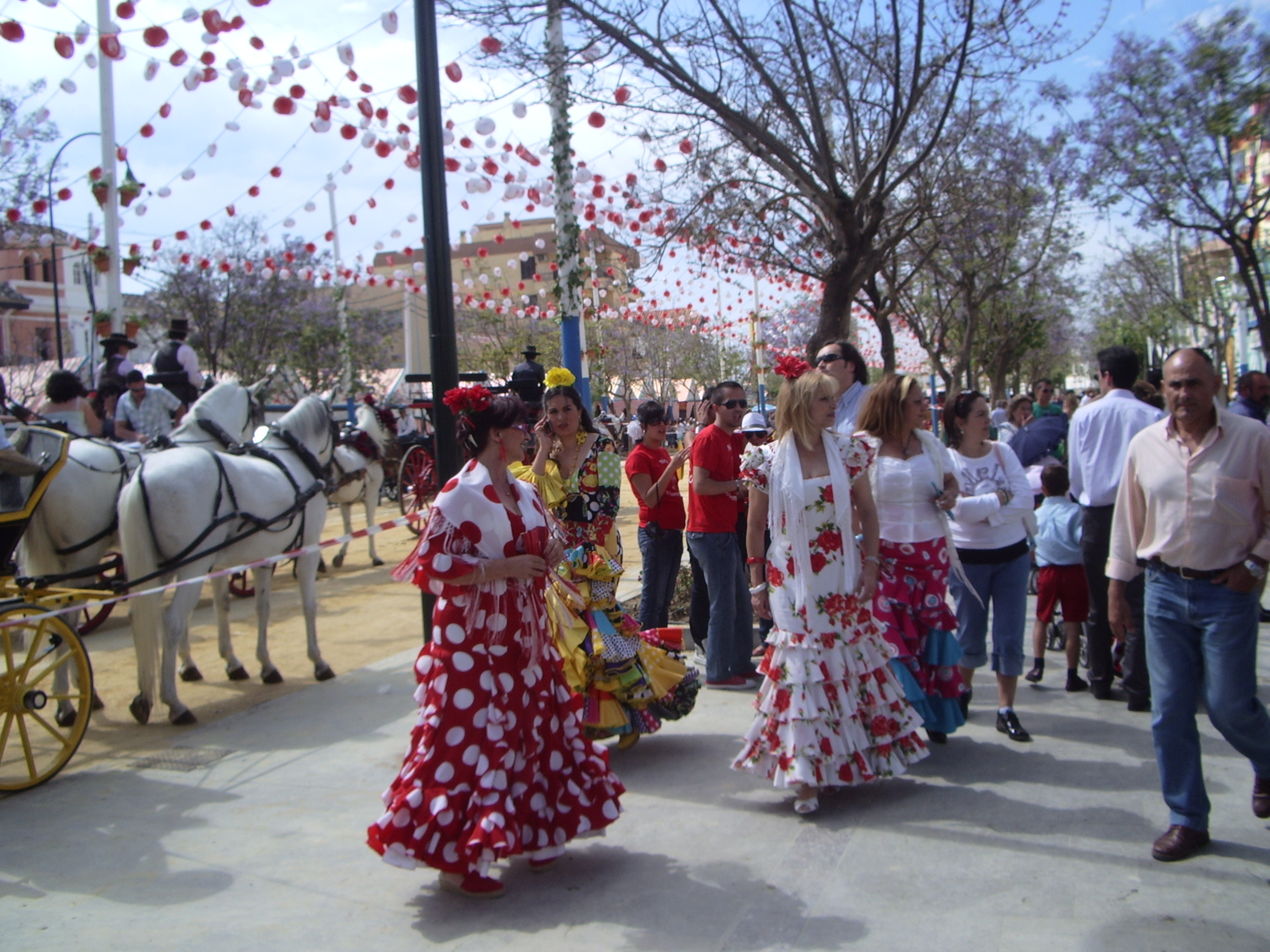
Feria de la Manzanilla, mayo de 2009

A lo largo del año se organizan las siguientes celebraciones:
- Carnaval, en febrero;
- Semana Santa en Sanlúcar de Barrameda, en marzo o abril, declarada de Interés Turístico Andaluz;
- Romería de El Rocío, en Pentecostés;
- Feria de la Manzanilla, en mayo o junio;
- Carreras de caballos en la playa de Sanlúcar, en agosto, declaradas de Interés Turístico Nacional e Internacional;
- Festival Internacional de Música de Sanlúcar de Barrameda;
- Festival de Jazz de Sanlúcar de Barrameda;
- Festividad de Nuestra Señora de la Caridad Coronada, patrona de la ciudad, el 15 de agosto;
- Fiesta de Exaltación del río Guadalquivir, en agosto, declarada de Interés Turístico (España);[145]
- Romería de Nuestra Señora de la Algaida, en la Colonia de Monte Algaida;
- Festividad de San Lucas Evangelista, patrón de la ciudad, el 18 de octubre;
- Feria de la Tapa de Sanlúcar.

Carreras de caballos en la playa
Las carreras de caballos de Sanlúcar son una competición hípica que se celebra anualmente en la playa del municipio. Su organización corresponde a la Real Sociedad de Carreras de Caballos de Sanlúcar de Barrameda y al Ayuntamiento de Sanlúcar. Comenzaron a realizarse en 1845, por lo que se trata de las carreras de estilo inglés más antiguas de cuantas se celebran en España Están declaradas Fiesta de Interés Turístico Andaluz, Nacional e Internacional y forman parte del circuito hípico español.
Habla sanluqueña
En Sanlúcar se habla una variante del dialecto andaluz cuyas principales características son el ceceo, el yeísmo, la sustitución de la [l] por la [r], la pérdida de la [d] y [r] finales, la pérdida o aspiración de la [s] final, la pérdida de la [d] intervocálica, la aspiración de la [j] y [g] y la frecuente aspiración de la [h]. Asimismo, la escasa tensión articulatoria, propia de los contextos de aspiración, propicia la relajación y la modificación de la mayoría de los grupos consonánticos.
También es predominante el uso del pronombre personal ustedes en lugar de vosotros, pero acompañado con la forma verbal correspondiente a la segunda persona del plural. De este modo se dice: ustedes vais a la playa o ustedes sois de Sanlúcar, en lugar de vosotros vais a la playa o vosotros sois de Sanlúcar. En este mismo sentido es corriente la sustitución del pronombre objeto os por se: venirse a mi casa en vez de veniros a mi casa. Además existe un rico léxico local.
Sanlúcar en la ficción literaria
Por ser un lugar de gran tránsito de personas y mercancías, la playa de Sanlúcar es nombrada por Cervantes en el capítulo II y III de la primera parte de El Quijote (1605), como un lugar de pícaros y ladrones: Pensó el huésped que el haberle llamado castellano había sido por haberle parecido de los sanos de Castilla, aunque él era andaluz, y de los de la playa de Sanlúcar, no menos ladrón que Caco, ni menos maleante que estudiantado paje....
Destaca en el siglo XIX Luis de Eguílaz, como poeta y autor dramático. Entre sus zarzuelas, El Molinero de Subiza (1870), con música del maestro Oudrid, sigue en vigor el Himno de la Marina o "Salve, estrella de los mares. Iris de eternal ventura..."
En torno a los años 1920, Sanlúcar y su manzanilla son tema recurrente en la obra de los hermanos Manuel y Antonio Machado.
La novela de José Luis Acquaroni Copa de sombra, que fue Premio Nacional de Literatura en 1977, se desarrolla en "Puerto de Santa María de Humeros", topónimo imaginario tras el que se esconde la ciudad de Sanlúcar de Barrameda. En 1979 Antonio Gala, como mantenedor del Certamen literario de la XXV Fiesta de Exaltación del Río Guadalquivir, pronunció un bello discurso cargado del andalucismo propio de aquellos años. El periodista y escritor sanluqueño Eduardo Mendicutti hace alusión en su obra narrativa de forma más o menos velada aparte del imaginario sanluqueño, que incluye lugares, personajes, expresiones, costumbres, gastronomía, etc. Ejemplos de ello son sus novelas El palomo cojo, El beso del cosaco o Furias divinas. Cuando se refiere al lugar ficticio de La Algaida, está describiendo las calles y la sociedad de Sanlúcar.
Algunos personajes y rincones especiales de Sanlúcar son reflejados por Jota Siroco, cronista literario local, en sus obras "Cuentos de Sanlúcar" y "Plaza del Cabildo".
Ejemplos del repertorio poético popular andaluz que hablan de Sanlúcar son:

Para alcarrazas Chiclana,
para trigo Trebujena
y para niñas bonitas,
Sanlúcar de Barrameda
Copla popular recogida por Verne, Julio. Hector Servadac. Capítulo XVIII.]]

En Jerez, como en Sanlúcar, quien no trabaja no manduca.
A Sanlúcar, por atún y a ver al duque.
Música y danza
En la Edad Moderna, Sanlúcar contó con dos importantes capillas musicales, la de la parroquia de Ntra. Sra. de la O y la del Santuario de Ntra. Sra. de la Caridad. De esta misma época data una rica colección de órganos repartidos por los templos de la ciudad. Ya en la Edad Contemporánea, se fundó en 1852 la banda municipal de Música (hoy banda de música Julián Cerdán), una de las más antiguas de España. Tuvo carácter municipal hasta 1975, año en que se disolvió, hasta que en 1980 volvió a organizarse como entidad privada bajo el nombre del músico que dirigió la antigua banda municipal desde 1918 a 1952, Julián Cerdán.
Joaquín Turina pasó temporadas veraniegas en la ciudad como describe José Carlos García Rodríguez en su libro Turina y Sanlúcar de Barrameda (Fundación El Monte y Archivo Joaquín Turina, 1999), y varias de sus composiciones tienen asunto sanluqueño o están dedicadas a la manzanilla. Estas composiciones son la Sonata pintoresca para piano Sanlúcar de Barrameda, El poema de una sanluqueña, Rincones de Sanlúcar, Los bebedores de manzanilla, Plegaria a Nuestro Padre de la Vera-Cruz y La hora de la manzanilla.

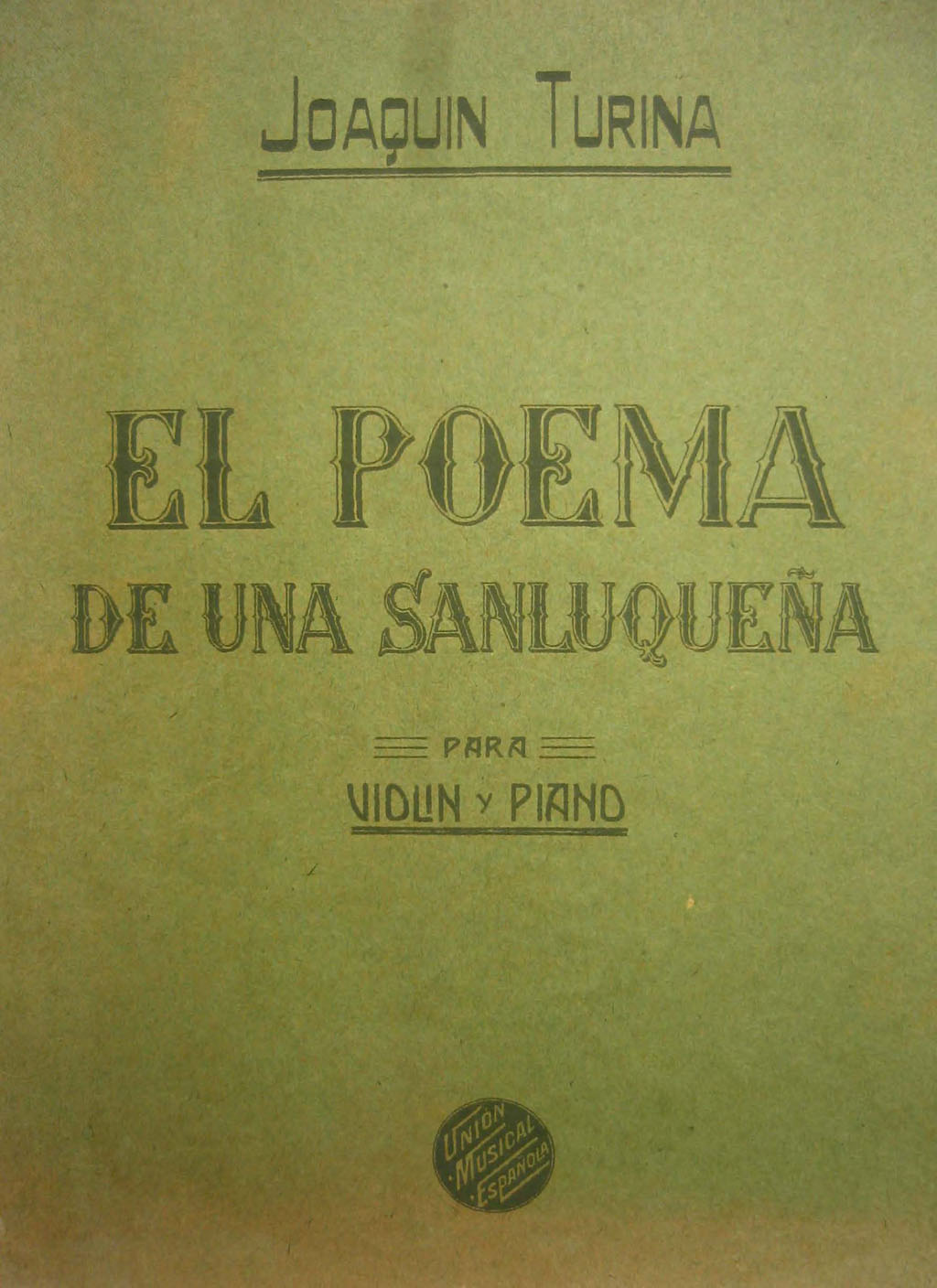
Portada de El poema de una sanluqueña, de Joaquín Turina

En 1945 Luis Romero Muñoz y Manuel de Diego Lora fundaron la Orquesta Sanluqueña (extinguida) y el Orfeón Santa Cecilia. Este orfeón fue el encargado de estrenar algunas de las obras religiosas corales de Germán Álvarez Beigbeder. Cuenta Sanlúcar con un pasodoble llamado Himno a la Manzanilla, con letra de Juan Manuel Barba Mora y música de Fernando Espinar Rodríguez, que es el himno oficial de la ciudad por acuerdo del ayuntamiento. Asimismo tiene gran popularidad entre los sanluqueños más conocedores de su tradición, el Himno a Ntra. Sra. de la Caridad del jerezano Germán Álvarez Beigbeder, solemne composición de gran calidad artística. El mismo compositor dejaría en Sanlúcar otra obra religiosa dedicada a la Hermandad de las Angustias: las Coplillas a Nuestra Señora de las Angustias (1939) para voces y orquesta de cuerda.
En 1985 Manuel Castillo compuso el Nocturno en Sanlúcar, para ser estrenado con motivo del homenaje que el Festival Internacional de Música de Sanlúcar de Barrameda daría al pianista sanluqueño Antonio Lucas Moreno. También estimulado por su presencia en dicho festival, el violinista Stanley Weiner compuso sus seis Conciertos de Sanlúcar, en claro paralelismo con los seis Conciertos de Brandeburgo de Johann Sebastian Bach. Además, Sanlúcar cuenta con la labor desempeñada por el Conservatorio Elemental de Música Joaquín Turina, con las Juventudes Musicales de Sanlúcar de Barrameda y con el aula municipal de música del ayuntamiento.
Flamenco
En la "geografía del cante", expresión de Ángel Caffarena, Sanlúcar de Barrameda está en el área flamenca de Cádiz y los Puertos y Jerez. Los palos flamencos de Sanlúcar son el mirabrás, las rosas, los caracoles y las romeras, todos ellos englobados en el grupo de las cantiñas, que son los cantes de Cádiz por excelencia. Nombres fundamentales del género flamenco en Sanlúcar son, entre otros muchos, María La Mica, Pepe Sanlúcar, Esteban de Sanlúcar, Antonio de Sanlúcar, Ramón Medrano Serrano, Isidro Muñoz, La Sallago, María Vargas, Manolo Sanlúcar, Antonio Jurado "El Nono" y Laura Vital. La mayor parte de la actividad flamenca en Sanlúcar la genera la Peña Cultural Flamenca Puerto Lucero, que organiza cada verano el concurso "Noches de Bajo de Guía".
Cine
Durante el Franquismo, se rodaron en Sanlúcar varias películas de tema costumbrista andaluz como La Lola se va a los Puertos, basada en la obra homónima de Manuel y Antonio Machado, dirigida por Juan de Orduña en 1947 y protagonizada por Juanita Reina y El Pescador de coplas, dirigida por Antonio del Amo en 1954 y con el papel protagonista de Antonio Molina. En ellas se recogen las posibilidades cinematográficas del estuario del Guadalquivir, siendo algunas de sus imágenes verdaderos documentos etnográficos. Más recientemente la película El palomo cojo (1995), adaptación de la novela homónima del sanluqueño Eduardo Mendicutti, dirigida por Jaime de Armiñán, fue rodada casi íntegramente en la ciudad. Asimismo Sanlúcar de Barramenda es la protagonista de dos vídeos de la serie Andalucía es de cine, realizada por la Junta de Andalucía como escaparate del potencial turístico y cinematográfico andaluz. Recientemente, en 2017, la película "Señor, dame paciencia", del director Álvaro Díaz Lorenzo, se ambienta en Sanlúcar de Barrameda como destino de las cenizas de una mujer fallecida que, como último deseo, solicita se reúna su familia para arrojar sus cenizas en el Guadalquivir, apareciendo en la película varios ambientes de la localidad.

### Patrimonio

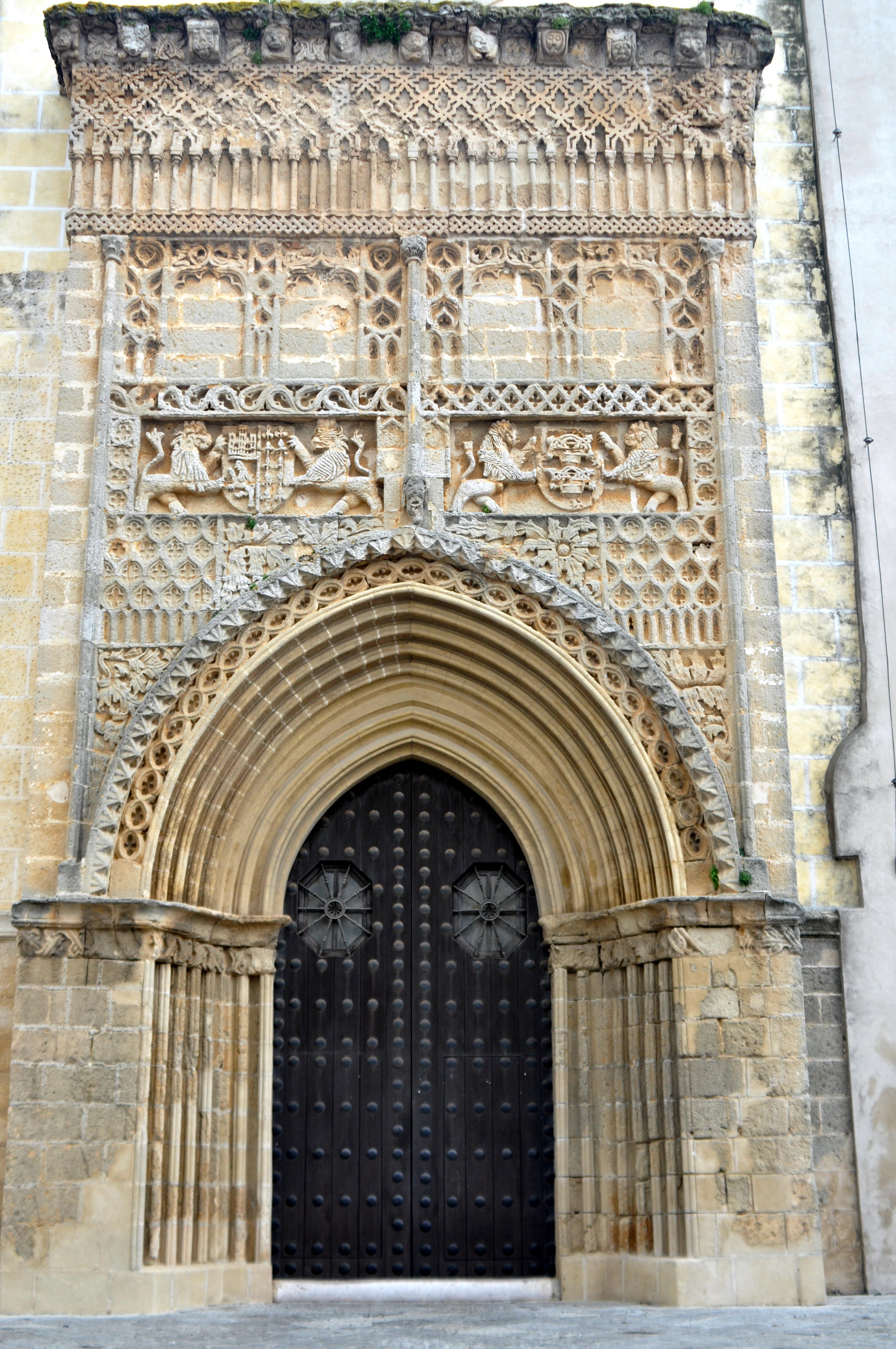
Portada principal iglesia Nuestra Señora de la O

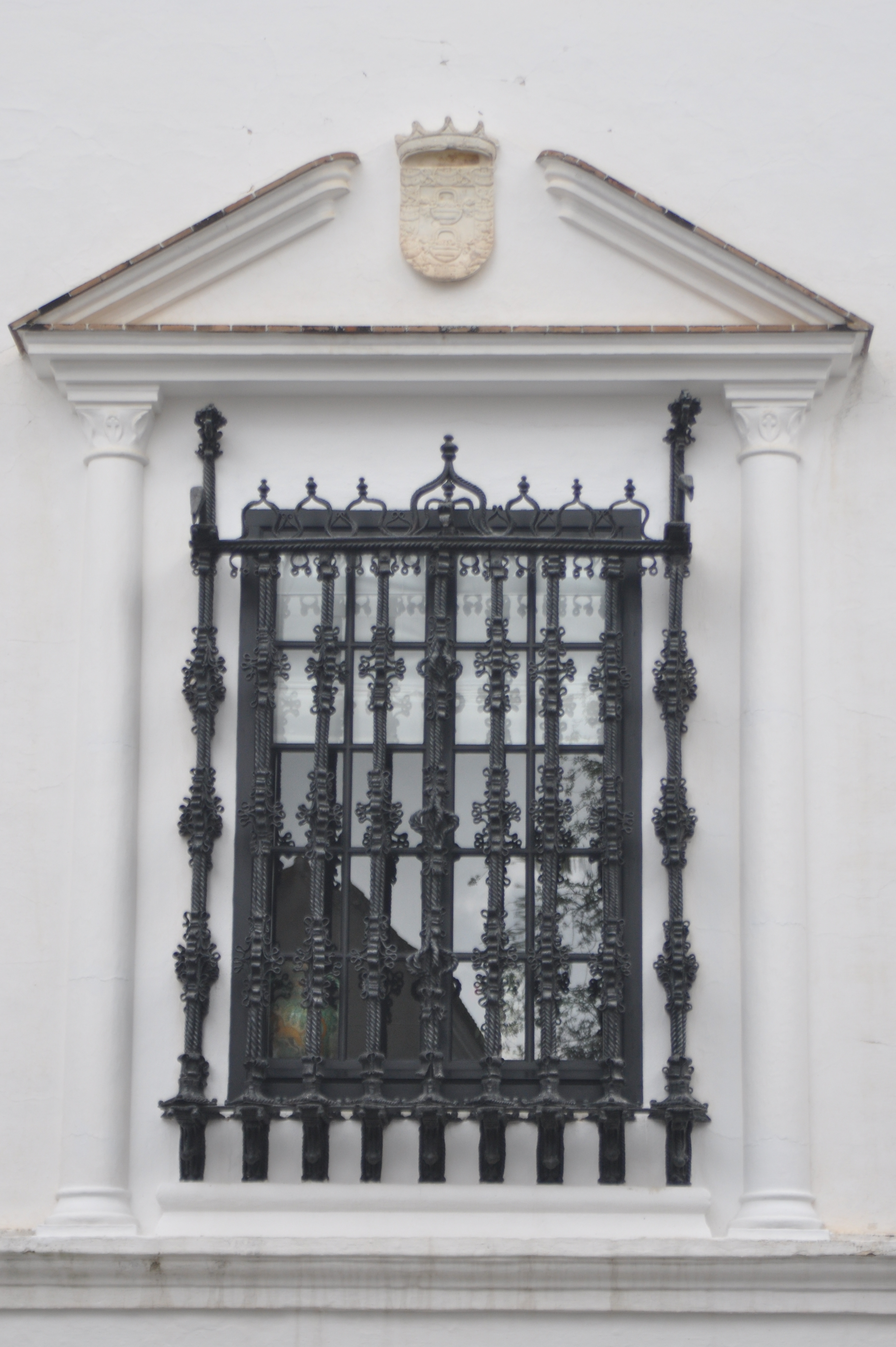
Reja del palacio de Medina Sidonia

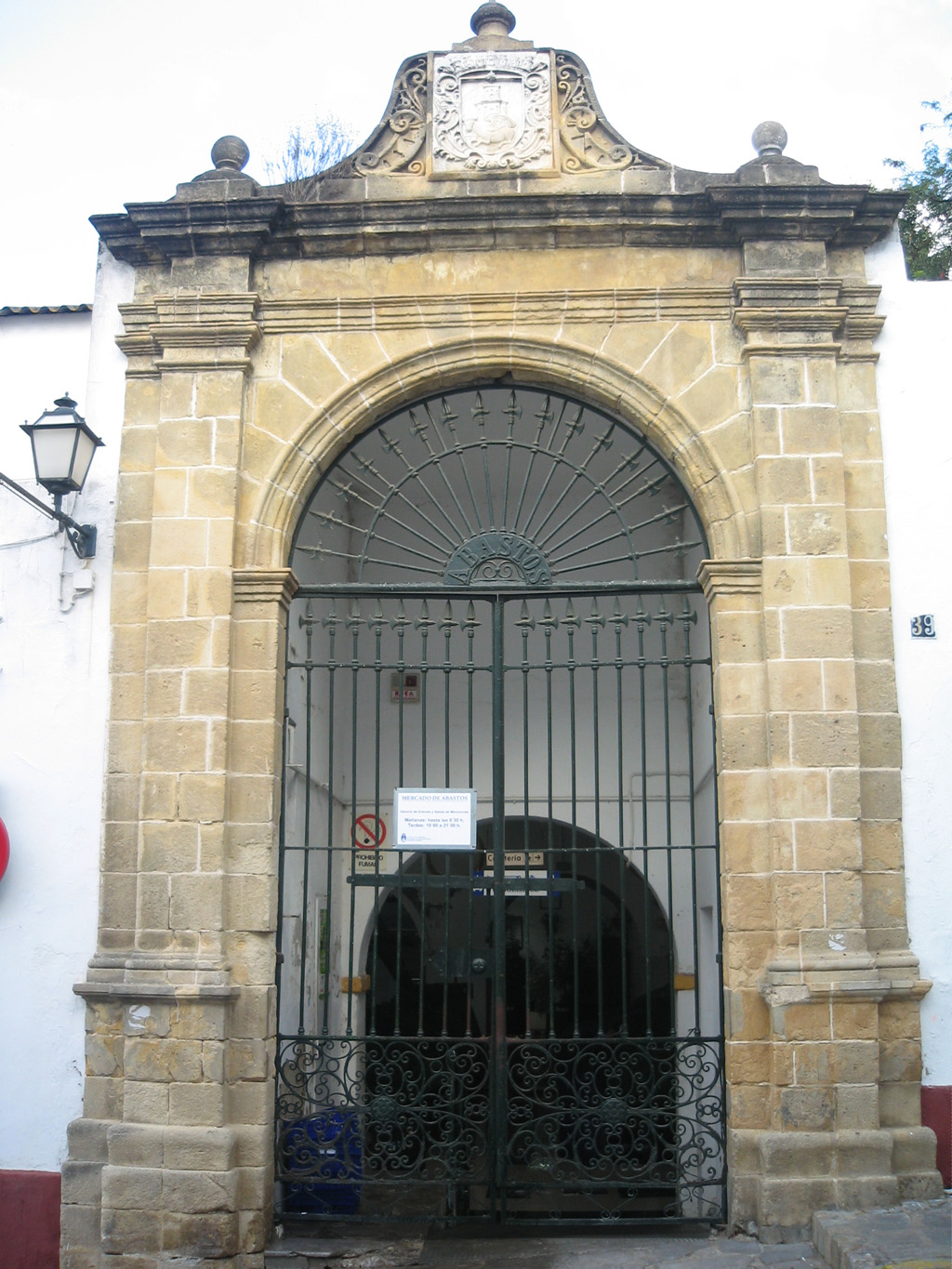
Portada de acceso del mercado de abastos

El Patrimonio histórico-artístico y monumental de la ciudad fue declarado por decreto de 1973 Bien de Interés Cultural. La Ley 16/1985 del Patrimonio Histórico Español establece como competencia municipal la obligatoriedad de redactar un Plan Especial de Protección del Conjunto Histórico-Artístico, sin embargo a fecha de 2010 ninguno de los gobiernos municipales posteriores a dicha ley ha redactado aún dicho plan protector del Patrimonio; incumpliéndose la ley vigente. La Dirección General de Bienes Culturales de la Junta de Andalucía, en el marco de la Ley de Patrimonio Histórico Andaluz de 1991, tampoco ha tomado decisiones efectivas de protección del patrimonio por lo que como consecuencia de la especulación urbanística, se está mermando sustancialmente el amplio patrimonio arquitectónico y urbanístico sanluqueño. En la actualidad (2010) el conjunto histórico artístico de la ciudad está compuesto, entre otros, por los siguientes bienes inmuebles:
| Bien catalogado                               | Otras denominaciones                        | Tipo               | EA                 | Fecha                |
| --------------------------------------------- | ------------------------------------------- | ------------------ | ------------------ | -------------------- |
| Alcázar viejo                                 | Castillo de las Siete Torres                | Monumento          | B.I.C              | Declarado 25-06-1985 |
| Antiguo Convento de la Merced                 |                                             | Monumento          | B.I.C              | Incoado 05-08-1982   |
| Casa del marqués de Casa Arizón               | Antiguo Cuartel de Carabineros, Casa Arizón | Monumento          | B.I.C              | Declarado 12-06-2001 |
| Castillo de Santiago                          |                                             | Monumento          | B.I.C              | Declarado 02-03-1972 |
| Centro histórico de Sanlúcar de Barrameda     |                                             | Conjunto Histórico | B.I.C              | Declarado 26-07-1973 |
| Corral de Merlín                              | Corral de Marín                             | Sin tipificar      | Genérico           | Inscrito 13-11-1995  |
| Ébora                                         |                                             | Zona arqueológica  | Específico         | Inscrito 08-10-1996  |
| Baluarte de San Salvador                      |                                             | Monumento          | B.I.C              | Declarado 25-06-1985 |
| Fuerte Espíritu Santo                         |                                             | Monumento          | B.I.C              | Declarado 25-06-1985 |
| Iglesia de Nuestra Señora de la O             |                                             | Monumento          | B.I.C              | Declarado 03-06-1931 |
| Iglesia de Nuestra Señora de los Desamparados |                                             | Monumento          | Específico         | Inscrito 29-07-1996  |
| Las Piletas                                   |                                             | Sin tipificar      | Genérico Colectivo | Inscrito 24-02-2004  |
| Muralla urbana                                | Puerta de Jerez, Puerta de Rota             | Monumento          | B.I.C              | Declarado 25-06-1985 |
| Palacio de los Infantes de Orleans y Borbón   |                                             | Monumento          | B.I.C              | Incoado 05-08-1982   |
| Palacio Ducal de Medina Sidonia               |                                             | Monumento          | B.I.C              | Declarado 02-05-2007 |
| Las Covachas                                  | Covachas de la cuesta de Belén              | Monumento          | B.I.C              | Declarado 02-05-2007 |

Otros bienes inmuebles catalogados son: antiguas bodegas y caballerizas de la calle Baños, antiguo seminario conciliar de San Francisco Javier, ayuntamiento, casa de los Paéz de la Cadena, dependencias del antiguo convento de la Merced y el palacio de los Duques de Montpensier.
Al margen de su patrimonio arquitectónico, Sanlúcar también alberga piezas culturales contemporáneas, como una obra del dibujante de edificios Aryz plasmada en la fachada de Los Andes en junio de 2013.

### Tauromaquia

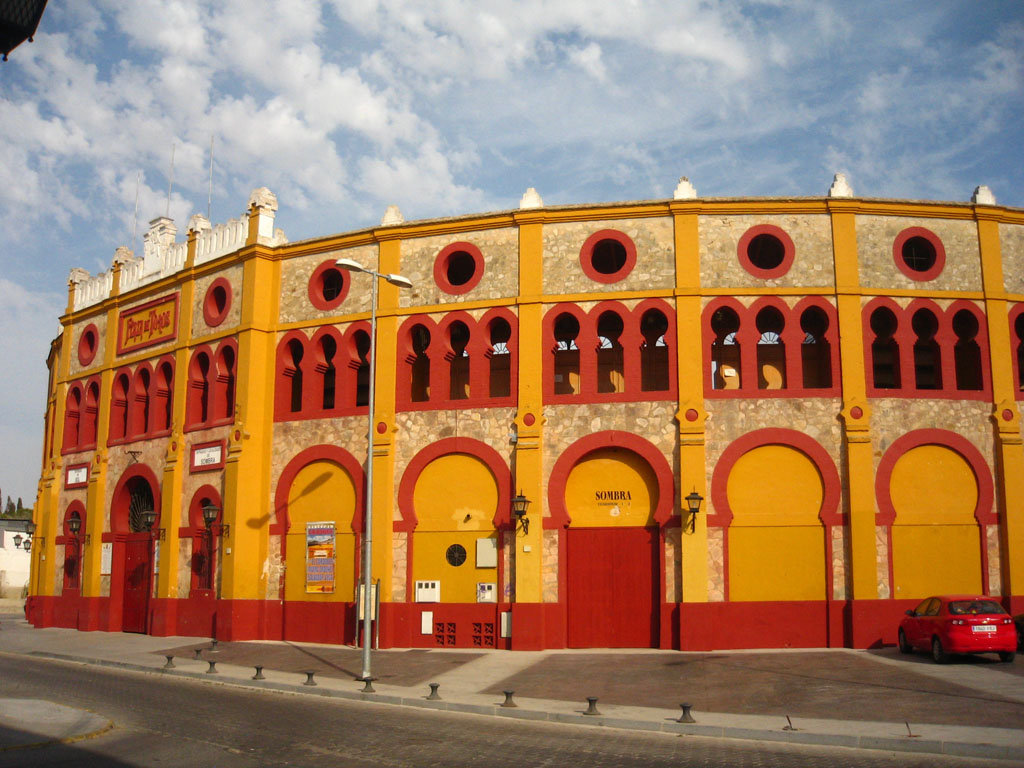
Plaza de toros de El Pino

Sanlúcar cuenta, desde antiguo, con una gran afición popular a las corridas de toros y ha dado al mundo de la tauromaquia varios toreros, caso de Manuel Hermosilla y Llanera, José Martínez Ahumada "Limeño", Paco Ojeda, Marismeño, José Luis Parada y El Mangui.
A lo largo de la temporada taurina se celebran en la plaza de toros varias corridas, teniendo especial relevancia las que se celebran en la feria de la Manzanilla de mayo/ junio y las que se celebran en el mes de agosto. Antes de la existencia de la actual plaza de toros se celebraban los festejos taurinos en otros lugares abiertos de la ciudad habilitados a tal efecto, como la plaza de Arriba y el Pradillo de San Juan.
La plaza de toros actual se llama plaza de El Pino y fue inaugurada en 1900 por los toreros Machaquito y Lagartijo Chico, con reses de Miura. Se llama así porque en sus proximidades existía un colosal pino que servía de punto de referencia para la navegación en el río Guadalquivir. Tiene un aforo de 6000 localidades. Es de estilo neomudéjar y fue remodelada en el año 2000. Consta de dos pisos, asientos de barrera y varios palcos. Está considerada de 3.ª categoría. La plaza es propiedad del Ayuntamiento. Las coordenadas de su ubicación son: 36°47′06″N 6°20′36″O / 36.78500, -6.34333

### Gastronomía

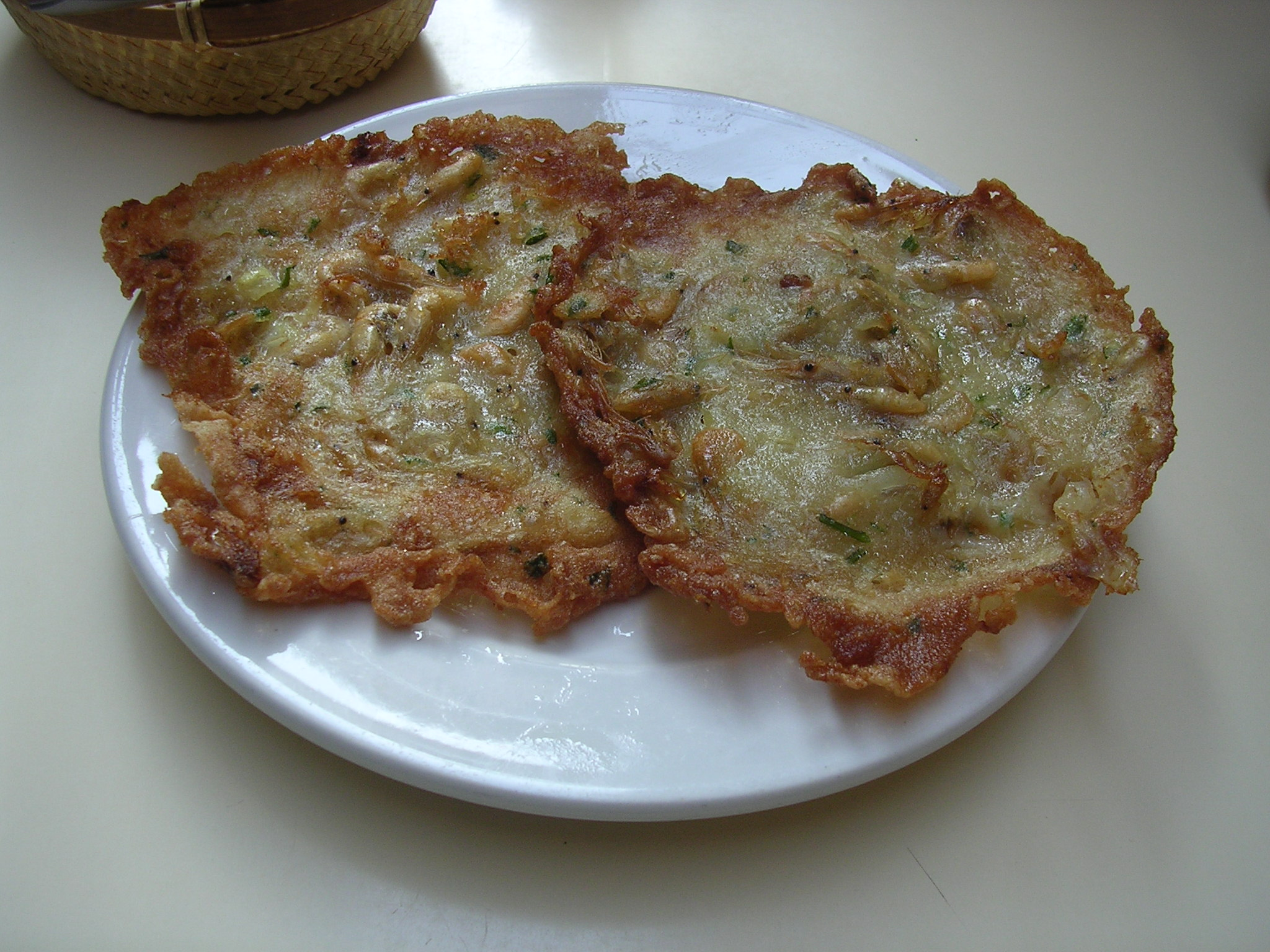
Tortillitas de camarones, tapa típica sanluqueña

La parte más apreciada de su gastronomía tradicional son los citados langostinos de Sanlúcar y la manzanilla, además del pescaíto frito, los guisos marineros y los productos de su renombrada huerta, entre los que destaca la papa de Sanlúcar (o "papas de arena"). Algunas de las especialidades culinarias sanluqueñas son los arroces marineros, almejas, ortiguillas, huevos de choco, galeras, tortillitas de camarones, cazón en adobo, salpicón de marisco, piriñaca, pimientos asados con langostinos, las papas aliñás, el ajo caliente (similar al arranque roteño) y el "veranillo" (un refrito realizado con verduras de "Los Navazos," junto a la playa).
Estos productos y platos pueden degustarse en bares y restaurantes de todo el municipio. En el campo de la repostería destacan las alpisteras de Sanlúcar, cuya receta fue recogida en el siglo XIX por el viajero Richard Ford, así como los dulces elaborados en los conventos de clausura femeninos y en las pastelerías de la población, destacando el dulce llamado Masa Real (conocida también por Rondeñas), ya que el creador de este producto era originario de Ronda aunque se instaló en Sanlúcar en el año 1957.

### Deporte

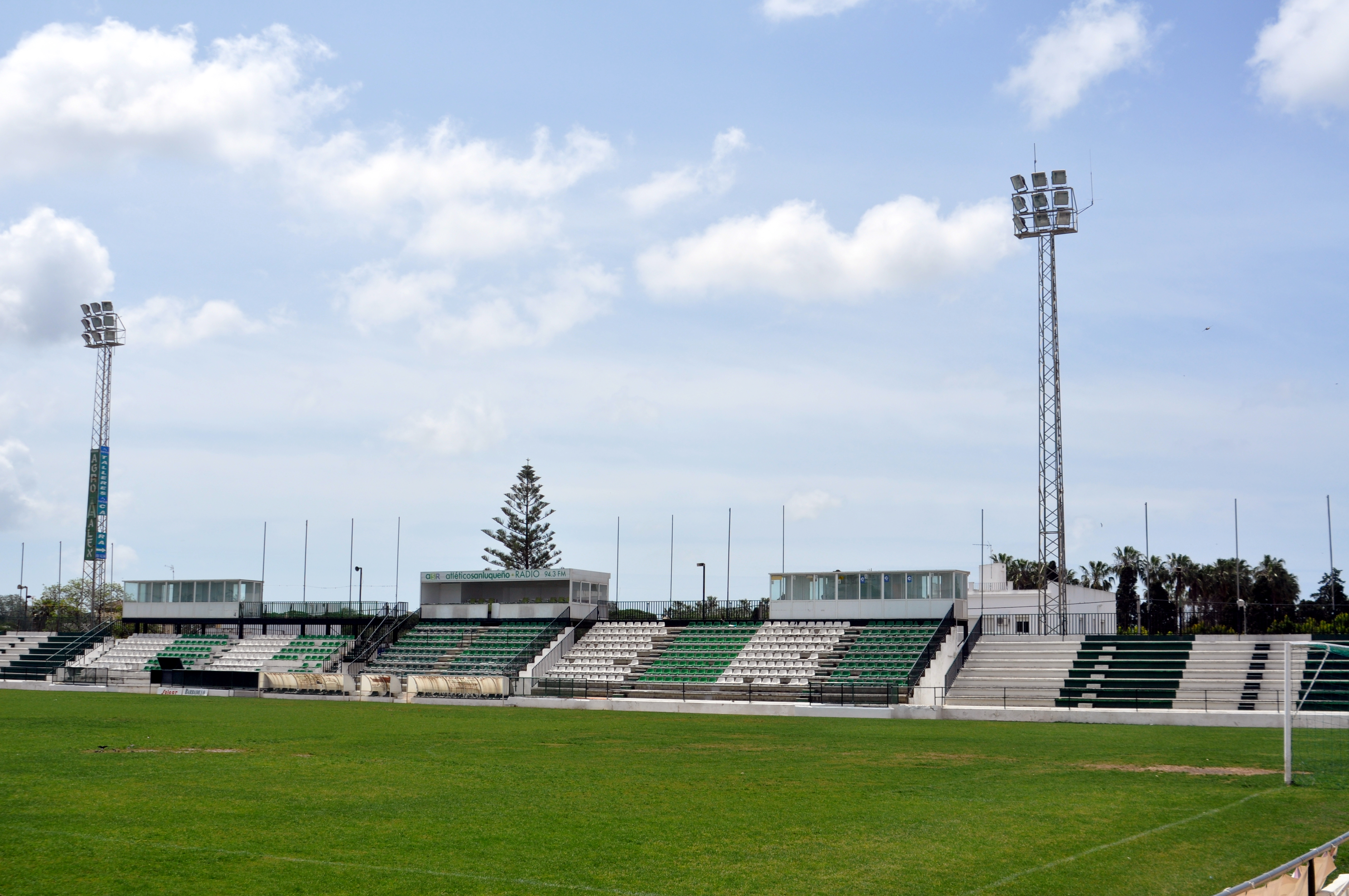
Estadio del Palmar, del Atlético Sanluqueño

Los clubes deportivos de la ciudad son el Atlético Sanluqueño Club de Fútbol en el Estadio de El Palmar, el C.D. Rayo Sanluqueño y A.D. Juventud Sanluqueña radicados en las instalaciones deportivas El Picacho, la Unión Deportiva Algaida en el campo de fútbol La Colonia, ADESA 80 Baloncesto y ADESA 80 Voleibol en el pabellón municipal, el Club Atletismo Barrameda, el Club Natación Sanlúcar, el Club G.R. Doñana Sanlúcar, el Club de Actividades Náuticas Eslora, el Club Waterpolo Sanlúcar, el Club de Ajedrez Shahmat (varias veces Campeón de Cádiz y campeón de Andalucía) y el Club de Pesca La Balsa. Las principales infraestructuras deportivas son el Pabellón de Bajo de Guía y las Pista deportivas de El Picacho. También cuenta con el Club Sanluqueño de Radiocontrol Nitro-RC, cuyo circuito se encuentra en Los Llanos.

### Medios de comunicación
Prensa impresa
En la ciudad pueden adquirirse los periódicos nacionales, regionales y provinciales de mayor difusión, algunos de los cuales disponen de un corresponsal en la ciudad. A nivel local se publica el semanario Información Sanlúcar de Barrameda perteneciente al grupo empresarial Publicaciones del Sur SA, cuya sede se encuentra en Jerez de la Frontera.
Radio
En la radio pueden sintonizarse las principales cadenas de radio estatales y regionales. La Cadena Ser dispone de una emisora asociada en la localidad denominada Radio Occidental que pertenece al grupo empresarial Radio Jerez S.L.
Televisión
Actualmente se cuenta con Costa Noroeste y Sol TV. Existía un canal de televisión local por cable actualizado a la actual Costa Noroeste, denominada TeleSanlúcar, que emitía su señal en analógico, también disponible en digital por Internet. Por otra parte Sanlúcar de Barrameda, junto con Jerez de la Frontera, Rota, Chipiona y Trebujena conforman la demarcación de televisión digital terrestre TL05CA, denominada Jerez de la Frontera y que ocupará el canal 30 de la señal. Onda Jerez Radiotelevisión, por ser la televisión local pública de la ciudad cabecera de demarcación recibió de forma automática su licencia. Un segundo canal local público tendrá la misión de cubrir el resto de ciudades enmarcadas en el territorio (la Costa Noroeste), teniendo que llegar al 95% de la población en 2012. Además, el día 29 de julio de 2008, la Junta de Andalucía otorgó tres licencias privadas, recayendo sobre las empresas Producciones Antares Media SL, Alcestes SLU y Green Publicidad y Medios SA.
Internet
La proliferación de zonas wifi en diferentes establecimientos públicos y privados así como en algunos espacios abiertos está facilitando el acceso a Internet a muchos usuarios de la localidad. Existen varios Web privados o institucionales de ámbito local, destacan el sitio web del Ayuntamiento, el portal de Información Sanlúcar de Barrameda, perteneciente al grupo Andalucía Información y los portales de noticias Sanlúcar Digital, Sanlúcar de Barrameda TV,
la revista digital La Aventura Humana,
además del medio de comunicación vía Internet, Barramedia TV.

## Ciudades hermanadas
Está hermanada con los municipios de:
- Koekelberg (Bélgica)[178]
- San Sebastián de los Reyes (Venezuela)
- Palos de la Frontera (España)
- Almonte (España)
- Trujillo (España)[179]

### Imagen de satélite
- Sanlúcar de Barrameda en Wikimapia
- Plano de Sanlúcar en Wikimapia
- Patrimonio cultural de Sanlúcar de Barrameda. Guía Digital del Patrimonio Cultural de Andalucía. Instituto Andaluz del Patrimonio Histórico
- Paisaje de Interés Cultural de Sanlúcar de Barrameda. Guía Digital del Patrimonio Cultural de Andalucía. Instituto Andaluz del Patrimonio Histórico
- Los corrales de pesca

- Datos: Q210887
- Multimedia: Sanlúcar de Barrameda / Q210887
- Guía turística: Sanlúcar de Barrameda